# 名古屋鉄道
名古屋鉄道株式会社（なごやてつどう、英: Nagoya Railroad Co.,Ltd.）は、東海地方の愛知県・岐阜県を基盤とする鉄道会社である。通称は名鉄（めいてつ、Meitetsu）。日本の大手私鉄の一つで、民営鉄道としては日本で3番目の歴史を持つ老舗企業である。
本社は愛知県名古屋市中村区名駅四丁目8番26号のエニシオ名駅に位置する。中京圏（名古屋都市圏）では最大の444.2kmの路線規模を擁する。

## 概要
本業の鉄道業では、愛知・岐阜両県に総営業距離では近畿日本鉄道（近鉄）・東武鉄道（東武）に次いで日本の私鉄第3位（JRを除く）の444.2kmにおよぶ路線網、276駅を擁する（詳細は「路線」節を参照）、中京圏を本拠とする唯一の大手私鉄である。年間利用人員はおよそ2億9623万5000人（2020年度）、旅客車両数は1,076両（2021年3月31日時点）である。
コーポレート・スローガンは「名鉄×WAO!」。
名古屋鉄道は東海銀行（現・三菱UFJ銀行）・中部電力・東邦瓦斯（東邦ガス）・松坂屋（現・大丸松坂屋百貨店）と共に名古屋経済界の中核名門企業、旧「名古屋五摂家」の1社に数えられる。東海地方を中心に数多くの不動産を所有する企業であり、これらの「開発事業」も経営の重要な柱となっている。レジャー・流通産業など関連事業を中心に多角的な企業展開を行っており、連結決算の対象・非対象あわせて200社以上のグループ企業を擁する名鉄グループの中核的企業である。
2005年（平成17年）に開港した中部国際空港（セントレア）に空港線を通じて空港連絡鉄道として乗り入れる唯一の鉄道会社である。
2024年（令和6年）現在、大手私鉄で唯一、女性専用車両を導入していない。
営業路線の詳細は「路線」の節を、その他の詳細は以下の各記事を参照。
- 「名古屋鉄道の車両形式」… 車両に関する記述
- 「名鉄特急」… 特急列車の変遷などに関する記述
- 「パノラマカー」… 前面展望車両の愛称に関する記述
- 「名鉄バス」… 分社化した路線バス（運営子会社）に関する記述

## 社章・シンボルマーク・コーポレートカラー
現在のシンボルマークは会社創立100周年に先立つ1992年（平成4年）4月より使用を開始している。これはCI導入計画の一環としてランドーアソシエイツによるデザイン開発により策定されたもので、同時にコーポレートカラーも制定されている。
シンボルマークは社名略称の英称「MEITETSU」をモチーフとし、特にM字型のマークはMEITETSU ウイングと呼ばれる。2色のコーポレートカラー（人や地球への優しさを表す「MEITETSU Blue」、知的さ、信頼性を表す「MEITETSU Green」）によって構成されるMEITETSU ウイングは名鉄が地域とともに躍進する姿を表現している。このほか、シンボルマークに準ずるものとしてMEITETSU Blue、MEITETSU Greenに赤を加えたアロー（スピードアロー）があり、マークパターンとしてシンボルマークの下にアローを配するタイプとMEITETSU ウイングの下にMEITETSU、アローを配するタイプが設定されている。
社章は中央に図案化した「名」を、鉄道の象徴である「工」を5つ円形に配置したものである。5つの「工」は五徳による社員の総親和を表すとともに、名古屋から放射状にのびる路線網も表現している。CI導入以降は掲示物などへの使用が全面的にシンボルマークへ切り替えられており、100系の前面飾り帯の装飾など現存箇所は少数に留まっている。

シンボルマーク
MEITETSU ウイング
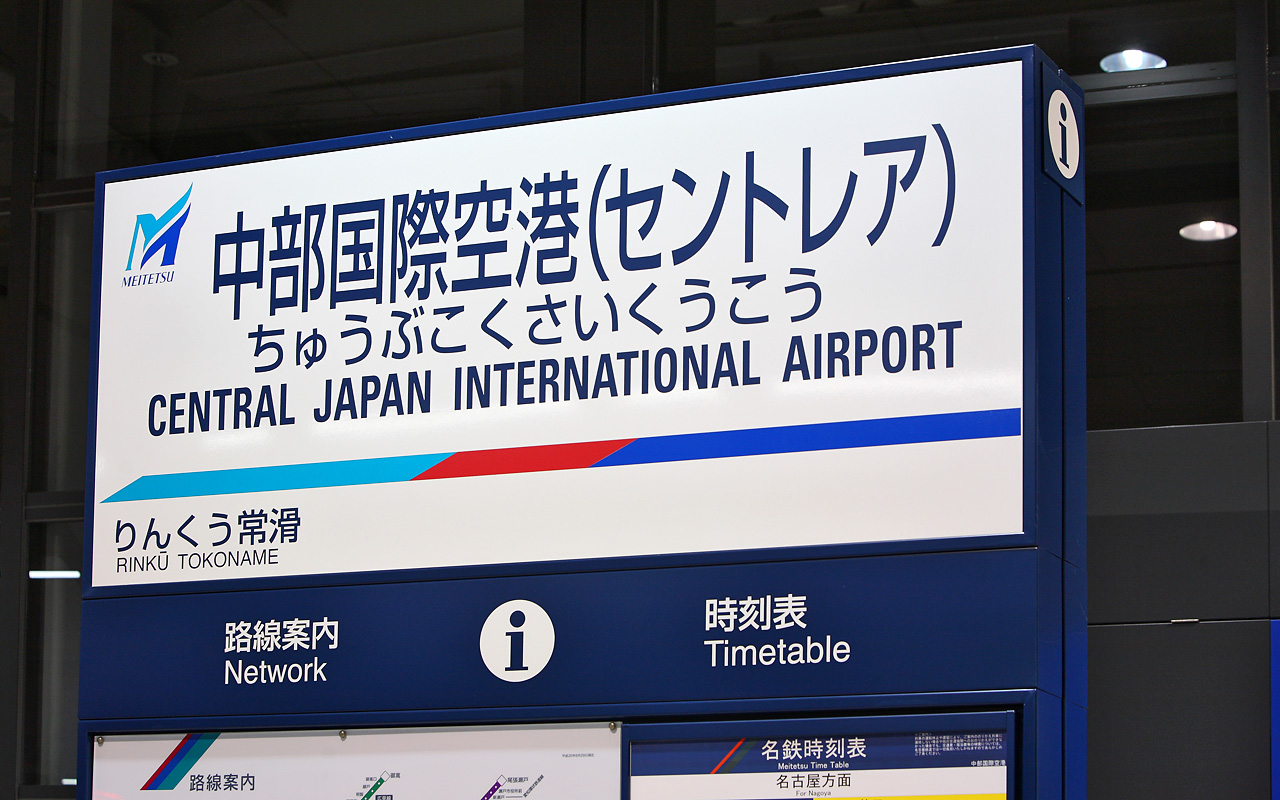
アローの使用例
社章
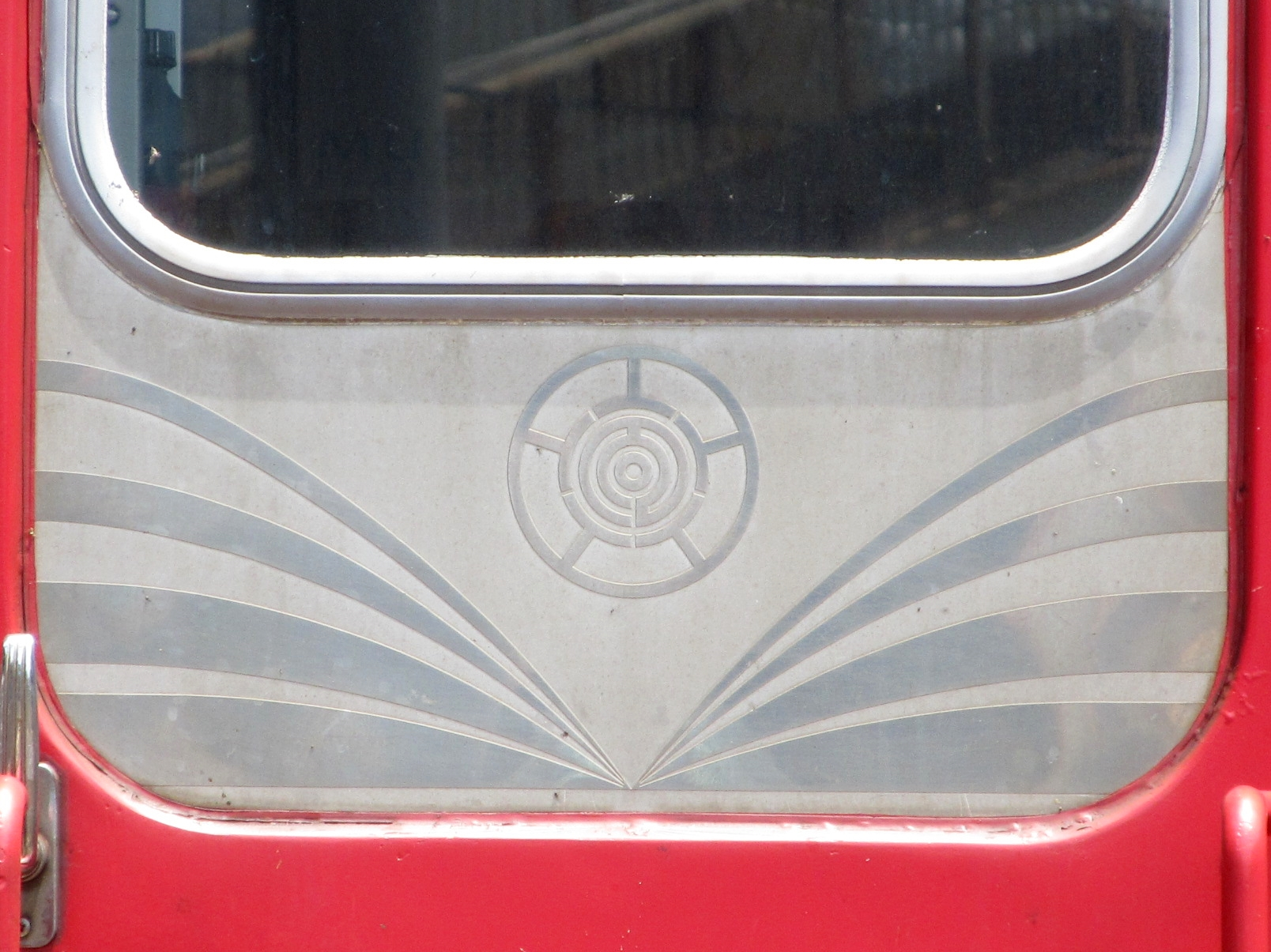
100系前面飾り帯

## 歴史

### 創業・黎明期
現在の名古屋鉄道は、太平洋戦争の終結以前に中京圏の多くの鉄道会社が合併して成立したものであるが、その起源は1894年（明治27年）6月に名古屋市内で馬車鉄道を運行する名目で設立された企業の愛知馬車鉄道である。

#### 名古屋電気鉄道

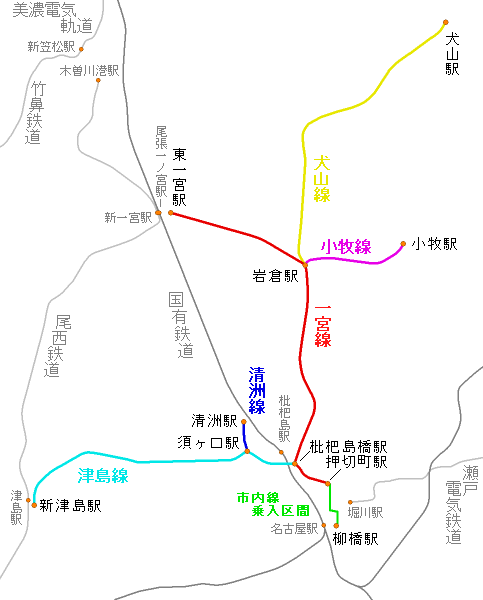
名古屋電気鉄道“郡部線”（1921年6月）

愛知馬車鉄道は当初、馬車鉄道を敷設するための特許を得ていたが、計画を電気鉄道に変更し、1896年（明治29年）に名古屋電気鉄道に社名を改めた。1898年（明治31年）には、京都電気鉄道（のちに市営化され京都市電となる）に次ぐ日本で2番目の電車運行を開始。以後、同社は市内各所へ網の目のように路線網を構築していった。1912年（大正元年）には初の郊外路線（郡部線）を開業させ、以降は尾張北中部の各市町と名古屋市を結ぶ郊外路線を充実させていった。
1921年（大正10年）、市内線の市営化が決定する。その前段階として名古屋電気鉄道は6月に郊外線部門を引き継ぐ（旧）名古屋鉄道を新たに設立し、第二の創業とした。翌1922年（大正11年）8月には名古屋市電気局（のちの名古屋市交通局）へ市内線部門を乗務員ごと譲渡して名古屋市電が発足し、（旧）名古屋鉄道の発足後も市内線の営業を続けていた名古屋電気鉄道は解散した。なお、市営化後も柳橋 - 押切町間の郊外線から市内線への乗り入れ（営業権）は、譲渡条件として保持されたまま（当該区間は市営・名鉄の二重免許区間）であった。
その後（旧）名古屋鉄道は、名古屋電気鉄道当時はおまけのような存在であった郊外線部門を生かす形で名古屋市と岐阜市という2つの大都市を直結する都市間路線を形成することを目論み、1928年（昭和3年）4月10日にはその第一歩として名岐線の丸ノ内 - 西清洲（現・新清洲）間を開通させたことにより、押切町 - 新一宮（現・名鉄一宮）間が開通した。
1930年（昭和5年）8月、岐阜市周辺の路面電車などを経営していた美濃電気軌道を合併した（旧）名古屋鉄道は、名岐間輸送を社の重点目標としたことから、合併翌月に社名を名岐鉄道と改称した。この時点で開通していたのは押切町 - 新一宮間および笠松（現・西笠松） - 新岐阜（現・名鉄岐阜）間であったが、木曽川橋梁の完成にともない1935年（昭和10年）4月29日に新一宮 - 笠松間が開通し、押切町 - 新岐阜間が全通している。

#### 愛知電気鉄道の発足
1909年（明治42年）には、名古屋以西の路線（名古屋本線の東枇杷島駅以西・犬山線など）を建設していた名古屋電気鉄道に対し、以東の路線（名古屋本線の神宮前駅以東・常滑線など）を建設することになる愛知電気鉄道が設立された。
愛知電気鉄道（愛電）は、1910年（明治43年）に知多半島西岸の振興と、それまで舟運に頼っていた常滑焼など特産品の効率的な運送を図るために設立された鉄道会社で、1913年（大正2年）に現在の常滑線を全通させ、続いて旧東海道沿いに名古屋市と三河地方との連絡を意図した路線（豊橋線、現在の名古屋本線神宮前駅以東に相当）の建設を開始した。一方、官設鉄道（のちの国鉄・現JR）東海道本線以外に、私鉄による第2幹線を建設しようと東海道電気鉄道が設立され、愛知郡御器所村（現・名古屋市昭和区）から豊橋市にいたるまでの路線免許を得て、さらに豊橋市から浜名湖北岸をまわり浜松市にいたる計画を持っていた遠三電気鉄道にも出資していたが、その最大の資本提供者で過去に日本電気鉄道（東京 - 大阪間電気鉄道敷設計画）の計画も推し進めていた安田善次郎が1921年（大正10年）に暗殺されたため、計画は宙に浮くことになった。
そのような状況下、東海道電気鉄道の創設者であり、かつて愛知電気鉄道の2代目社長を務めた福澤桃介（福澤諭吉の娘婿）は、愛知電気鉄道に対して救済合併を申し入れ、愛知電気鉄道側もこれを承諾し、東海道電気鉄道は愛電に吸収合併された。その後、愛知電気鉄道は東海道電気鉄道計画を継承し、当時有松裏駅（現・有松駅）まで開通していた愛電有松線を延伸する形で、豊橋方面への路線の建設に着工した。東海道電気鉄道は当初から画期的な高速鉄道を目指しており、豊橋線はそれに見合う高規格で建設され、1927年（昭和2年）6月に吉田（現・豊橋）までの全線が開通した。この豊橋線は当時の愛知電気鉄道の資本金総額を上回る莫大な建設費用を投じて建設されたことから、この設備投資による負債が経営を圧迫し、さらに当時の日本はアメリカに端を発した世界恐慌による強烈な不況風が全国に吹き荒れていたこともあって、愛知電気鉄道は深刻な経営難に陥った。その後、景気回復と3代目社長である藍川清成以下経営陣の尽力によって、愛知電気鉄道は経営危機を脱している。

### 「名鉄」発足の経緯

発足当時の名古屋鉄道（1935年8月）

現在の名鉄は、1935年（昭和10年）に、名岐鉄道（名岐）と愛知電気鉄道（愛電）が合併して発足したものである。
合併前の名岐・愛電の両社は、名岐が名古屋式経営と称される多くの内部留保を抱える無借金経営を行っていた一方、愛電は積極的な設備投資に起因する負債（当時の金額で226万円）を抱えていた。もっとも、経営規模・払込資本金額・経常利益・株式配当といった経営規模・財務内容はほぼ同等であった。
それまでの両社は、三重県方面への進出（伊勢電気鉄道の買収工作）や名古屋地下鉄道の運営方法など、当地域の鉄道運営の主導権をめぐって対立することも多かったが、当時の日本は世界恐慌を境として、大陸（現在の中国など）への進出・利権を廻って欧米列強との対決（戦時）色が強くなり始めたころであり、民間企業の間では国内（同一民族間）での競争・対立を止めて協調・合同（民族団結）へ向かう機運が次第に高まった時代であった。合併話が持ち上がった時点では、陸上交通事業調整法や戦時立法の国家総動員法も構想段階であったが、当地の交通事業を再編・統合して安定した鉄道輸送を図るべく、名古屋財界の有力者を中心に民間主導の型で検討・折衝が進められることとなった。
当初は両社とも合併には消極的で、特に名岐側は企業体質がまったく異なる愛電との合併に対して強い拒否反応を示したとされる。その後も名岐は「自社が愛電を合併する」という形態にこだわり、最終的に名岐鉄道を存続会社として愛知電気鉄道は解散し、合併後の新会社の社長には当時の名岐社長であった跡田直一が就任し、愛電社長の藍川は副社長となることが内定した。合併比率は名岐1対愛電1の対等合併とされた。
合併期日は1935年（昭和10年）8月1日と決定したが、新会社の社長就任が内定していた跡田が同年7月17日に死去したため、急遽藍川が繰り上がる形で現・名古屋鉄道の初代社長に就任した。このことを指して、旧名岐の社員からは「愛電による名岐乗っ取り」との声も聞かれたという。旧名岐の社員であった土川元夫（のちに名鉄社長・会長を歴任）は自身の自叙伝において、合併契約により取締役に次ぐ上級部長職である理事職（現在の執行役に近い職位）の割り当てを受けていたが、合併後に「お前はまだ若いから」との藍川の一言で降格され、他の旧名岐社員も同様に左遷されたことを振り返っている。
両社の合併によって現・名鉄という中核企業が発足した愛知・岐阜両県では、陸上交通事業調整法施行後も法律（強制統合）の直接的な対象とはならず、名鉄を中心とした鉄道事業者統合は、戦時体制への移行という時流の要請に沿って、その多くが事業者間の合意によって自発的に行われた。これは周辺の鉄道事業者の多くが名鉄と資本的なつながりを有する、または名鉄の子会社であったことが最たる要因として挙げられる。もっとも、名鉄と資本的つながりを持たない独立系事業者であった瀬戸電気鉄道および三河鉄道の合併に際しては交渉が難航し、後者については鉄道省による仲介の末、ようやく合併に漕ぎ着けている。

### 戦中・戦後の動き
合併後の名鉄は最初の課題として、旧名岐鉄道路線（西部線）と旧愛知電気鉄道路線（東部線）の連絡線建設を進め、当時の省線（現JR）名古屋駅の移転跡地を譲受し、そこに新ターミナルとして地下駅の新名古屋駅（現・名鉄名古屋駅）を建設・開業し、新生名鉄（東西連絡）のシンボルとした。
新駅には手狭になった西部線のターミナル押切町駅を置き換える目的もあったため、まず西部線から建設を進め、次第に物資統制が厳しくなる中にあって1941年（昭和16年）に完成・開業させ、その後、東部線のターミナル神宮前までの路線建設に着手し、1944年（昭和19年）に連絡線が開通した。その間、太平洋戦争の開戦など情勢は日増しに悪化する中、戦時緊急整備路線の指定を受けて鉄道省（当時）の全面的な協力を得たものの、それでさえ建設資材の調達には困難をきわめ、不要不急路線・設備の転用を図り、さらには新名古屋 - 山王間の高架橋部分を一部木材で代用するなど、急場しのぎの工事であった。また、線路は一応つながったものの、当初同時期に予定された西部線の昇圧工事はこの情勢では見送らざるを得ず、金山駅を境にして以西は架線電圧が600Vに据え置かれ、結局、架線電圧が1,500Vの東部線とは直通運転ができないままに終戦を迎えた。なお、当初計画では、新名古屋駅地上には本社を兼ねた駅ビルの建設も予定していたが、情勢悪化を受けて基礎部分の対応工事のみに留められた。
終戦直後は、名鉄も他の各私鉄・国鉄（当時）と同様に車両や設備の疲労・消耗が激しく、定時運行もままならない、さらには満足な資材とて揃わない中ではあったが、いち早く西部線の主要各線を東部線と同じ1,500Vへ昇圧する工事に着手し、東西路線の一体化を戦後復興の第一目標に据えて取り組んだ。この結果、戦災の傷がいまだ癒えない1948年（昭和23年）には第一次の昇圧工事が完成し、新岐阜（現・名鉄岐阜）・新鵜沼・津島 - 新名古屋 - 神宮前 - 豊橋・常滑間などが一体的に運営（直通運転）されるようになり、現在の運行形態の基礎ができ上がった。
なお、合併前の1929年（昭和4年）にも先述の「名古屋地下鉄道」として直通路線の構想は存在したが、着工までに至らなかった。

### 名鉄グループの形成

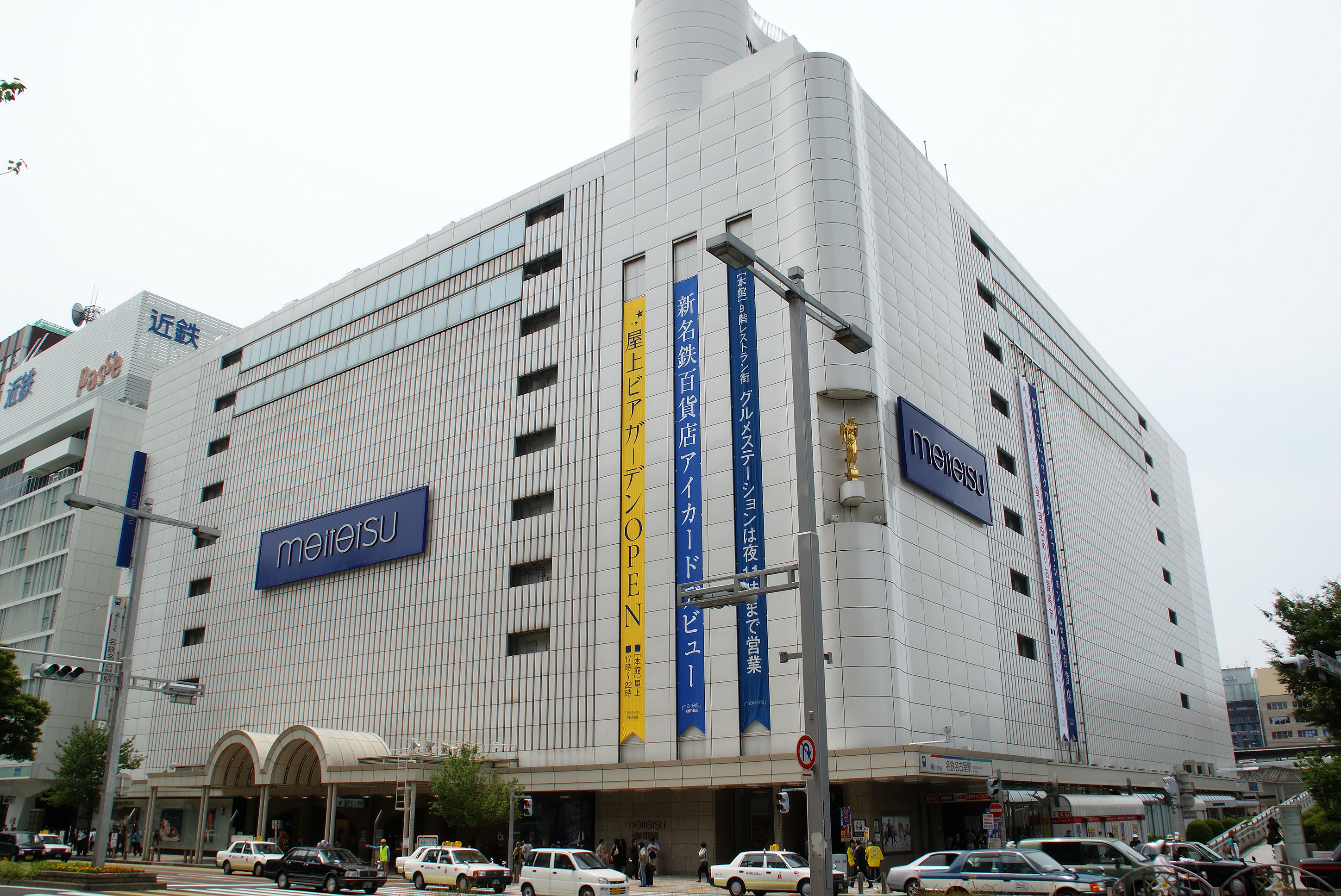
名鉄名古屋駅・名鉄百貨店本店

戦後の混乱が収まるにつれて、名鉄も他の大手私鉄と同様に事業の多角化を図るようになり、その手始めとして、戦時中に計画が頓挫していた新名古屋駅（現・名鉄名古屋駅）の駅ビル建設に着手して百貨店を併設した。当初の計画では、地元の老舗百貨店松坂屋にテナントとしての出店交渉を進めたが不調に終わり、自前での百貨店経営を決意して、電鉄系百貨店の元祖である阪急百貨店の全面的な協力 を得て1954年（昭和29年）12月に名鉄百貨店を開業し、流通業界へ進出する足がかりとした。その後も沿線の団地を手始めに名鉄ストアー を開業して、駅の改修にあわせて順次出店を進めた。
1960年代になると、沿線各地の開発をはじめ、北陸地方への進出を図るため、現地の鉄道会社を中心に提携を持ちかけていった。手始めに福井鉄道を傘下に収め、当時、労働争議で揺れていた北陸鉄道へは労務管理のスペシャリストを派遣して徐々に労使の意識を「名鉄グループ」寄りへと導いていき、のちに傘下入りさせるなど、経営に深く関わっていった。富山地方鉄道に対しても経営（資本）参加を持ちかけ、中古車両（3800系=富山地鉄14710形）の融通や看板列車「北アルプス号」の立山駅乗り入れなどさまざまな経営支援を行ってグループ内への取り込みを図ったものの、良好な会社関係の構築以上には進展せずに終わり、結果として富山県への進出は1980年（昭和55年）ごろと大幅に出遅れることとなった。
他の地域への進出は名鉄側からアプローチしたものよりも、先方から経営参加を呼びかけられる例が多かった。前述の北陸鉄道の争議終結によって「労務管理の土川（名鉄）」と当時社長であった土川元夫の評判が地方交通事業者の間で一気に広がり、経営に行き詰まった会社が「立て直し」を依頼するケースが相次いだ。その代表例としては宮城交通・網走バスなどが挙げられ、それまで東北・北海道には進出の足がかりもなかっただけに、名鉄側も積極的に応じた。また、海外への進出も手がけるようになり、香港・サイパン・ミクロネシアには現地法人（観光施設・ホテルなど）を次々に立ち上げていった。
グループ形成のもう一方の柱として、名鉄本体から現業（保守）部門を分社化する形で独立させた事業がある。鉄道車両の保守・修繕・改造部門を分社化した「名鉄住商車両工業」、信号の保守部門を独立させた「名古屋電気工業」（現・名鉄EIエンジニア）、バスの整備部門をグループ内のトラック・タクシー会社と共通化して一般（自家用車）にも開放した「名鉄自動車整備」など、従来の鉄道・バス関連の保守事業で培った技術を使い、他社・一般向けの仕事も請け負うことで独立採算制（コスト部門から脱却して利益を生み出す仕組み）を導入するなど、1960年代からユニークな試みも行われた。また、分社化に際しては名鉄の100%子会社とはせず、それぞれ関係の深かった取引先からも出資を募って『合弁企業』の形態を基本とし、その点でも、昨今の私鉄各社に見られる保守部門等の分社化とは一線を画すものであった。

### 本業への回帰
1973年（昭和48年）のオイルショックを境に低成長時代となり、名鉄も事業計画を大幅に見直さざるを得なかった。喫緊の課題として自家用車から転移した影響による通勤客の著しい増加に対応するため、事業投資も路線・車両・駅施設の整備など本業優先となり、本格的な「大都市圏鉄道」へと脱皮を促すきっかけとなった。それまでの名鉄は快適な車内設備（クロスシート車）にこだわり、いわゆる『通勤型車』（3扉以上のロングシート車）を持たない 大手私鉄として有名であったが、東京急行電鉄（のちの東急株式会社）から純通勤車（3880系=東急3700系）を緊急導入したのをきっかけに、1976年（昭和51年）以降は本格的な『通勤車』の導入（6000系）を開始し、朝夕の通勤輸送に本腰を入れて取り組むようになった。ほかにも、名古屋本線を中心に待避設備の整備を加速して列車設定（ダイヤ）の自由度を上げ、犬山線を中心に各駅ホームの有効長延長に取り組むなど旧弊な路線設備の刷新を行い、同時に駅建物の重層化（駅ビル建設）による不動産価値（賃貸料収入）の増大も志向した。
本業に多額の設備投資を続けざるを得ない中にあっても、運輸省（当時）が採った公共料金抑制政策の影響もあり、旅客運賃は長らく他の大手私鉄と同列に扱われ続け、名鉄特有の事情（多くの不採算路線の保有）から独自の運賃改定の必要性を訴え続けていたが、なかなか認められなかった。そんな中、1974年（昭和49年）の運賃改定では、他の私鉄にはない広範囲な擬制キロ（不採算路線の営業キロ割増し）を設定し、1983年（昭和58年）には大手私鉄では初めて単独での運賃改定が認められた。以降の運賃改定は徐々に名鉄特有の事情が認められるようになり、それに比例して老朽化した旧型車の取り替えや駅設備の近代化・整備が進められた。
グループ企業についても、低成長時代に合わせて全国的な展開より本業（鉄道・バス）に付随する関連事業への深度化が進められ、駅ビル建設にともない名鉄ストアーの出店を加速するなど流通事業への進出強化や、保有する広大な山林を開発して宅地分譲を行う不動産事業など、また、貨物輸送の終焉による駅周辺の遊休地を利用してスイミングスクールをはじめスポーツ・健康産業への進出など、名鉄沿線に密着した事業展開へと拡大の方向性にも転換がみられた。

### 事業の選択と集中
昭和後期から平成初期にかけてのバブル景気のころは、新舞子・蒲郡など海辺を中心として沿線開発にもいっそう拍車がかかり、沖縄など遠隔地でもリゾート開発事業を手がけるなど、高度成長期と同様に手を伸ばせるだけ伸ばした感のあった名鉄グループであったが、新規事業は既存の事業の延長線上に展開された事例が多く、また、事業開発の面においては先発組より後発組に属することが多かった。このため、いわゆる「先行利得」を享受できたものはわずかであり、グループ内の事業規模（売上）は拡大したものの、利益面での貢献は期待したほどの成果をもたらすまでには至らなかった。
一方で、鉄軌道路線の整理縮減も再び開始され、1988年（昭和63年）に岐阜市内線の一部を廃止したのを皮切りに不採算路線の廃止を漸次進め、最終的には全営業路線の約5分の1に相当する路線の廃止を行った（「閑散線区の合理化・廃止」も参照）。これは、バブル後「失われた10年」による経済環境の厳しさに加えて、国鉄からJRへ移行したあとの猛烈な巻き返し（JR東海との旅客争奪戦）への対抗上、名古屋本線をはじめとする主要路線の設備投資に経営資源を集中させる必要と、収支悪化にともない不採算路線への内部補助（赤字補填）が利益を圧迫し始めた影響によるもので、全体の事業継続のためには廃止せざるを得ない路線に対して、沿線市町村との話し合いを行いつつ進められた。
1990年代のバブル崩壊後には非鉄道事業への投資が徐々に負担となり、事業の選択と経営資源（人材・資本など）の集中を余儀なくされた。手始めとして関連会社の整理・統合が行われ、グループ内で同様の事業を行っている会社同士を統合して間接費用（後方事務・管理部門など）の圧縮を試み、採算が悪化した事業（会社）の整理が行われた。
1999年（平成11年）3月期決算では名鉄総合企業の資金運用損失（株式譲渡損）180億円の計上をはじめ、文化レジャー事業やリゾート事業の収益低下により230億円の連結決算上の赤字となり、文化レジャー事業の一部施設の閉鎖が検討されるようになる。また、名鉄本体のスリム化に手をつけ、不採算路線の多いバス事業の分社化を積極的に進め、現在のバス事業をすべて分社化した形の基礎を築いた。
2002年（平成14年）9月には、不採算事業の撤退による固定資産売却損などの特別損失計上により、2003年（平成15年）3月期中間配当が1948年（昭和23年）10月期（半年間）決算以来55年ぶりの無配となる事態が発生。同3月期決算においては598億円の経常損失を計上し、55年ぶりに名鉄単体での赤字決算となった。これにより2003年（平成15年）1月に、不採算が続いた文化レジャー事業とバス事業を中心としたリストラ・事業分社化を柱とした2006年（平成18年）3月期までの経営合理化策を発表し、実行に移した。

### 愛知万博と空港線開業
2005年（平成17年）に開催された『愛・地球博』（愛知万博）を契機として東海地方の交通再編が行われることとなり、その目玉として中部国際空港の開港が決定され、それにともない名鉄も空港輸送を中心とした体制へと再編することになった。空港線の建設は名鉄が直接的な形では行わず、空港の関連事業の一環として「中部国際空港連絡鉄道株式会社」を設立して、同社が建設を行った。名鉄は空港線を第2種鉄道事業者（路線を借り受け運行のみを担当）として営業し、フィーダーとなる常滑線に関しては徹底的に路盤強化・カーブの付け替えなどを行い、空港連絡特急用車を用意するなどの設備投資を積極的に行った。
その後も車両・駅設備のバリアフリー・安全機能の対応などをはじめ、名鉄の特徴であった2扉クロスシート車の廃車（置き換え）を積極的に進めるなど、都市間連絡輸送から都市圏輸送を主体とした輸送形態への変更を推進している。また、IC乗車券への対応を前提とした駅設備・自動改札機の整備もあわせて行い、鉄道運営に関する総コストを圧縮するための設備投資を中心に行っている。これに関連して、車両設計においても鉄道会社独自の事情を考慮したフルオーダー設計から東日本旅客鉄道（JR東日本）が提唱した標準設計・部品に基づく車両の新造導入により、イニシャルコスト（車両単価）の圧縮も志向している。加えて、関連会社の整理・統合もさらに推し進め、以前に分社化した車両現業部門の再統合（名鉄住商工業の名鉄本体への吸収・直轄事業化）や、福井鉄道・パレマルシェ（旧名鉄ストアー）など不採算子会社・事業の譲渡を行い、他の私鉄各社と同様に名鉄グループ全体の採算性向上と連結決算利益を重視する経営に向けて一層の徹底を志向している。
2027年度に開業を予定しているリニア中央新幹線に備え、現在の名鉄本社ビル、名鉄百貨店、名鉄レジャックと隣接する近鉄百貨店名古屋店（近鉄パッセ）を再開発することが決定している。これに加え、これらの地下部に存在する名鉄名古屋駅と近鉄名古屋駅を一つのターミナル駅として一体化する方針も打ち出している。
2021年1月14日、中部経済新聞により、グループ体制を見直したうえで純粋持株会社体制への移行を検討していると報じられた。

## 年表

### （旧）名古屋鉄道・名岐鉄道
- 1921年（大正10年）
  - 6月13日 - 名古屋電気鉄道の全額出資[注釈 8] により、（旧）名古屋鉄道株式会社設立。
  - 7月1日 - 名古屋電気鉄道から郡部線部門を譲受（資産の現物出資と郡部線を担当する社員の移籍）[注釈 9]。
- 1923年（大正12年）11月1日 - 蘇東電気軌道（未開業）を合併。同社が保有していた免許線は名鉄の手で蘇東線として開業（のちの起線。現在廃止）。
- 1925年（大正14年）8月1日 - 1896年（明治29年）6月に設立され、現在の尾西線などを当時運営していた尾西鉄道の鉄道事業を譲受。
- 1927年（昭和2年）11月20日 - 昭和天皇が犬山行幸時に押切町 - 犬山橋間を往復乗車。
- 1928年（昭和3年）
  - 4月10日 - 岐阜へ直接向かう路線の延長を計画し、その第一歩となる名岐線の丸ノ内駅 - 西清洲駅（現・新清洲駅）間が開通し、押切町駅 - 新一宮駅（現・名鉄一宮駅）間が全通。
  - 4月28日 - ライン遊園（現在の可児川駅）- 北陽館前で直営の乗合自動車の営業開始。日本ライン下りの送迎が目的の路線であった。
- 1929年（昭和4年）4月1日 - 現在の小牧線などの免許を保有していた城北電気鉄道、尾北鉄道の事業を譲受。
- 1930年（昭和5年）
  - 8月20日 - 1909年（明治42年）11月に設立され、廃止された岐阜市内線などを当時運営していた美濃電気軌道を合併。
  - 9月5日 - 名古屋鉄道が名岐鉄道株式会社に社名変更。
- 1932年（昭和7年）10月8日 - 鉄道省（当時）高山線直通の温泉客用定員制列車「下呂行直通特急」（柳橋 - 下呂間）を運転開始（大戦末期に中止）[15]。
- 1935年（昭和10年）
  - 3月28日 - 1924年（大正13年）4月に設立され、現在の各務原線を当時運営していた各務原鉄道を合併。
  - 4月29日 - 木曽川橋梁の完成により名岐線の新一宮（現・名鉄一宮）- 笠松間が開通し、押切町 - 新岐阜（現・名鉄岐阜）間が全通。新製車のデボ800形電車を用いて、同区間を34分で結ぶ直通特急を設定。

### 愛知電気鉄道
- 1906年（明治39年）12月4日 - 藍川清成らが「知多電気鉄道」として私設鉄道法による熱田 - 常滑間の免許を申請。
- 1909年（明治42年）9月23日 -「知多電車軌道」に改め軌道条例による特許申請に切り替え。
- 1910年（明治43年）
  - 8月3日 -  軽便鉄道法による免許申請に切り替え。
  - 11月21日 - 知多電車軌道が名称変更し、愛知電気鉄道株式会社設立。
- 1912年（明治45年）2月18日 - 初の路線である、伝馬町（現在廃止、名古屋市熱田区）- 大野間（現・大野町駅）が開業。
- 1913年（大正2年）8月31日 - 現在の常滑線にあたる、神宮前 - 常滑間が全線開業。
- 1917年（大正6年）3月19日 - 名古屋本線の東側の第一歩にあたる、有松線（現名古屋本線の一部）神宮前 - 笠寺（現・本笠寺）間開業。
- 1922年（大正11年）7月8日 - 1919年（大正8年）9月に設立され、御器所（名古屋市昭和区）- 下地町（豊橋市）間の鉄道免許を得ていた東海道電気鉄道を合併。
- 1926年（大正15年）
  - 4月1日 - 豊橋線（現名古屋本線の一部）東岡崎 - 小坂井間開通。豊川鉄道の豊川まで直通運転を開始。
  - 12月1日 - 1910年（明治43年）2月に設立され、現在の西尾線西尾駅以南や廃止された平坂支線などを当時運営していた西尾鉄道を合併。
- 1927年（昭和2年）6月1日 - 伊奈 - 吉田（現・豊橋）間開業により、神宮前 - 吉田間全通。豊川鉄道との相互乗り入れ（双方の単線を相互利用して複線運転）を開始。新製の電7形電車を用いて、直通急行（1往復のみ特急）運転開始。このとき特急は63分、急行は72分運転であった。なお、この特急の表定速度59km/hは当時日本一であった。
- 1930年（昭和5年）
  - 4月30日 - 電鉄事業と並ぶ主力事業であった電気供給事業を愛知電力に譲渡（翌年さらに東邦電力へ譲渡）。
  - 9月20日 - デハ3300形電車を用いて、神宮前 - 吉田間を57分で結ぶ超特急「あさひ」運行開始。
  - 10月30日 - 1927年（昭和2年）9月に設立され、豊橋 - 気賀間の鉄道免許を得ていた遠三鉄道の免許を譲受。
- 1934年（昭和9年）5月1日 - 神宮前駅本屋を東海道線の西側に新築移転。

### 名古屋鉄道

#### 戦前・戦中
- 1935年（昭和10年）8月1日 - 名岐鉄道と愛知電気鉄道が合併し（新）名古屋鉄道株式会社が発足（形式上は名岐鉄道が存続会社となって（新）名古屋鉄道と改称し、愛知電気鉄道は解散した）[16]。
  - この日より、旧「名岐鉄道」の各線を「西部線」、旧「愛知電気鉄道」の各線を「東部線」と総称した。
  - この時点では愛電の子会社であった愛電自動車は社名を変更せず、翌1936年に名鉄自動車に変更している。したがってこの時点では名岐由来の名鉄直営の自動車部門と愛電由来の名鉄自動車が併立する形となった。
- 1938年（昭和13年）5月10日 - 現在の中央道特急バスの前身となる名飯線名古屋 - 飯田間の急行バスを飯田街道（国道153号線）経由で運転開始。名鉄自動車・尾三自動車・南信自動車（現・信南交通）の共同運行（1941年8月休止、1952年7月再開）。
- 1939年（昭和14年）9月1日 - 1902年（明治35年）3月に設立され、現在の瀬戸線を当時運営していた瀬戸電気鉄道を合併。
- 1940年（昭和15年）9月1日 - 1922年（大正11年）3月に設立され、現在の豊橋鉄道渥美線を当時運営していた渥美電鉄を合併。
- 1941年（昭和16年）
  - 6月1日 - 1912年（明治45年）5月に設立され、現在の三河線などを運営していた三河鉄道を合併。
  - 8月12日 - 新名古屋地下トンネルが竣工。東枇杷島駅（移設） - 新名古屋（現・名鉄名古屋）駅間を開業。「郡部線」当時からのターミナルであった押切町駅 - 東枇杷島駅間と柳橋駅までの市電乗り入れを廃止し、国鉄（現JR）名古屋駅前に地下線（駅）で乗り入れる。
- 1943年（昭和18年）
  - 2月1日 - 1927年（昭和2年）10月に設立され、現在の河和線を運営していた知多鉄道を合併。
  - 3月1日 - 1926年（大正15年）9月に設立され、現在の広見線新可児駅以東などを当時運営していた東美鉄道と、1919年（大正8年）11月に設立され、現在の竹鼻線を当時運営していた竹鼻鉄道を合併。
  - 8月11日 - 子会社の名鉄自動車へ名鉄直営のバス事業を譲渡・統合。同時に愛知県内の尾三自動車をはじめ12事業者を名鉄自動車が合併。また同じ年の4月に岐阜乗合自動車、6月に知多乗合自動車、11月に豊橋乗合自動車を分社化、それぞれの地区のバス事業を一本化している。
- 1944年（昭和19年）
  - 3月1日 - 以下4社を合併。
    - 1925年（大正14年）5月に設立され、現在の西尾線西尾駅以北などを運営していた碧海電気鉄道。
    - 1924年（大正13年）1月に設立され、廃止された谷汲線を当時運営していた谷汲鉄道。
    - 1896年（明治29年）2月に設立され、飯田線の一部として運営路線が国家買収されていた豊川鉄道（証券類等事務上の処理のみ）。
    - 1921年（大正10年）9月に設立され、飯田線の一部として運営路線が国家買収されていた鳳来寺鉄道（同上）。

  - 9月1日 - 東西連絡線新名古屋 - 神宮前が営業開始。旧名岐鉄道系の路線（西部線）と旧愛知電気鉄道系の路線（東部線）が、金山駅（翌1945年に金山橋駅に改称。現・金山駅）でつながる[17]。

#### 戦後
- 1945年（昭和20年）12月10日 - GHQ（駐留軍）の指導により、名古屋鉄道労働組合（名鉄労組）を結成。
- 1947年（昭和22年）6月10日 - 名鉄自動車を譲受。バス事業をすべて名鉄直営とする。
- 1948年（昭和23年）5月16日 - 白紙ダイヤ改正。西部線の主要路線を東部線と同じ1,500Vへ昇圧し、東西路線の直通運転を開始。
  - この日より、新岐阜駅（現・名鉄岐阜駅）- 豊橋駅間を「名古屋本線」と名称変更（全線にわたって路線名を見直し・変更）。
- 1949年（昭和24年）11月10日 - 浄心・山口町・大曽根・東田町・東山・中村を起点に郊外に向けて運行していた名鉄バスが名古屋駅前に乗り入れ開始。
- 1950年（昭和25年）
  - 4月25日 - 飯田線への直通運転を不定期列車で再開（1954年、小坂井支線とともに廃止）。
  - 8月4日 - 名鉄共栄社を設立、駅構内の物販などを行う。現在の名鉄エリアパートナーズ、名鉄観光サービス、電通名鉄コミュケーションズなどの基となった。
- 1952年（昭和27年）
  - 4月10日 - 創業記念日を（旧）名古屋鉄道の設立日である6月13日に制定。
  - 12月27日 - 日本ヘリコプター輸送設立、現在のANAホールディングスの前身にあたり、名鉄はこの日ペリ設立時から出資者である。
- 1953年（昭和28年）6月1日 - 起線休止、バス代行輸送開始。バスは新一宮駅へ乗り入れ。翌1954年6月1日に起線は正式に廃止、名鉄バス起線となる。
- 1954年（昭和29年）
  - 10月1日 - 渥美線を豊橋鉄道へ譲渡。
  - 12月1日 - 名鉄百貨店名古屋本店オープン。新名古屋駅直上に地上3階地下1階の規模で暫定営業開始。
- 1957年（昭和32年）7月29日 - 名鉄ビル全館完成。本社事務所をビル内に移転、業務開始。これにともない名鉄百貨店も増床、翌8月には同ビル内の名鉄ホールが宝塚歌劇団星組公演で杮落とし。
- 1958年（昭和33年）
  - 3月16日 - 庄内川橋梁を新橋梁へ切り替え。これにより名古屋本線の最急曲線を緩和し、枇杷島分岐点の通過速度を20km/hから40km/h（のちに50km/h）へ引き上げ。
  - 7月18日 - 名鉄・阪急・京阪・近江鉄道の共同出資で日本急行バス設立、1964年に名神ハイウェイバスの運行を開始。
- 1959年（昭和34年）
  - 4月1日 - 白紙ダイヤ改正。5500系電車が登場し、量産車としては日本国内初となる料金不要冷房車の運行を開始。また、知立駅新設（移転）・配線変更により、名古屋方面から三河線への直通列車を増発。
  - 9月26日 - 伊勢湾台風により各路線で被害。中でも常滑線と尾西線の一部区間は高潮により長期間水没した。常滑線は11月15日（単線での仮復旧）、尾西線は11月23日に開通。
- 1960年（昭和35年）4月22日 - 高富線長良北町 - 高富間廃止。名鉄バス高富線岐阜駅前 - 高富間にバス転換。7月22日には高富線跡地をバス専用道路として使用開始。
- 1961年（昭和36年）6月12日  - パノラマカー（7000系電車）が就役し、名古屋本線の特急に投入される。これにより、最高運転速度を110km/hに引き上げ認可・運行開始。
- 1962年（昭和37年）
  - 2月1日 - 名鉄バス善太線、神島田線、弥富線でマイクロバスによるワンマン運転を試験導入。
  - 3月21日 - ラインパーク（現・モンキーパーク）モノレール線、日本国内初の跨座式モノレールとして開通。
  - 6月17日 - 岡崎市内線、福岡線の福岡町 - 大樹寺間廃止、名鉄バスの岡崎市内線としてバス転換。翌年、岡崎駅前 - 福岡町と岡崎井田 - 大樹寺間がレール撤去後、バス専用道路となる。
- 1964年（昭和39年）10月4日 - 鏡島線千手堂 - 西鏡島間全線を廃止しバス化。バス路線は先に開通していた高富線と一体化し高富 - 新岐阜 - 岐阜駅前 -  西鏡島間で名鉄バスの岐阜市内線として運行開始。
- 1965年（昭和40年）
  - 4月25日 - 一宮線廃止、バス化。バスは東一宮から尾張一宮駅を経由し一宮市民病院まで延伸。
  - 8月5日 - 戦前に行われていたが中断していた国鉄高山本線との直通運転を、神宮前駅 - 高山駅間に準急「たかやま」を新設したことで再開する。
  - 12月30日 - 鳴海駅 - 須ヶ口駅間にM式ATS（速度照査式ATS）を設置。1968年（昭和43年）7月までに全線（岐阜地区の軌道線区間を除く）の設置を完了。
- 1967年（昭和42年）名鉄バスターミナルビル

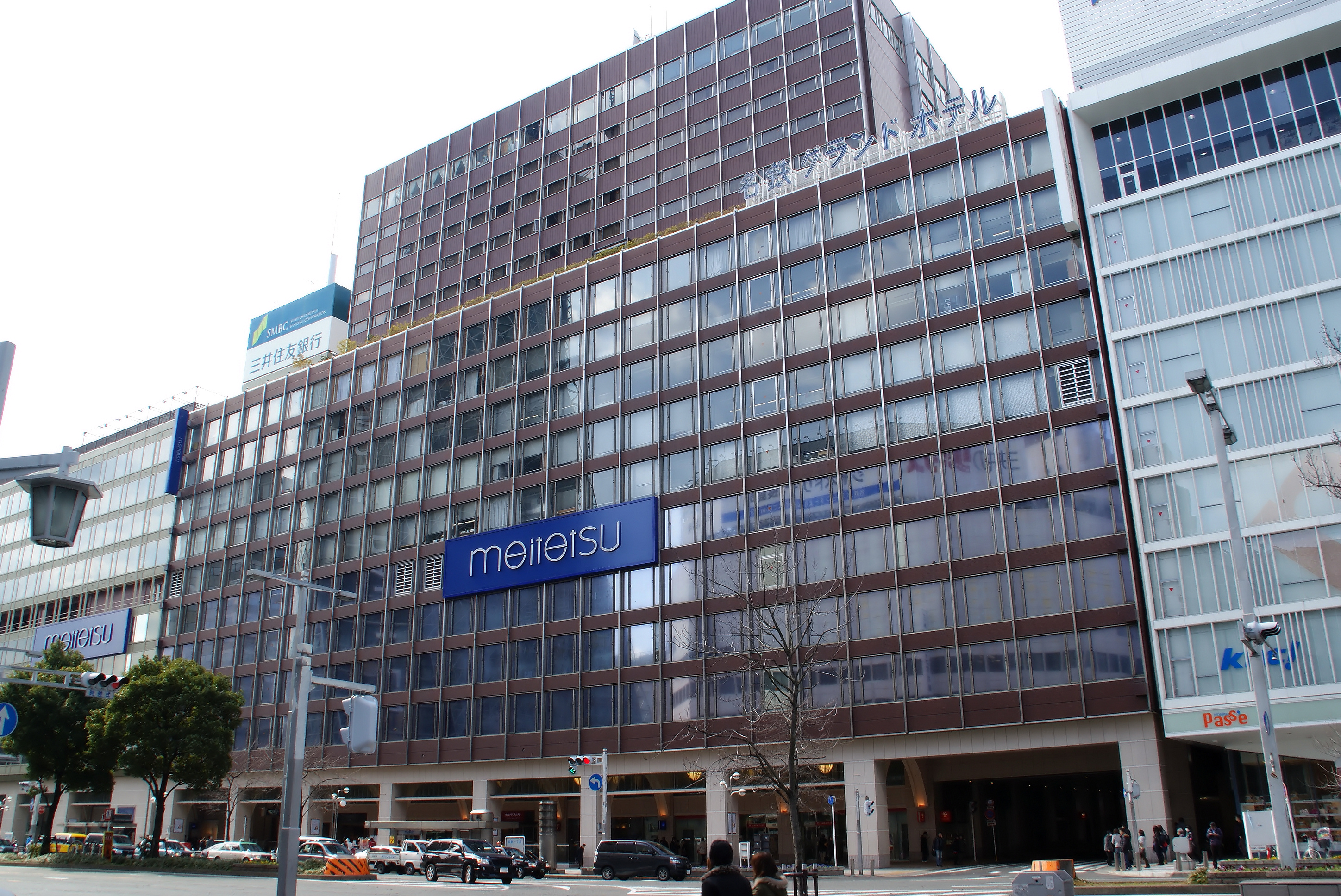
名鉄バスターミナルビル

  - 6月1日 - 名鉄バスセンター開業、本社事務所を同バスターミナルビル内に移転。日本国内初のビル（立体）型バスターミナルであり、当時としては東洋一の規模を誇った。また同ビルの1階から6階までにメルサ[注釈 10]がオープン、これも日本初となるビル全体を専門店街とする構成はのちに流通業界に「メルサ方式」として広まることになる。
  - 8月15日 - 東京急行電鉄・静岡鉄道など12社と共同で東名急行バスを設立。1969年より名鉄バスセンター - 渋谷駅間など東名高速道路経由で運行開始するも、新幹線や国鉄バスとのダブルトラックですでに供給過大であり、1975年廃止、解散となる。
  - 8月22日 - ダイヤ改正。本線区の急行を廃止して特急を増発し、都市間輸送を重視した特急列車網を展開。
- 1969年（昭和44年）6月1日 - 津島駅に定期券専用の自動改札機を設置。光学読取式であったが、その後、磁気券式自動改札機が主流になったため、1975年以降、撤去された。
- 1970年（昭和45年）
  - 6月25日 - 田神線が開通、モ600形電車を使用して新岐阜駅 - 美濃駅間の直通運転を開始。世界的にも稀有な軌道車両による鉄道線乗り入れが始まる。
  - 11月20日 - 新岐阜駅に定期券専用自動改札機（光学読取式）を設置。津島駅同様、1975年以降に撤去。
- 1971年（昭和46年）
  - 3月31日 - 日本民営鉄道協会（民鉄協）を脱退（1982年8月に民鉄協へ復帰）。
  - 9月1日 - 名鉄と住友商事が共同出資で名鉄住商車両工業（のちに名鉄住商工業に社名変更）を設立。日本国内で初めて車両保守部門を分社化し全面委託を行う。
- 1973年（昭和48年）
  - 2月3日 - 名鉄バス名多線で低床バス[注釈 11]試験導入。
  - 8月18日 - 岐阜市内線でワンマン運転を開始。

#### オイルショック後（高度経済成長期終焉後）
- 1974年（昭和49年）9月17日 - 白紙ダイヤ改正。点輸送（拠点駅間の速達輸送重視）から線輸送（中間駅を含む相互駅間輸送重視）への転換を図り、特急を格下げして急行を増発。
- 1975年（昭和50年）8月24日 - 中央自動車道・中津川 - 駒ヶ根間開通を機に、一般道経由で運行していた「名飯急行バス」を高速経由に改めた「中央道特急バス（現・中央道高速バス）」として開業。名飯線同様、信南交通と共同運行で、直営では初の高速バス路線（事業）となる。
- 1976年（昭和51年）
  - 6月28日 - 名鉄バス名古屋・津島線、岐阜市内線に冷房車を投入。
  - 12月 - 名鉄初の本格的な3扉通勤車6000系登場。第1次オイルショック後に急増した通勤客輸送で威力を発揮し、名鉄における「通勤車」の地位を確立。M式自動解結装置（自動電気・空気連結器）運用開始。
- 1977年（昭和52年）3月20日 - ダイヤ改正。座席指定特急のみを「特急」とし、料金不要の特急を「高速」に種別変更（1度目の特急料金政策変更）。
- 1978年（昭和53年）8月20日 - 瀬戸線東大手 - 栄町間の地下新線（栄町地下トンネル）が開通。長年の悲願であった名鉄線の栄地区への乗り入れが実現。また、栄町開業に先立つ3月には1,500Vへの昇圧も実施される。新たに設置された栄町・東大手の両駅には名鉄の駅では初めて磁気券方式の自動改札機を導入、これらにより瀬戸線の近代化が成る。
- 1979年（昭和54年）7月29日 - 豊田新線が開通。名古屋市営地下鉄鶴舞線との間で名鉄初の都市型相互直通運転を開始。
- 1982年（昭和57年）3月21日 - ダイヤ改正。7000系5編成を名鉄初の線内特急の専用車（通称白帯車）に改造・運用開始。以降、特急運用の専用車化を進め、1988年（昭和63年）に特急専用車1000系「パノラマSuper」を新造・登場させるきっかけとなる。
- 1983年（昭和58年）
  - 6月10日 - 特急列車に女性乗客係（正式な乗務員としては戦後国内初）が乗務を開始。以降、順次増員を進めて早朝・深夜を除く全特急列車（指定席）に乗務となる。
  - 11月24日 - 特急座席管理システム完成、座席指定券のオンライン発売（前売）を開始[18]。12月1日の全列車から機械発券に切り替え。
- 1984年（昭和59年）
  - 1月1日 - 貨物営業を廃止。ただしその後も鉄道車両の輸送が行われている（後述）。
  - 3月20日 - ダイヤ改正。全線を網羅した「名鉄電車・バス時刻表」（現・「名鉄時刻表」）を初刊行。以後、2011年12月17日改正までダイヤ改正ごとに刊行。
  - 12月15日 - 8800系「パノラマDX」運行開始。日本初の先頭部ハイデッカー展望室はのちに登場するジョイフルトレイン群にも影響を与えた。
- 1985年（昭和60年）
  - 3月14日 - ダイヤ改正。前年に八百津線へ導入した軽量気動車「LEカー」を、広見線（新可児 - 御嵩間）・三河線（猿投 - 西中金間）にも導入・本格運用を開始し、ワンマン運転を実施。
  - 3月21日 - 名古屋市国際展示場でワールドインポートフェア開幕。 円滑な経済関係の増進に寄与するとともに各国の技術、文化、生活などを広く紹介し、国際交流の推進を図ることを目的に当時、名古屋商工会議所会頭でもあった名鉄会長竹田弘太郎の提唱により開催。名鉄もベルギーのバンホールより中型ワンステップバスのAU138Jを導入し、シャトルバスとして運行。
  - 4月30日 - 名鉄バス本地ヶ原線を基幹バス化。大津通 - 引山間を中央走行方式バスレーンとし、名古屋市交通局との共同運行を実施。
- 1987年（昭和62年）
  - 2月12日 - 白紙ダイヤ改正。支線直通列車を増発。
  - 3月23日 - 新名古屋駅（現・名鉄名古屋）全面改装工事完成。これにより、普通乗車券を含めた自動改札機の本格使用を開始（以降、主要駅の自動改札化を進める）。
- 1988年（昭和63年）5月12日 -  全日本空輸・名鉄グループ各社の共同出資で中日本エアラインサービス (NAL) を設立。コミューター路線の開拓に着手。
- 1989年（平成元年）
  - 7月9日 - 金山総合駅完成。東西連絡線開業時からの金山橋駅を移転し、駅名も「金山」に改称し全列車停車駅に昇格。新名古屋駅乗り入れ列車に限り100%冷房化[注釈 12]。
  - 9月1日 - 名鉄初となる夜行高速バス、名古屋・長崎線「グラバー号」運行開始。長崎自動車と隔日での共同運行。開設当時、日本最長のバス路線であった。
- 1990年（平成2年）
  - 4月1日 - 名鉄初のプリペイドカード「パノラマカード」を発売開始、名古屋本線金山 - 神宮前間の複々線化完成。
  - 6月8日 - サンライズバス設立。同年10月1日に名鉄バス蒲郡営業所（名古屋鉄道蒲郡自動車営業所）を移管し、採算（存続）の難しいバス路線を分社化する嚆矢となる。
  - 8月 - 特急専用車（1000系）増備により、名古屋本線特急の、最高速度120km/h運転を開始。
  - 10月29日 - ダイヤ改正。本線特急を指定席車と自由席車併結（一部指定席化）とし、自由席特急の性格を持っていた「高速」を統合（2度目の特急料金政策変更）。また、瀬戸線以外の準急を急行へ統合し、停車駅の見直し（特別停車駅による停車駅調整）を行う。またこの改正より民鉄で初めて前照灯の昼間点灯を開始。

#### バブル崩壊後（安定成長期終焉後）
- 1991年（平成3年）4月21日 - 片道普通乗車券の様式を、郡部線開業時より続いた行先表示から金額表示式へ変更。これにより切符売場の券売機を更新（これ以前には新名古屋駅では方面別に券売機を分けていたが、この変更により方面別での区分けを廃止し、同駅の全券売機で自社線全方面の行先を購入可能に変更）。
- 1992年（平成4年）
  - 4月1日 - CI導入、シンボルマーク、コーポレートカラー（メイテツブルー）などを制定。
  - 11月24日 - 白紙ダイヤ改正。1000-1200系の増備にともない一部指定席車編成を特急専用車両に統一。
- 1993年（平成5年）
  - 5月30日 - 全駅で朝夕のラッシュ時間帯のみ禁煙とする「禁煙タイム」を実施[19]。
  - 8月12日 - 上小田井駅周辺の連続立体化工事完成により、犬山線も地下鉄鶴舞線と相互直通運転を開始。
- 1994年（平成6年）6月 - 創業100周年を記念し、岐阜県可児市に名鉄資料館が開館[20]。
- 1995年（平成7年）
  - 5月30日 - 美濃町線・岐阜市内線を除く全駅を終日禁煙とする（ただし、地下駅以外では喫煙コーナーを設ける）[21]。
  - 7月29日 - 新一宮駅高架化。翌年6月には付近の立体交差事業完成と新一宮駅バスターミナルの使用開始。その後、2000年11月に名鉄百貨店一宮店の移転開業をもって新一宮駅再開発が完成を見ることとなる。
- 1996年（平成8年）4月8日 - ダイヤ改正。旧型（非冷房）車淘汰により1,500V路線の全車冷房化を達成。
- 1998年（平成10年）6月1日 - 西尾線・蒲郡線（西尾 - 蒲郡間）でワンマン運転を開始（1,500V線区では初。2008年以降は蒲郡線のみとなる）。
- 1999年（平成11年）
  - 4月1日 - 美濃町線（新関 - 美濃）を廃止。
  - 5月10日 - ダイヤ改正。1600系（後の1700系）が運行開始。あわせて、従来の「指定席車」（座席指定券）を「特別車」（特別車両券「ミューチケット」）へ変更する制度改正も実施[注釈 13]。また、1990年代を通じて展開されたJR東海とのスピード競争[注釈 14] は本改正で終息となる。
  - 10月 - 名鉄バス加木屋管理所を知多乗合（知多バス）へ移管。
- 2001年（平成13年）10月1日 - ダイヤ改正。特急「北アルプス号」を廃止。これをもって36年間継続した（名岐鉄道の乗り入れ開始から中断をはさんで49年目を数えた）高山本線への直通運転が終了。同時に揖斐線（黒野 - 本揖斐）、谷汲線、八百津線、竹鼻線（江吉良 - 大須間）を廃止。
- 2003年（平成15年）3月27日 - ダイヤ改正。上飯田連絡線が開通し、小牧線と新規開業の地下鉄上飯田線への直通運転を開始。同時にSFカードシステム「トランパス」を小牧線に導入（SFパノラマカード発売開始）。以後、順次「トランパス」導入路線（駅）の拡大を進める。また、前後駅に建設されていた待避線の使用を開始し、急行などの頻度が増えた。2003年度は車両の新造がまったく行われない異例の年となった。
- 2004年（平成16年）
  - 4月1日 - 三河線西中金 - 猿投間、碧南 - 吉良吉田間を廃止。
  - 5月11日 - 名鉄の全額出資会社として「名鉄バス」を設立。10月1日付で路線バス部門[注釈 15] を全面的に「名鉄バス」へ移管。また、岐阜市内・近郊路線は岐阜乗合自動車（岐阜バス）へ譲渡。
  - 10月1日 - 創業110周年記念事業 「名鉄お客さまセンター」営業開始。
- 2005年（平成17年）
  - 1月29日 - 白紙ダイヤ改正。空港線が正式開業し、2000系「ミュースカイ」・2200系が運行開始。また、定期列車として初めて豊橋駅から常滑線への直通特急列車を設定。同年2月、中部国際空港開港により空港連絡鉄道としての使命を担う。
    - 特別停車などで曖昧だった列車種別を、今までの“特急・急行・普通”の3種別から“快速特急・特急・快速急行・急行・準急・普通”の6種別に分割し、例外を極力減らして各種別の停車駅を明確化した。
    - 空港線開業と同時に、新名古屋・新一宮・新岐阜の3駅を「新◯◯」から「名鉄◯◯」に改称する駅名変更を行う[注釈 16]。
    - 空港線開業による改正で、利用者が少ない特急列車の廃止や各列車の運行区間縮小など輸送力の見直しも実施。

  - 2月1日 - 豊橋 - 金山・名鉄名古屋間の2枚組回数乗車券「なごや特割2平日」「なごや特割2土休日」発売開始。
  - 4月1日 - 岐阜600V線区（岐阜市内線・揖斐線・美濃町線・田神線）を全廃し、全線が直流1,500V電化の路線となり、併用軌道が存在せず事実上「鉄道線」として運行されている豊川線を除き、軌道線（いわゆる路面電車路線）が消滅。これにより総営業キロが東武鉄道（463.3km）を下回り、JR以外の民鉄第2位から第3位に後退。
  - 6月 - 名鉄住商工業を解散[23]。
- 2006年（平成18年）
  - 4月29日 - ダイヤ改正にあわせ名古屋本線（伊奈駅 - 黒田駅間）など9線区130駅に、乗車駅の磁気情報を記録する「乗車券確認システム」を導入。
  - 9月 - 空港特急「ミュースカイ」を除く全特急列車を一部特別車編成とする、特急政策の見直し計画を発表[注釈 17]。
- 2007年（平成19年）6月30日 - ダイヤ改正。犬山線 - 河和線直通系統の特急列車の約半数を、一部特別車編成に置き換える。
- 2008年（平成20年）
  - 12月27日 - ダイヤ改正。パノラマカー7000系が定期運行を終了。中部国際空港連絡への速達列車「ミュースカイ」[注釈 18]以外は全特急（快速特急）が一部特別車編成で運行となる。2006年に発表した特急政策の見直しが完了。
  - 12月28日 - モンキーパークモノレール線が廃止。
  - 12月29日 - 福井鉄道の赤字補填と福武線の存続問題の解決策として、同社に対して1株（10億円）の増資を行うと同時に、保有する全福井鉄道株を沿線の支援団体や第三セクターに1株1円で譲渡し、福井鉄道の経営から撤退[24]。これにより福井鉄道は名鉄グループではなくなった。
- 2009年（平成21年）
  - 4月1日 - 豊橋 - 金山・名鉄名古屋間の2枚組回数乗車券「なごや特割2平日」の発売価格を1,800円から1,700円に値下げ。
  - 5月9日 - 定額給付金の支給に合わせて1セット1万2,000円（SFパノラマカード2,000円分、名鉄百貨店商品券1万円分、名鉄百貨店特別お買物券1,000円分）を4,000セット発売。
- 2010年（平成22年）9月16日 - 携帯位置登録ゲーム「コロニーな生活☆PLUS（以下コロプラ）」のキャンペーン「日本縦断!花いっぱい位置ゲーの旅」に参加。
- 2011年（平成23年）
  - 2月11日 - ICカードmanacaを、蒲郡線と広見線を除く全線に導入。
  - 3月26日 - ダイヤ改正。朝ラッシュ時における特急需要に対応。
  - 3月29日 - ファミリーマートと基本契約書を締結。
  - 6月14日 - コミュニケーションスローガン『ココロをつなぐ、あしたへはこぶ。』を策定[25]。
- 2012年（平成24年）
  - 2月29日 - トランパス、バスカードの利用終了。回数乗車券の販売終了（特殊割引回数券を除く）。
  - 4月 - 神宮前駅東口に鉄道センタービル竣工。これにともない、鉄道事業本部の管理部門を名鉄バスターミナルビルから鉄道センタービルへ移転。
  - 4月5日 - コロプラとタイアップ第2弾「乗り物コロカ付き1DAY フリーきっぷ」発売。
  - 4月21日 - manacaについてJR東海のTOICAとの相互利用を開始[26]。
- 2013年（平成25年）3月23日 - IC乗車カード全国相互利用開始で、Kitaca、PASMO、Suica、ICOCA、PiTaPa、nimoca、はやかけん、SUGOCAが利用可能になる。
- 2014年（平成26年）
  - 3月6日 - 三菱UFJニコスと提携し、名鉄グループクレジットカード「MEITETSU μ's Card」の発行を開始[27]。
  - 6月1日 - 創業120周年を記念し、社員の制服を変更。
- 2016年（平成28年）3月中旬以降 - 駅ナンバリングを導入。
- 2017年（平成29年）
  - 3月29日 - 名古屋駅地区再開発全体計画を発表[28]。
- 2019年（令和元年）
  - 12月23日 - 5300系引退。これにより2扉車は特急の特別車のみとなった。
- 2020年（令和2年）
  - 11月10日 - 名古屋駅地区再開発計画の着工を当初予定の2022年から延期すると表明。新型コロナウイルス感染症の流行にともなうテナントの需要を見極めるため、2024年度をめどに見直し後の計画を決める方針。再開発計画の着工時期は「未定」と改める[29]。
  - 12月25日 - 岐阜県可児市の名鉄資料館が閉館[30]。
- 2021年（令和3年）
  - 5月22日 - ダイヤ改正。このダイヤ改正から冊子の「ポケット時刻表」の配布を廃止[31]。
- 2022年（令和4年）
  - 2月7日 - 子会社である名鉄運輸の完全子会社化を目的に、株式公開買い付け（TOB）を実施すると発表[32]。
  - 3月16日 - 三井住友カードと提携し、名鉄グループクレジットカード「MEITETSU μｓ Card」の発行を開始[33]。
  - 7月1日 - バス事業中間持株会社として名鉄グループバスホールディングスを設立[34]。
- 2024年（令和6年）タッチ決済対応自動改札機（金山駅2024年12月）

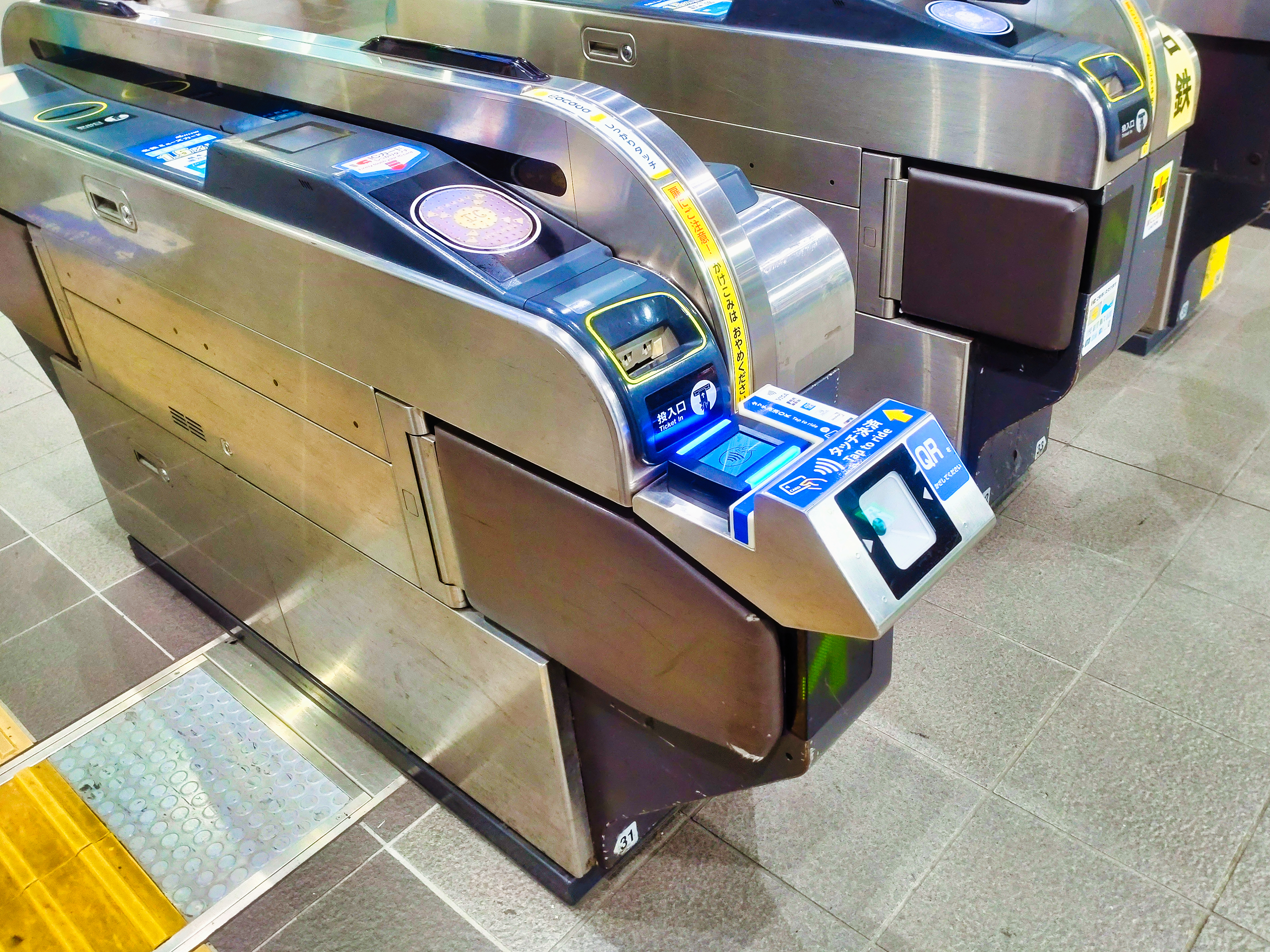
タッチ決済対応自動改札機（金山駅2024年12月）

  - 3月16日 - ダイヤ改正および旅客運賃の改定を実施。
  - 3月28日 - 中部国際空港駅、名鉄名古屋駅、金山駅においてタッチ決済対応のカード（クレジット・デビット・プリペイド）や、同カードが設定されたスマートフォンによるタッチ決済による改札通過の実証実験を開始[35]（同年10月1日からは13駅で実施）[36]。
  - 8月10日 - 経営ビジョンの刷新に合わせ、スローガン『名鉄×WAO!』を策定[37]。
  - 12月23日 - 本社事務所を「エニシオ名駅」（愛知県名古屋市中村区名駅四丁目8番26号）へ順次移転開始[注釈 19][38]。2025年1月14日に完了[38]。

## 鉄軌道事業

路線図（クリックで拡大）

### 路線
1894年（明治27年）の創業時は市内路線の敷設に注力していたが、1912年（大正元年）に郊外路線へ進出後は主に尾張地方北部に路線を伸ばしていった。その後、市内路線を名古屋市へ譲渡するため1921年（大正10年）に郊外路線のみを独立（旧名古屋鉄道設立）させ、1930年（昭和5年）には美濃電気軌道を合併（名岐鉄道へ改称）して岐阜県南部へ進出し、1935年（昭和10年）には尾張地方南部・三河地方に路線を伸ばしていた愛知電気鉄道と合併（名古屋鉄道へ再び改称）し、第二次世界大戦中には愛知・岐阜県内の中小鉄道を合併（吸収）して現在の路線網が完成した。
総営業キロ数は、鉄道線437.0km、軌道線7.2km の合計444.2km、駅数は276駅におよび（2024年3月16日現在）、本拠地・愛知県内では高密度に路線が配置されている。幹線からローカル線にいたるまでさまざまな性格の路線を抱えており、路線1キロあたりの利用客や収入に関する比率は日本の大手私鉄の中では最下位である。総距離に対する幹線（たとえば名古屋本線）が占める割合は他の長大私鉄より比較的低く、多くの支線が分散する路線網からかつては「ミニ国鉄」と揶揄されることもあった。
2000年以降の600V線区をはじめとする相次ぐ赤字路線廃止が始まるまでは、JRを除く日本の民鉄の中で営業距離は近鉄に次ぐ2位、駅数は1位 であったが、2005年（平成17年）4月以降は営業距離では近畿日本鉄道（近鉄）と東武鉄道（東武）に続く3位、駅数では近鉄に次ぐ2位となっている。なお、過去には何度か営業キロが1位となった時期があり、1941年（昭和16年）に三河鉄道（99.9km）を合併して営業キロが500kmを超えたとき がその初めである。これは戦前の交通統合（合併）が関東・関西地区と比べて先行したことが影響している。その後、名鉄は1位ではなくなるが、東武が伊香保軌道線の一部廃止を始めた1953年度から再び最長私鉄となり、1965年に近鉄が三重電気鉄道を吸収合併するまで私鉄営業キロ1位を維持していた。
2003年から駅集中管理システムを、また乗車券確認システムを2005年6月29日から小牧線に、2006年4月29日から名古屋本線はじめ主要9線区に導入し、一部区間を除く全線に順次導入を進めるなど合理化を加速させている。

名古屋鉄道（赤）の営業キロ推移（クリックで拡大）

| 路線名     | 路線 記号 | 運賃 区分 | 区間                                            | 駅数 | 営業 キロ | 複々線 | 複線     | 単線     | 備考                                                                        |
| ---------- | --------- | --------- | ----------------------------------------------- | ---- | --------- | ------ | -------- | -------- | --------------------------------------------------------------------------- |
| 名古屋本線 | NH        | A         | 豊橋駅 - 名鉄岐阜駅                             | 60   | 99.8 km   | 2.2 km | 92.6 km  | 5.0 km   | 豊橋駅 - 平井信号場間は飯田線との共用区間（名鉄とJRがそれぞれ単線を所有）。 |
| 豊川線     | TK        | C         | 国府駅 - 豊川稲荷駅                             | 4    | 7.2 km    | N/A    | N/A      | 7.2 km   | 全区間専用軌道の軌道線。                                                    |
| 西尾線     | GN        | B         | 新安城駅 - 吉良吉田駅                           | 13   | 24.7 km   | N/A    | 3.2 km   | 21.5 km  | -                                                                           |
| 蒲郡線     | GN        | B         | 吉良吉田駅 - 蒲郡駅                             | 9    | 17.6 km   | N/A    | N/A      | 17.6 km  | -                                                                           |
| 三河線     | MY MU     | C         | 猿投駅 - 知立駅（山線） 知立駅 - 碧南駅（海線） | 22   | 39.8 km   | N/A    | 5.8 km   | 34.0 km  | 知立駅を境に方面表記（後述）・路線色・路線記号が異なる。                    |
| 豊田線     | TT        | B+        | 梅坪駅 - 赤池駅                                 | 7    | 15.2 km   | N/A    | 15.2 km  | N/A      | 加算運賃の設定あり。                                                        |
| 常滑線     | TA        | B         | 神宮前駅 - 常滑駅                               | 22   | 29.3 km   | N/A    | 29.3 km  | N/A      | -                                                                           |
| 空港線     | TA        | B+        | 常滑駅 - 中部国際空港駅                         | 2    | 4.2 km    | N/A    | 4.2 km   | N/A      | 第二種鉄道事業（中部国際空港連絡鉄道が第三種）。加算運賃の設定あり。        |
| 築港線     | CH        | B         | 大江駅 - 東名古屋港駅                           | 1    | 1.5 km    | N/A    | N/A      | 1.5 km   | -                                                                           |
| 河和線     | KC        | B         | 太田川駅 - 河和駅                               | 19   | 28.8 km   | N/A    | 25.8 km  | 3.0 km   | -                                                                           |
| 知多新線   | KC        | C+        | 富貴駅 - 内海駅                                 | 5    | 13.9 km   | N/A    | N/A      | 13.9 km  | 加算運賃の設定あり。                                                        |
| 瀬戸線     | ST        | B         | 栄町駅 - 尾張瀬戸駅                             | 20   | 20.6 km   | N/A    | 20.6 km  | N/A      | 本線系と接続しない孤立路線。                                                |
| 津島線     | TB        | B         | 須ヶ口駅 - 津島駅                               | 7    | 11.8 km   | N/A    | 11.8 km  | N/A      | -                                                                           |
| 尾西線     | TB BS     | C         | 弥富駅 - 玉ノ井駅                               | 20   | 30.9 km   | N/A    | 11.6 km  | 19.3 km  | 津島駅を境に路線記号が異なる。                                              |
| 犬山線     | IY        | B         | 枇杷島分岐点 - 新鵜沼駅                         | 17   | 26.8 km   | N/A    | 26.8 km  | N/A      | -                                                                           |
| 各務原線   | KG        | B         | 名鉄岐阜駅 - 新鵜沼駅                           | 16   | 17.6 km   | N/A    | 17.6 km  | N/A      | -                                                                           |
| 広見線     | HM        | C         | 犬山駅 - 御嵩駅                                 | 10   | 22.3 km   | N/A    | 14.9 km  | 7.4 km   | -                                                                           |
| 小牧線     | KM        | B         | 上飯田駅 - 犬山駅                               | 13   | 20.6 km   | N/A    | 9.8 km   | 10.8 km  | 上飯田駅 - 味鋺駅間は第二種鉄道事業（上飯田連絡線が第三種）。               |
| 竹鼻線     | TH        | C         | 笠松駅 - 江吉良駅                               | 8    | 10.3 km   | N/A    | N/A      | 10.3 km  | -                                                                           |
| 羽島線     | TH        | C+        | 江吉良駅 - 新羽島駅                             | 1    | 1.3 km    | N/A    | N/A      | 1.3 km   | 加算運賃の設定あり。                                                        |
| 合計       | 合計      | 合計      | 合計                                            | 276  | 444.2 km  | 2.2 km | 289.2 km | 152.8 km |                                                                             |

#### 路線網配置

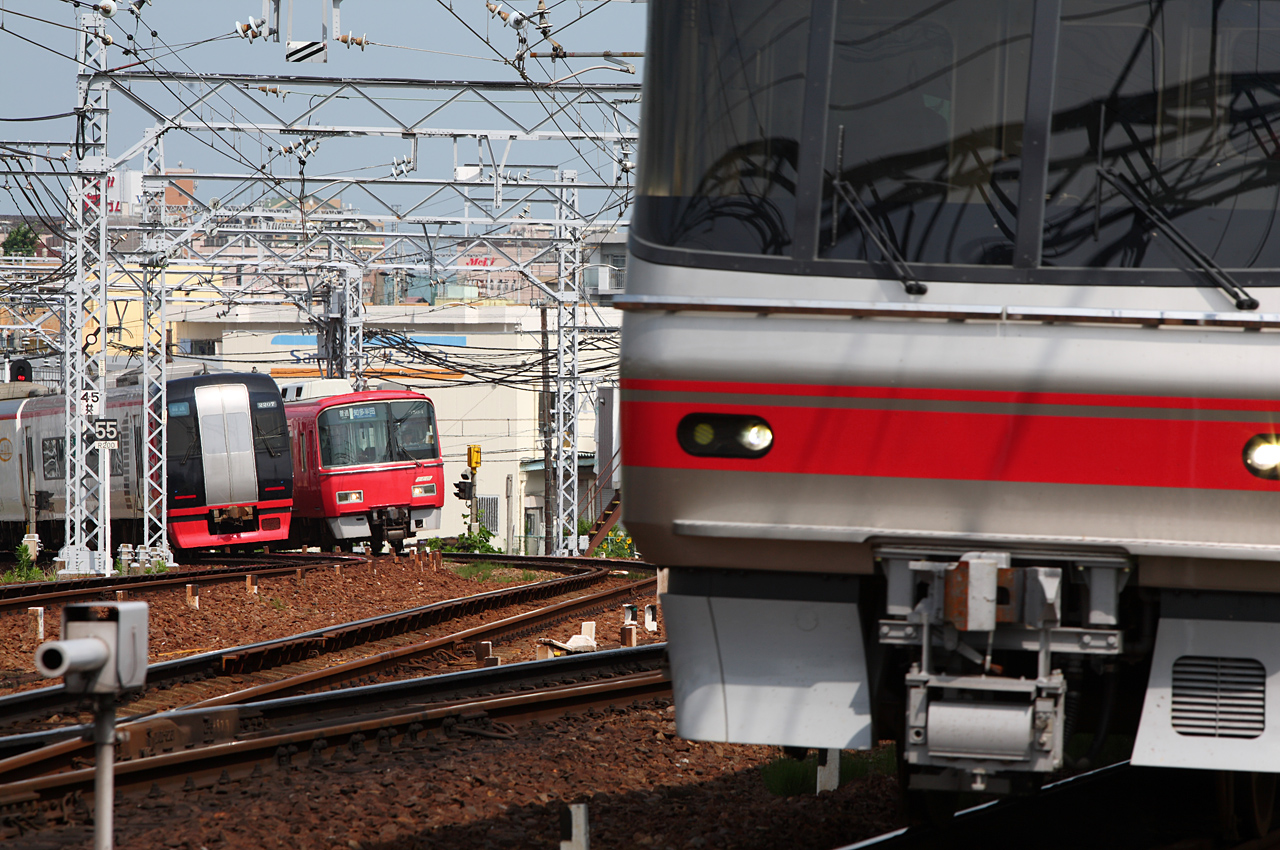
多数の列車が往来する枇杷島分岐点

名鉄の路線網の特徴は、名古屋を中心に岐阜・犬山・常滑・豊橋方面の四方に路線が広がっていることである。各方面の路線から名古屋市内へ直通する列車の多くは名古屋市内を通過したあとに反対側の各方面の路線に入るという運行形態をとり、中核駅（ターミナル）の名鉄名古屋始発・終着となる列車は東西直通運転を始めた1948年以降、伝統的に多くは設定されていない。営業運転上は同駅止まりであっても、同駅で折り返しを行う列車は皆無であり、回送を含めたダイヤ上ではすべての列車が進行方向を変えずに運行している。
この運行形態は、名鉄名古屋駅を通過する乗客には乗り換える必要がなく、3面2線の駅構造で最大限の列車本数を設定できるメリットがある反面、行先が多方面にわたってダイヤが複雑化したり、各路線の列車が集まる金山 - 枇杷島分岐点間は複線のままであるため、日中時間帯も過密ダイヤとなるなどの短所も抱える。また、ある路線が事故などでダイヤが乱れると間を置かずに他の路線へも波及したり、運転を見合わせる区間が広範囲に及ぶ弊害もある。
1989年に金山駅が金山総合駅として整備され、1990年には神宮前 - 金山間の複々線化によって、金山駅発着（または折り返し）で名鉄名古屋へ向かわない列車が多数設定されるようになった。しかし、名駅地区の開発などを反映して、2008年以降は名鉄名古屋 - 金山以東の列車が増加傾向にある。また、近年では全体的な乗客の減少やワンマン化が影響して、名古屋本線から支線へ直通する列車は最盛期に比べると減少傾向にある。
なお、瀬戸線は名鉄他線とは接続がない孤立路線である。

#### 方面別案内
名鉄では、旅客案内上「方面」名称を多用していた。これは名鉄名古屋駅を中心として広がる路線網の展開する地域ごとに区分けしたもので、警察や軍隊における「方面」（方面本部、方面隊など）に似た概念である。これは前述の通り路線にかかわらず名鉄名古屋駅を直通する運転形態を重視している事情による。2000年代中ごろまでの路線図には、路線名ではなく方面名称が記されていたほどであり、沿線住民にも浸透している。名鉄の鉄道路線図は名古屋本線を除きこの方面ごとに色分けがなされてきた伝統があり、現在の名古屋本線以外の路線色（ラインカラー）はおおむね方面の色に由来する。三河線の路線色が知立を境に異なるのはこのためである。ただし、名古屋市営地下鉄上飯田線直通開始後の小牧線は独自色となっている（近年のラインカラーの変遷は日本の鉄道ラインカラー一覧#名古屋鉄道を参照）。こうした案内手法をとる日本の鉄道事業者は少なく、西日本旅客鉄道（JR西日本）の路線記号制（2014年 - ）や京王電鉄の「ゾーンカラー」がやや似ている程度で後者は短期間で廃れている。
現在の路線図は路線名記載となり「方面」の使用は減少傾向にあるが、方面表記を主体とする路線図は名鉄名古屋駅の中央改札口前などにみられる（2018年現在）。
| 方面          | 主な駅（◇表記）                                                                          | 所属路線                          |
| ------------- | ---------------------------------------------------------------------------------------- | --------------------------------- |
| ■岐阜         | 名鉄岐阜駅・笠松駅・名鉄一宮駅・国府宮駅・須ヶ口駅                                       | 名古屋本線                        |
| ■新羽島       | 新羽島駅                                                                                 | 竹鼻線・羽島線                    |
| ■津島         | 津島駅・弥富駅・玉ノ井駅                                                                 | 津島線・尾西線                    |
| ■名古屋       | 名鉄名古屋駅・金山駅・神宮前駅                                                           | 名古屋本線                        |
| ■犬山         | 上小田井駅・西春駅・岩倉駅・江南駅・犬山駅・新鵜沼駅・西可児駅・御嵩駅・小牧駅・上飯田駅 | 犬山線・各務原線・広見線・■小牧線 |
| ■中部国際空港 | 太田川駅・常滑駅・中部国際空港駅・東名古屋港駅                                           | 常滑線・空港線・■築港線           |
| ■内海・河和   | 知多半田駅・富貴駅・内海駅・河和駅                                                       | 河和線・知多新線                  |
| ■豊橋         | 鳴海駅・前後駅・知立駅・新安城駅・東岡崎駅・国府駅・豊橋駅・豊川稲荷駅                   | 名古屋本線・豊川線                |
| ■豊田市       | 豊田市駅・梅坪駅・猿投駅・赤池駅                                                         | 三河線（山線）・豊田線            |
| ■碧南         | 刈谷駅・碧南駅                                                                           | 三河線（海線）                    |
| ■西尾・蒲郡   | 西尾駅・蒲郡駅                                                                           | 西尾線・蒲郡線                    |
| ■尾張瀬戸     | 栄町駅・大曽根駅・尾張瀬戸駅                                                             | 瀬戸線                            |

上記とは逆に同一路線でも運行形態が分断されている場合、同一路線を線区別に分ける際に「方面」が用いられることもある。かつて公式サイトでは三河線、尾西線、広見線が方面別に路線が区分されていたが、2019年3月現在は駅名による区間表記に改められている。
| 路線名 | 方面       | 路線 記号 | 区間                  |
| ------ | ---------- | --------- | --------------------- |
| 三河線 | 猿投方面   | MY        | 猿投駅 - 知立駅       |
| 三河線 | 碧南方面   | MU        | 知立駅 - 碧南駅       |
| 尾西線 | 弥富方面   | TB        | 弥富駅 - 津島駅       |
| 尾西線 | 津島方面   | BS        | 津島駅 - 名鉄一宮駅   |
| 尾西線 | 玉ノ井方面 | BS        | 名鉄一宮駅 - 玉ノ井駅 |
| 広見線 | 新可児方面 | HM        | 犬山駅 - 新可児駅     |
| 広見線 | 御嵩方面   | HM        | 新可児駅 - 御嵩駅     |

#### 路線の特徴

名古屋を軸に各方面へ直通列車を設定する運行体制

路線網配置の節で述べたように、岐阜方面と豊橋方面に支線を持ち、双方が名古屋方面に集中する。名鉄岐阜 - 豊橋・犬山 - 常滑など、名鉄名古屋駅を経由する電車がほとんどであり、路線が集中する名古屋本線枇杷島分岐点 - 神宮前間は上下ともに約2分30秒間隔で行き来する高密度運転区間である。金山 - 神宮前間の複々線ではさらに常滑線の普通列車が毎時4往復加わり、終日の上下列車本数は1,000本を超える。
名鉄の西半分を建設した会社である名岐鉄道は、市内線（路面電車）事業を発展させる形で路線を建設したことから、市内線の市営化後も1941年まで、名鉄の電車が市電に乗り入れて市内の柳橋駅をターミナル駅にしていた。
名古屋本線は古くからの市街地・宿場町を結ぶ目的で敷設された関係から、名古屋電気鉄道の建設した枇杷島橋（現・枇杷島分岐点）- 丸ノ内間、美濃電気軌道の建設した茶所 - 名鉄岐阜間と、愛知電気鉄道の建設した神宮前 - 桶狭間（現・中京競馬場前付近）間は曲線区間が多い。特に名鉄名古屋 - 名鉄岐阜間では、名鉄岐阜駅付近（最小半径100m）をはじめ、名鉄名古屋駅へ乗り入れる枇杷島橋以南の路線も最小半径130m（両者とも戦後に緩和されたがそれでも160m）の急曲線で建設したことから、並行する東海旅客鉄道（JR東海）の東海道本線に対して所要時間・運賃いずれにおいても相当に不利な条件となっている。同じ名古屋本線でも、郊外の区間では高速運転を前提に敷設し、優等列車が120km/h運転（対応車のみ）を行っているのとは対照的である。
名古屋本線の伊奈 - 豊橋間のうち、平井信号場 - 豊橋間はJR東海飯田線と線路を共用している。1920年代中期、小坂井駅まで到達した名鉄の前身の愛知電気鉄道（愛電）が豊橋への延長を模索するにあたって、飯田線の前身である豊川鉄道が自社に並行する愛電線の建設を遮る動きがあったため、愛電・豊川鉄道がそれぞれ敷設した単線の線路同士を互いに共用することで複線として機能させる協定を結んだ。愛電が名鉄に、豊川鉄道が国鉄からJR東海の路線へとそれぞれ移管された現在でもこの線路共用の協定は継続している。このため同区間は、最高速度が飯田線の規格である85km/hに、豊橋駅の発着番線が1線に、列車乗り入れ本数が毎時6本以内（現行では快速特急・特急・急行とも各2本）にそれぞれ制限されるなど、名鉄ダイヤの大きなボトルネックとなっている。この影響で、毎時2本の急行が国府駅から豊川線へ分かれ豊川稲荷駅で、同様に本線系の普通も伊奈駅で折り返さざるを得なくなっている。一部の豊橋発着列車では、特急列車として運用された列車が急行列車になったり、急行列車として運用された列車が特急列車として運用されたりするケースがある。その際には特急車両を使用するため、特急以外の運用の際は特別車両部分を閉め切って営業している（回送でも記載）。
また、名古屋本線の名鉄岐阜駅ホームに入る直前も単線になっており、東海道線と直接競合する区間の両端にボトルネックを抱えていることになる。
名鉄線で使用されている踏切警報機は1980年代から、閃光灯を覆う部分が四角い独特の形状になっている。これは、自動車からの踏切視認性（特に警報時）を考慮したものであり、名鉄の特徴となっている。

#### 愛知県・岐阜県中濃地域における名鉄
名鉄が多く路線を保有する愛知県および岐阜県中濃地域においては、名岐間を除き名鉄はJRよりはるかに運転速度・規格・本数などで勝っている面が多い。また、東岡崎駅と岡崎駅、知多半田駅と半田駅、新鵜沼駅と鵜沼駅など、同県のある地区にJRと名鉄の2社の代表駅がそれぞれ別の場所に設けられている場合、JRの駅前は閑散としているのに対して、名鉄の駅前は繁華街に近いというのが一般的である。そのほか、官庁の出先機関や市役所、企業の支店・営業所なども名鉄の駅を利用する方が便利というケースが多い。日本国有鉄道（国鉄）時代から国有鉄道の意義が低く、東海道線を含めて電化が遅れており、また国電が存在せず消極経営が続いたこともあり、名鉄の意義が沿線住民には高かったからである。特に武豊線は都市近郊路線にもかかわらず2015年まで非電化・単線であったほか、高山本線や太多線は現在も同様の状況にある。何よりも、名鉄の路線網の方がJRより発達しており、存在感も勝る。
これに対して、名鉄の元となる名岐鉄道および愛知電気鉄道は、始めから高規格の高速運転を行う路線として主要路線を建設し、さらに買収路線（各務原鉄道を買収した各務原線、知多鉄道を買収した河和線など）を含めて何度も複線化・線形改良などを行い、速達列車を多く設定したため、輸送において国鉄よりはるかに優位に立つことができた。
国鉄分割民営化後は、JR東海が米原駅 - 岐阜駅 - 豊橋駅 - 浜松駅間に新快速を、名古屋駅 - 武豊駅間に区間快速を走らせたりするなど、国鉄時代に比べて大きく改善されているが、それでも、列車本数や所要時間等で名鉄が有利である区間が多い。
そのため、愛知・岐阜両県において名鉄グループは、鉄道やバス（名鉄バス・知多乗合・岐阜乗合自動車）、タクシーなどの交通事業、不動産やホテル・百貨店などの付帯事業において強い影響力を持ち、両県では「名鉄王国」と称されているほど、県民にとって名鉄グループは生活に欠かせないものとなっている。
また、両県においては交通事業のほかに、名鉄生活創研や名鉄プロパティマネジメントに代表される流通事業、名鉄都市開発に代表される不動産・開発事業、名鉄ホテルホールディングス（名鉄犬山ホテル・岐阜グランドホテルなど）や名鉄インプレス（リトルワールド・南知多ビーチランドなど）に代表される観光・レジャー事業など、名鉄グループ各社の影響を大きく受けている。
他には中京テレビ放送や日本モンキーセンターなど、グループ企業ではないものの、名鉄との関わりの強い企業も多い。

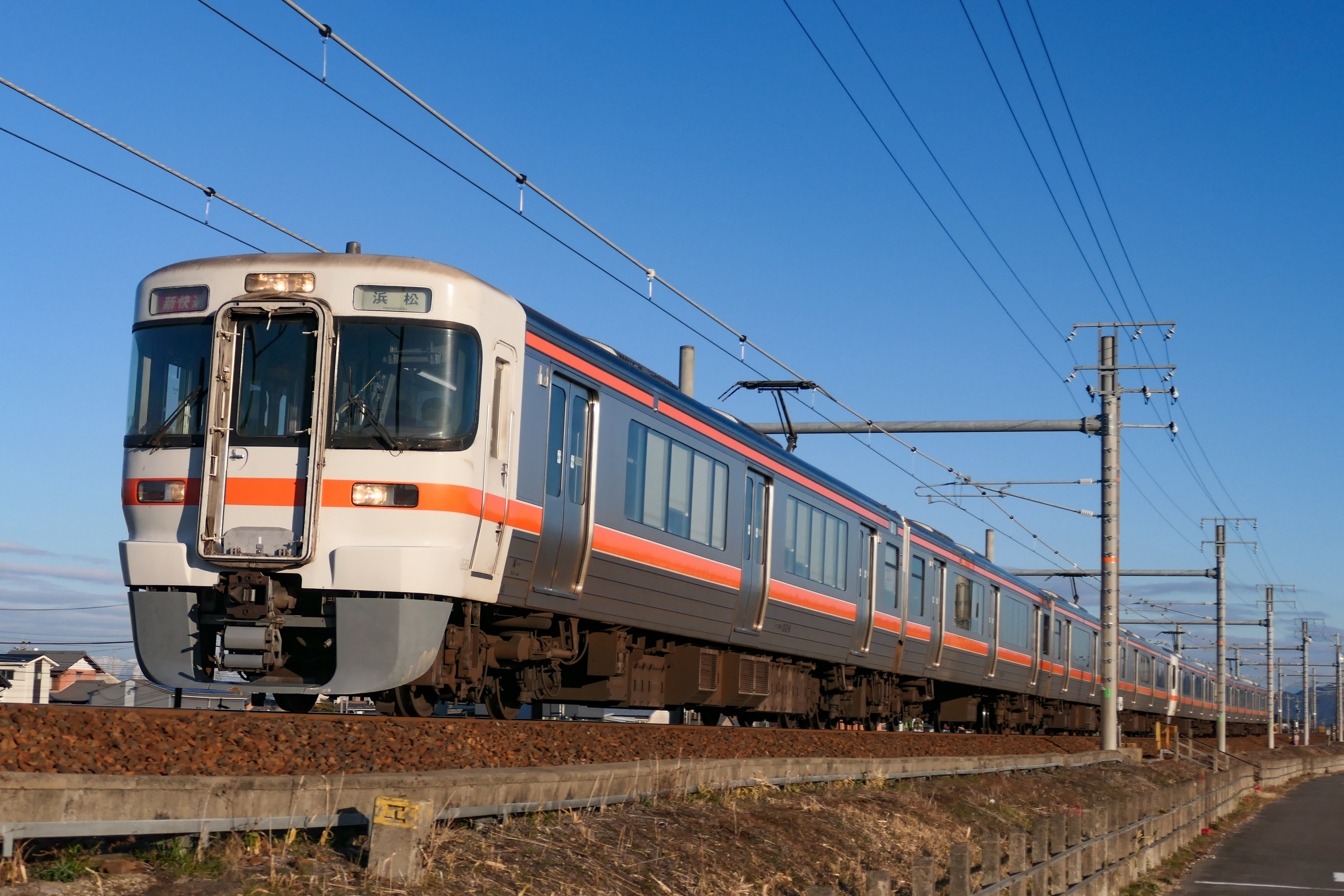
豊橋と岐阜の間では、ほぼ全線にわたって快速列車が頻繁に走る東海道本線と競合関係にある。
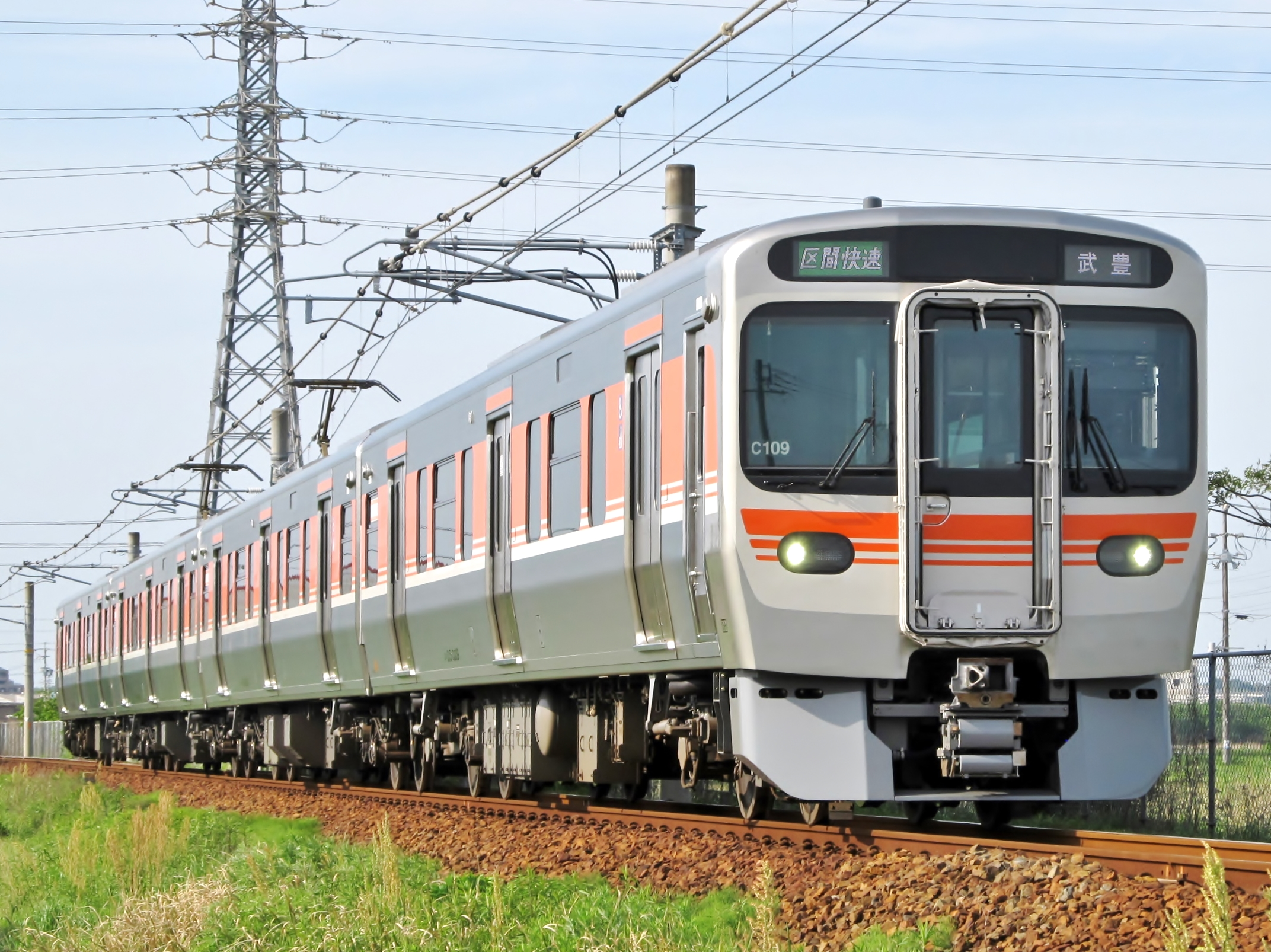
名古屋と知多半島東部の間では、朝晩を中心に区間快速が走る武豊線と競合関係にある。
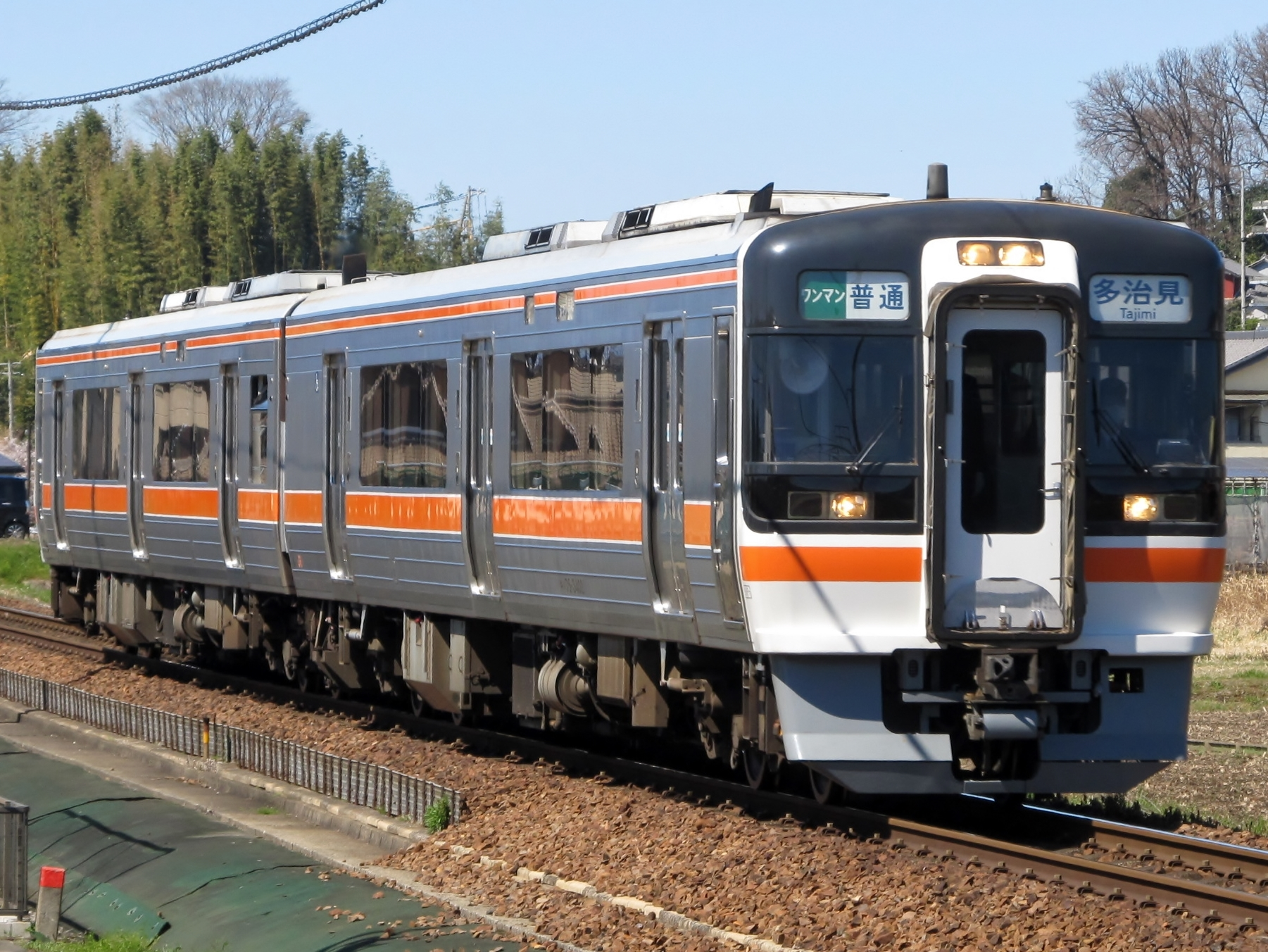
岐阜と中濃南部の間では、高山本線・太多線の列車と競合関係にある。

### 乗降人員上位30駅
- 数値は2023年（令和5年）度の一日平均乗降人員。2023年度は「移動等円滑化取組報告書（鉄道駅）」[48]（豊橋駅のみ『豊橋市統計書』[49]）、2013年度は『名鉄120年：近20年のあゆみ』[50]に掲載された統計資料による。
- は2013年度と比較して増 () 減 () 増減なし () を表す。
- 増減率は小数第2位を四捨五入した値である。

| 順位 | 駅名               | 人数    | 2013年度比 （%） | 2013年度 順位 | 2013年度 人数 | 路線                            | 所在地               |
| ---- | ------------------ | ------- | ---------------- | ------------- | ------------- | ------------------------------- | -------------------- |
| 1    | 名鉄名古屋駅       | 272,061 | 3.8              | 1             | 282,810       | NH 名古屋本線                   | 愛知県名古屋市中村区 |
| 2    | 金山駅             | 162,483 | 3.8              | 2             | 156,516       | NH 名古屋本線                   | 愛知県名古屋市熱田区 |
| 3    | 栄町駅             | 38,642  | 3.5              | 3             | 40,035        | ST 瀬戸線                       | 愛知県名古屋市東区   |
| 4    | 東岡崎駅           | 35,057  | 6.7              | 4             | 37,583        | NH 名古屋本線                   | 愛知県岡崎市         |
| 5    | 豊橋駅             | 33,320  | 2.9              | 7             | 34,320        | NH 名古屋本線                   | 愛知県豊橋市         |
| 6    | 大曽根駅           | 33,184  | 4.4              | 9             | 31,799        | ST 瀬戸線                       | 愛知県名古屋市東区   |
| 7    | 名鉄一宮駅         | 32,317  | 4.4              | 6             | 34,972        | NH 名古屋本線・BS 尾西線        | 愛知県一宮市         |
| 8    | 神宮前駅           | 31,289  | 1.4              | 10            | 31,749        | NH 名古屋本線・TA 常滑線        | 愛知県名古屋市熱田区 |
| 9    | 名鉄岐阜駅         | 31,056  | 12.4             | 5             | 35,447        | NH 名古屋本線・KG 各務原線      | 岐阜県岐阜市         |
| 10   | 知立駅             | 29,951  | 6.9              | 8             | 32,179        | NH 名古屋本線・MYMU 三河線      | 愛知県知立市         |
| 11   | 豊田市駅           | 29,224  | 4.7              | 11            | 30,660        | MY 三河線                       | 愛知県豊田市         |
| 12   | 江南駅             | 24,668  | 5.2              | 12            | 26,022        | IY 犬山線                       | 愛知県江南市         |
| 13   | 中部国際空港駅     | 23,928  | 7.2              | 16            | 22,311        | TA 空港線                       | 愛知県常滑市         |
| 14   | 刈谷駅             | 23,364  | 4.2              | 13            | 24,395        | MU 三河線                       | 愛知県刈谷市         |
| 15   | 岩倉駅             | 22,099  | 7.0              | 14            | 23,764        | IY 犬山線                       | 愛知県岩倉市         |
| 16   | 西春駅             | 21,627  | 3.0              | 17            | 22,288        | IY 犬山線                       | 愛知県北名古屋市     |
| 17   | 新安城駅           | 21,561  | 9.5              | 19            | 19,683        | NH 名古屋本線・GN 西尾線        | 愛知県安城市         |
| 18   | 国府宮駅           | 19,779  | 11.9             | 15            | 22,441        | NH 名古屋本線                   | 愛知県稲沢市         |
| 19   | 太田川駅           | 19,613  | 34.9             | 23            | 14,541        | TA 常滑線・KC 河和線            | 愛知県東海市         |
| 20   | 前後駅             | 19,249  | 3.6              | 18            | 19,964        | NH 名古屋本線                   | 愛知県豊明市         |
| 21   | 上小田井駅         | 19,233  | 5.5              | 20            | 18,231        | IY 犬山線                       | 愛知県名古屋市西区   |
| 22   | 鳴海駅             | 17,334  | 4.5              | 21            | 18,148        | NH 名古屋本線                   | 愛知県名古屋市緑区   |
| 23   | 犬山駅             | 15,444  | 3.8              | 22            | 16,057        | IY 犬山線・HM 広見線・KM 小牧線 | 愛知県犬山市         |
| 24   | 有松駅             | 14,642  | 5.9              | 24            | 13,826        | NH 名古屋本線                   | 愛知県名古屋市緑区   |
| 25   | 栄生駅             | 13,716  | 31.5             | 34            | 10,431        | NH 名古屋本線                   | 愛知県名古屋市西区   |
| 26   | 大同町駅           | 12,639  | 0.05             | 28            | 12,633        | TA 常滑線                       | 愛知県名古屋市南区   |
| 27   | 小幡駅             | 12,552  | 3.9              | 29            | 12,084        | ST瀬戸線                        | 愛知県名古屋市守山区 |
| 28   | 堀田駅             | 11,941  | 8.6              | 25            | 13,602        | NH 名古屋本線                   | 愛知県名古屋市瑞穂区 |
| 29   | 大森・金城学院前駅 | 11,698  | 9.1              | 27            | 12,867        | ST 瀬戸線                       | 愛知県名古屋市守山区 |
| 30   | 常滑駅             | 11,105  | 5.0              | 32            | 10,581        | TA 常滑線・空港線               | 愛知県常滑市         |

### 列車種別

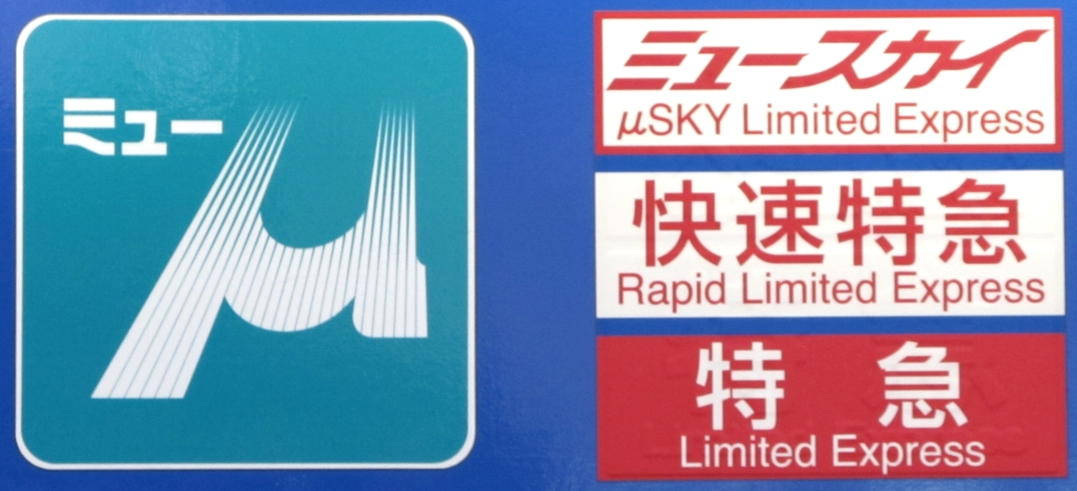
特別車が使われる列車種別。ミュースカイは全車両が、快速特急・特急は一部特別車編成の2両のみが特別車である。

2008年（平成20年）12月27日のダイヤ改正より7種類の列車種別が存在している。名鉄では列車種別のほかに「一般車」と「特別車」の概念があり、このうち特急以上の列車に存在する「特別車」の乗車には乗車券のほかミューチケットが必要である。ミュースカイは全車両が、快速特急と特急（全車一般車特急を除く）は2両分が特別車となっている（これらの詳細については「名鉄特急」を参照）。
1990年（平成2年）から2005年（平成17年）までの間、瀬戸線を除く各線は「特急」・「急行」・「普通」の3種別で運行されていた。2005年（平成17年）1月の中部国際空港開港にともなうダイヤ改正で、従来の特急・急行は停車駅によって細分化（「快速特急」と「特急」、「快速急行」・「急行」・「準急」へ種別を分割）され、各種別の停車駅の明確化を図った。
停車駅は種別ごとに一定の法則性は確保しているものの、同種別でも必要に応じて特別停車や特別通過、途中駅での種別変更を行っており、細かなニーズに対応している。前記した2005年（平成17年）のダイヤ改正以前は、平日ダイヤ換算で1日あたり延べ1,300回以上の特別停車が行われており、複雑な運行形態から「迷鉄」と揶揄される所以にもなっていた。2019年（令和元年）1月以後も、名古屋本線だけで平日下り82本、上り72本の列車が特別停車を行っている。
ミュースカイ（全車特別車）
中部国際空港アクセスの最速達列車で、2008年（平成20年）12月27日のダイヤ改正で新設された種別。もともと2000系の車両愛称として用いていたが、それを種別名としても用いるようになった。改正前は「快速特急」としていた。全車両特別車の2000系を使用する列車に命名され、神宮前 - 中部国際空港間を無停車で運行（早朝の一部を除く）している。神宮前以西（以北）では特急停車駅のうち、新木曽川・笠松・柏森を通過する。「特急」との所要時間の差は常滑線・空港線系統で7 - 8分となっている。名古屋本線・犬山線・広見線・常滑線・空港線では最優等種別となっている。
白背景に赤文字でミュースカイ と表示される。英語表記は「μSKY Limited Express」 が正式で、「μSKY Ltd. Exp.」 と略されるが、当のミュースカイ車内では「This is the μSKY bound for...」と放送されたり、また犬山駅の方面別発車標では「μ Rpd. Ltd. Exp.」と表記されるなどしており、一貫してない。
快速特別急行（快速特急）（一部特別車）
2005年（平成17年）1月29日のダイヤ改正で再設定された種別。改正前の特急のうち新安城・国府に特別停車しなかった特急を別種別として格上げしたものである。名古屋本線西部・犬山線などでは「特急」と同じ停車駅で、「特急」との所要時分の差は本線系統で3 - 4分。2008年（平成20年）のダイヤ改正以降は（特急を含め）停車駅を増やす傾向にあり、速達性よりもフリークエントサービスに重点を置いている。
白背景に赤文字で快速特急 と表示され、「快特」 と略される。英語表記は「Rapid Limited Express」 で、「Rapid Ltd. Exp.」 と略される。豊川線では最優等種別となっており、常滑線・空港線では運転されていない。
特別急行 （特急）（一部特別車・全車一般車）
沿線市町の中でも特に利用者が多い駅や、支線の分岐駅・普通との接続駅などに停車駅を絞った列車。名古屋本線では新安城・国府に停車し、常滑線では太田川・尾張横須賀・朝倉・新舞子・常滑の5駅に停車する。快速特急と同様一部特別車が基本であるが、一部は全車一般車で運転されている。
赤背景に白文字で特急 と表示される。正式な英語表記は「Limited Express」 で、「Ltd. Exp.」と略される。河和線・知多新線・西尾線・津島線・尾西線では、最優等種別となっている。
快速急行（以下、全車一般車）
2005年（平成17年）1月29日のダイヤ改正で再設定された種別。改正前の標準停車駅のみに停車していた急行を別種別として格上げしたものである。名古屋本線西部・犬山線などでは「急行」と同じ停車駅で、「急行」との所要時分の差は路線にもよるが平均5-6分。2008年（平成20年）12月のダイヤ改正以前は多数運行されていたが、同改正後は早朝・深夜の中部国際空港発着列車と平日朝ラッシュ時のみの運行。2024年（令和6年）3月16日のダイヤ改正以後は、早朝・深夜の中部国際空港着列車と平日朝ラッシュ時のみの運行となる。
白背景に青文字で快速急行 と表示され、「快急」 と略される。英語表記は「Rapid Express」。快速急行が最優等種別の路線は存在しない。
急行
沿線の中核駅などに停車し快速特急や特急を補完する。快速急行よりも名古屋本線では1駅（栄生）、常滑線では5駅（大江・寺本・古見・大野町・りんくう常滑）多く停車する。その他の線区では快速急行と同じ停車駅に停車。瀬戸線では急行が最優等種別である。
青背景に白文字で急行 と表示される。英語表記は「Express」。
準急行（準急）
普通のみでは停車本数が不足する駅などに停車する列車。急行の停車駅よりも、名古屋本線では8駅（藤川・男川・矢作橋・豊明・中京競馬場前・有松・二ツ杁・大里）、瀬戸線では2駅（印場・旭前）、犬山線では3駅（石仏・木津用水・犬山口）、常滑線では2駅（大同町・聚楽園）多く停車。豊川線、空港線、河和線、津島線、尾西線は急行と同じ停車駅である。
緑背景に白文字で準急 と表示される。英語表記は「Semi Express」。準急行が最優等種別の路線は存在しない。
普通
各駅に停車する列車。名鉄では「各駅停車（各停）」の語を種別名としては用いない。かつては椋岡駅・学校前駅（ともに廃駅）など一部の駅を通過する普通列車が設定されていたが、同駅が廃止された2006年（平成18年）12月以降はない。基本的に全線で設定されているが名古屋本線豊橋駅 - 伊奈駅間では運行されない。豊田線・小牧線・三河線・竹鼻線・羽島線・蒲郡線・各務原線・築港線ではこの種別のみが運行される。
黒背景に白文字で普通 と表示される。英語表記は「Local」。
なお、1977年（昭和52年）より1990年（平成2年）まで、それ以前の追加料金が不要の「特急」を「高速」へ、「座席指定券」が必要な「座席特急」を「特急」へ種別呼称を改めて運行していたが、「特急」（指定席）と「高速」（一般席）を併結した形の「一部指定席（現・特別車）特急」へ変更したことで、再び「特急」に統合された。また、同様に1990年（平成2年）までは「準急」の種別も存在しており（現在と停車駅が若干異なる）、これに関しては「急行」の特別停車駅を増やして統合している（2005年（平成17年）の種別増加とは逆の流れとみなせる）。また、一つの列車が途中駅で種別を変更するダイヤも日常的に用いられている。過去には「特急」（座席指定）から「急行」・「普通」などへ種別変更を行う場合もみられた が、現在では「快速急行」以下の種別相互で行われている。

停車駅（2024年3月16日改正）

#### 路線別運行列車種別
2024年3月16日改正時点。
- ●：全区間で設定
- ○：一部区間で設定[55]
- ▲：全区間で設定、全区間で各駅に停車（普通除く）
- △：一部区間で設定、一部区間で各駅に停車（普通除く）
- ◆：全区間で設定、全区間で下位種別と同じ停車駅（普通除く）
- ↑は上り線のみ、↓は下り線のみ運行
- 臨時列車では定期列車に存在しない種別や停車駅の列車を設定する場合がある（毎年11月の岐阜基地航空祭開催日の各務原線など）

| 路線名     | ミュー スカイ | 快速 特急 | 特急 | 快速 急行 | 急行 | 準急 | 普通 |
| ---------- | ------------- | --------- | ---- | --------- | ---- | ---- | ---- |
| 名古屋本線 | ○             | ●         | ●    | ○↑        | ●    | ○    | ○    |
| 豊川線     | -             | ▲↓        | ▲↓   | -         | ▲    | ▲    | ●    |
| 西尾線     | -             | -         | ●↓   | -         | ●    | -    | ●    |
| 蒲郡線     | -             | -         | -    | -         | -    | -    | ●    |
| 三河線     | -             | -         | -    | -         | -    | -    | ●    |
| 豊田線     | -             | -         | -    | -         | -    | -    | ●    |
| 常滑線     | ●             | -         | ◆    | ●         | ●    | ●    | ●    |
| 空港線     | ●             | -         | ◆    | ●         | ▲    | ▲    | ●    |
| 築港線     | -             | -         | -    | -         | -    | -    | ●    |
| 河和線     | -             | -         | ●    | ◆         | ◆    | ●↓   | ●    |
| 知多新線   | -             | -         | ▲    | ▲↑        | ▲    | -    | ●    |
| 瀬戸線     | -             | -         | -    | -         | ●    | ●    | ●    |
| 津島線     | -             | -         | ◆↓   | -         | ◆↓   | ●↑   | ●    |
| 尾西線     | -             | -         | △↓   | -         | △↓   | △↑   | ●    |
| 犬山線     | ●             | ◆↓        | ●    | ◆↑        | ●    | ●    | ●    |
| 各務原線   | -             | -         | -    | -         | -    | -    | ●    |
| 広見線     | ○↑            | -         | -    | -         | -    | -    | ●    |
| 小牧線     | -             | -         | -    | -         | -    | -    | ●    |
| 竹鼻線     | -             | -         | -    | -         | -    | -    | ●    |
| 羽島線     | -             | -         | -    | -         | -    | -    | ●    |

### ダイヤ
朝ラッシュ時は優等列車中心となる中での小駅の利便性を確保するなどのさまざまな事情により、一時期よりは減少したものの、列車種別の節で述べたような特別停車が多い。かつては朝ラッシュ時や臨時の特急列車や、椋岡駅（廃止）・学校前駅（廃止）・江吉良駅などでは近年（最終は椋岡駅の2006年）まで残っていた普通列車の特別通過もあった。特別通過は2011年3月26日のダイヤ改正で朝ラッシュの上り特急の笠松駅・新木曽川駅において復活したが、2023年3月18日のダイヤ改正で全列車停車になったため消滅した。両駅とも元々は特急通過駅だったが、2008年12月27日のダイヤ改正で特急停車駅になったため、改正後も通過する列車を特別通過扱いとした。また、同様の理由で途中駅での種別変更も多く、中には2 - 3回種別変更する列車もあり、特に朝ラッシュ時にはさまざまなパターンが見られる。特別停車も見られ、日中でも行われる列車がある（佐屋・弥富 - 吉良吉田間の急行は豊明駅に日中も特別停車する）。
本線系の路線では始発列車・最終列車が普通列車ではなく優等列車となる場合が多い。終着駅への到着時間は遅くできないので、途中の駅を通過させることで都心から郊外への終電を遅くするためでもある。他社の路線ではあまり見られない特徴である。
ダイヤ策定の際に編成両数はあまり考慮されておらず、ドアカットが頻繁に発生している（種別表示には「締切」と表示される）。実施例については当該項目を参照。
以前は大晦日に、熱田神宮や成田山名古屋別院大聖寺への初詣客用として午前3時台まで普通列車（末期には神宮前駅と豊明駅、新一宮駅〈現在の名鉄一宮駅〉、犬山遊園駅、太田川駅の各駅間）を約1時間間隔で運転していたが、2004年大晦日の運転をもって中止した。その後JR東海も2012年に中止したため、以後の東海地区における終夜運転は名古屋市営地下鉄と近畿日本鉄道のみとなっている。
お盆期間（8月13日 - 15日）と年末年始（12月29日 - 1月3日）は休日ダイヤでの運行となる。ただし豊橋駅 - 伊奈駅間はJRに乗り入れていることから、JRが平日ダイヤとなるお盆期間と12月29日はJRに合わせて一部列車の豊橋駅発着時刻が通常より数分変更される。
毎年1月・2月（2月は土休日のみ）は豊川稲荷への初詣客用のために豊川線に直通する特急列車（全車指定席、のちに全車特別車）を増発していた時期もあった。2005年の空港線開業後は中部国際空港への輸送を比重に置いているため、豊川線内の区間列車の増発のみに留まっている。
名鉄名古屋駅付近の高密度ダイヤ設定のためや、きめ細かくスピードアップ（または逆に余裕時分の付加）を行うために、ダイヤ（列車運行図表）上の運転時分・停車時分は5秒単位で設定されている。極端な例をあげると、発車時刻が0分55秒であっても、時刻表には案内上00分発と表示され、01分発となることはない。なお、一部の支線は10秒単位、豊橋駅付近のJR共用区間は15秒単位となっている。

### 車両

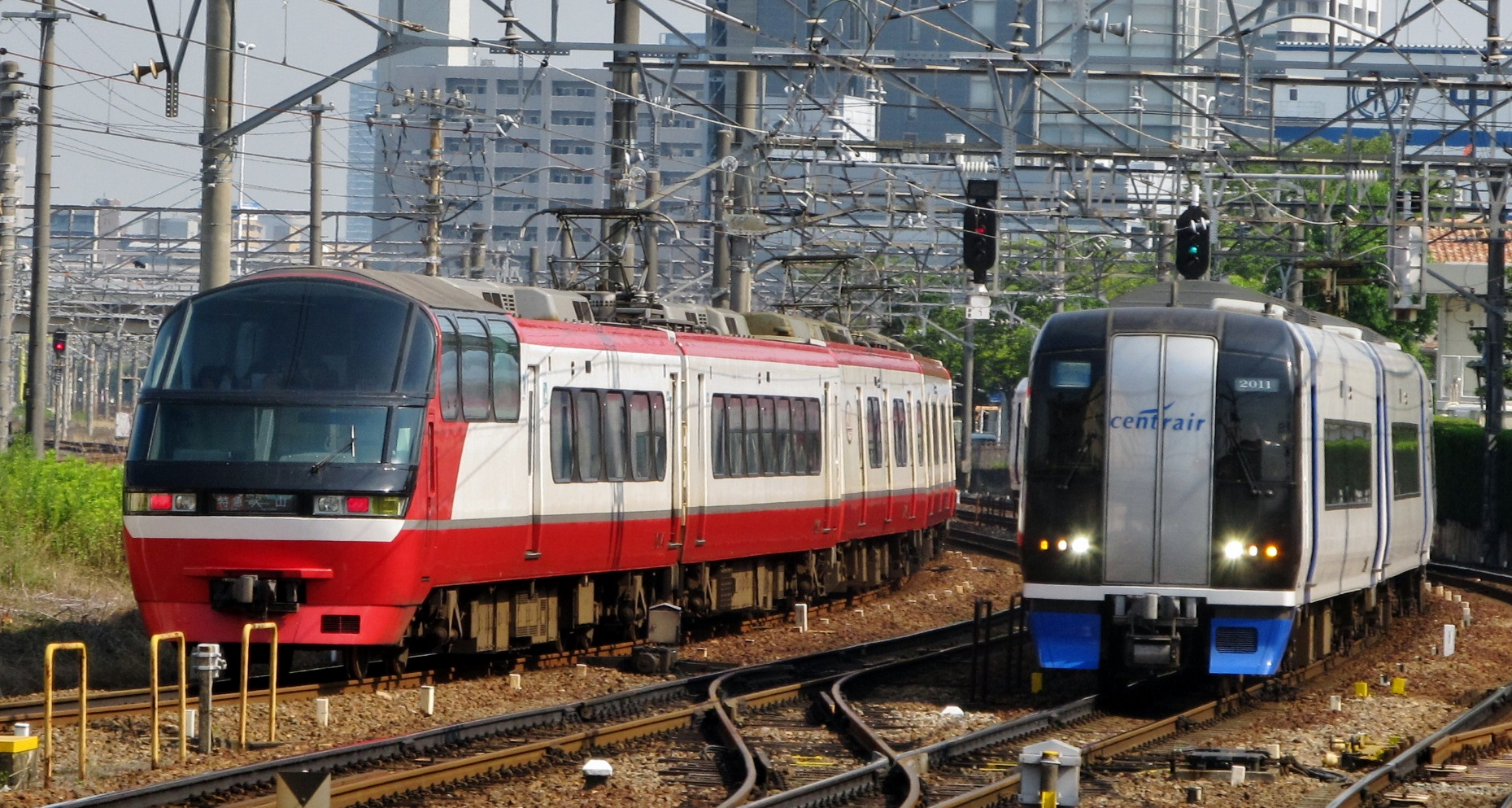
1200系「パノラマスーパー」と 2000系「ミュースカイ」
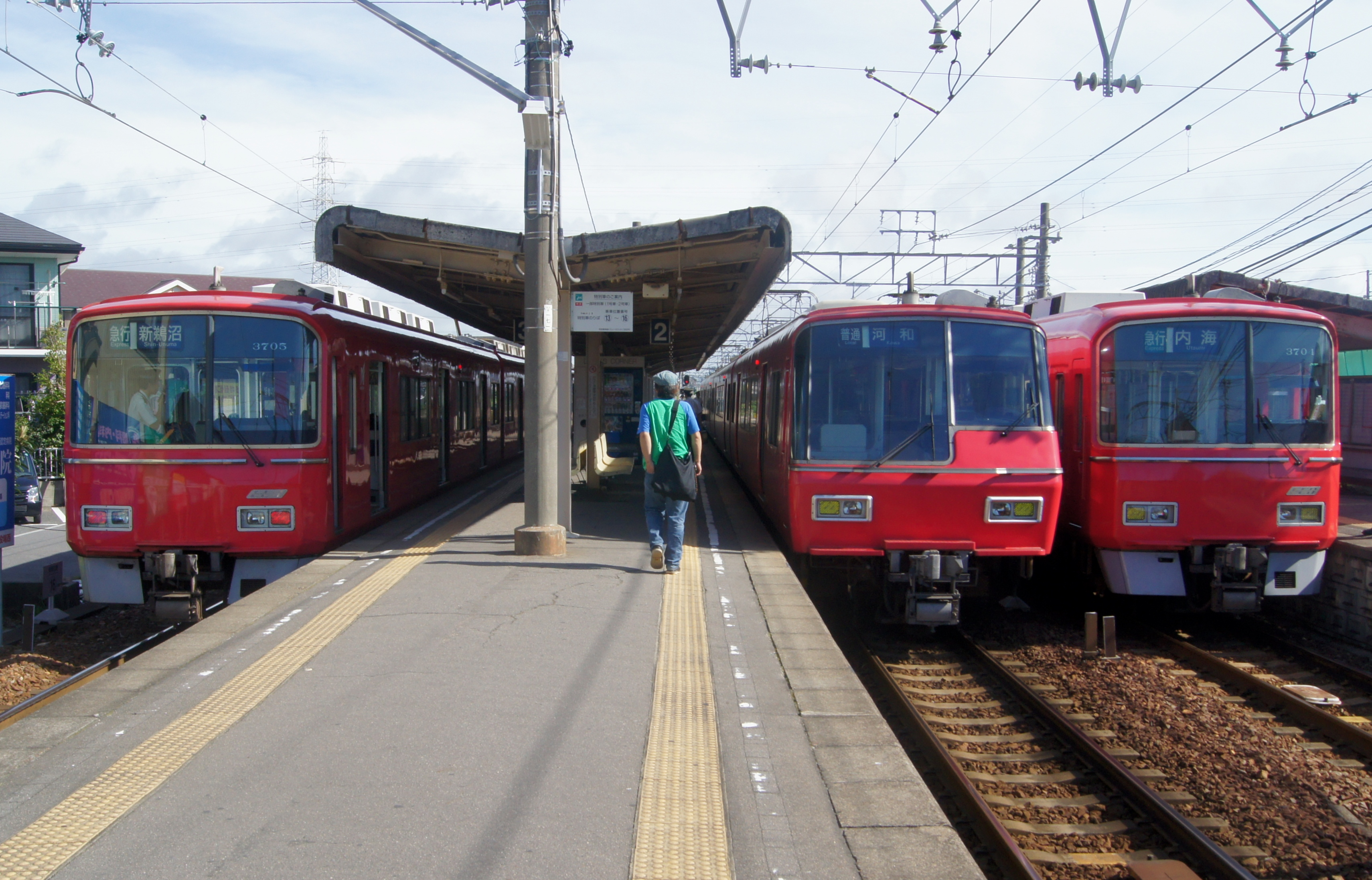
3700系と5700系
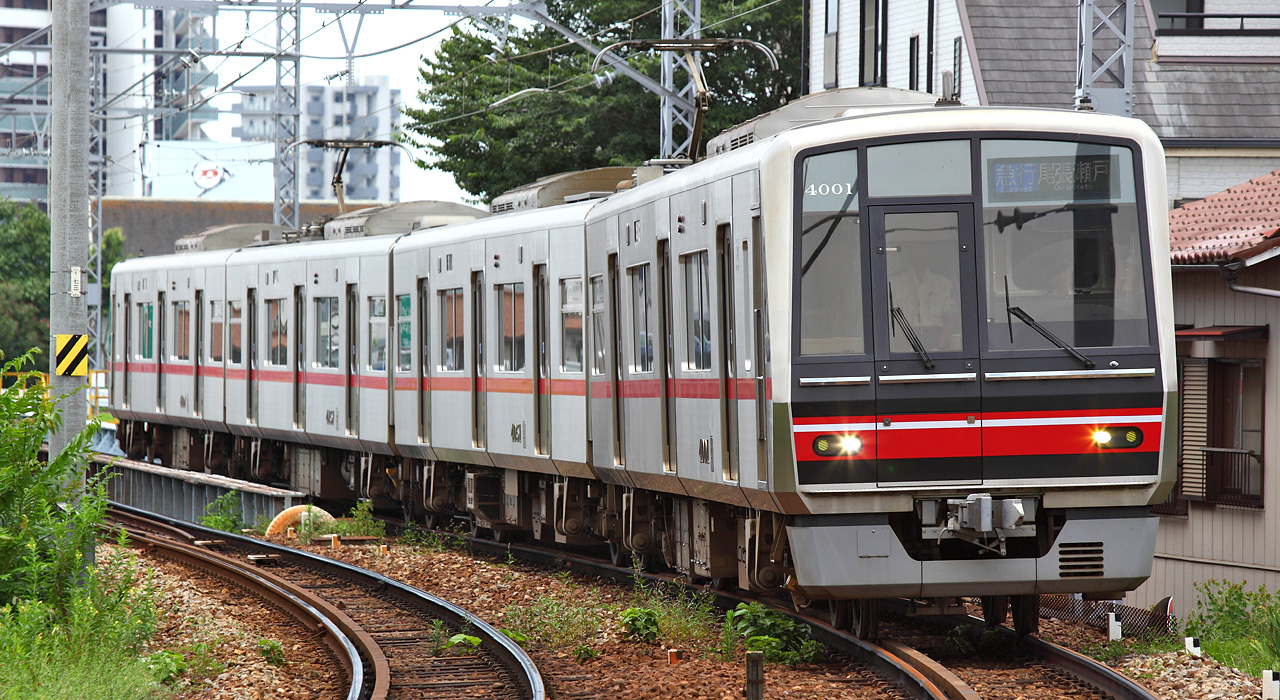
4000系

#### 車両の輸送
名古屋鉄道の新造車両は、名古屋臨海鉄道の機関車牽引によってJR東海道本線笠寺駅から名古屋臨海鉄道、名鉄築港線を経由して大江駅に搬入され、その日の終電後に豊明駅や舞木検査場などへ自力走行する。瀬戸線は孤立した路線のため、東名古屋港駅岸壁の日本国外輸出用の留置線でトレーラーに乗せ換えて、一般道経由で尾張旭の車両基地に搬入される。名鉄から他社に車両を売却する場合は逆の経路で笠寺駅まで出て、そこから売却先へと輸送される。

また、名古屋市交通局日進工場に搬入される名古屋市営地下鉄鶴舞線・桜通線・上飯田線の新造車両は、大江駅までは名鉄の新車と同じ経路をたどり、大江→金山→知立→豊田市→赤池の経路で名鉄の機関車が牽引する。これは名鉄において名電築港駅 - 赤池駅間の貨物輸送として取り扱われる。
なお、先述の東名古屋港駅岸壁では一般の輸出車両の積み込みも行われており、名古屋臨海鉄道の機関車が牽引して名鉄築港線の名電築港駅 - 東名古屋港駅 (0.4km) を走行する。これも名鉄において貨物輸送として取り扱われる。
過去、国鉄時代の刈谷駅では貨物扱いを行っており、側線を通じ名鉄刈谷駅で新製車両の搬入を行っていた時期があった。また瀬戸線も過去には大曽根駅構内にあった貨物扱い用の側線を使って国鉄線から車両の搬入・搬出を行っていたが、栄町乗り入れによる大曽根駅のホーム延伸にともない側線が廃止されたため、瀬戸線の車両搬入は前述の方法に変更された。

#### 廃車車両の処分
古い車両の解体は長らく名電築港駅（築港線と名古屋臨海鉄道東築線が交差する部分の空き地）で行ってきたが、2004年以降は大きく変化した。2004年〜2005年に廃車になった車両は間内駅近くの空き地で解体を行い、その後は再び名電築港駅で解体を行うも、車体を半分に切断して金属リサイクル工場へ車両を持ち込む形になっている。直接の解体は2009年に廃車になったパノラマカー7011Fが最後になっている。

### 乗務員区所
-の右側は主な乗務区間（列車により相違あり）
- 名古屋乗務区 - 名古屋本線全線・豊川線・常滑線（神宮前 - 大江間の一部の回送列車のみ）・津島線・尾西線・竹鼻線・羽島線
名古屋乗務区には特急の特別車改札を専門で行う専務車掌が配属されており、改札業務に限り常滑線・空港線・河和線・犬山線の一部列車も担当する。
- 神宮前乗務区 - 常滑線・空港線・河和線・知多新線（本線直通列車は栄生まで乗務する列車もあり）
かつては築港線も担当していたが、2011年3月26日のワンマン運転開始以降は担当から外れ、金山幹事駅係員が同線の運転業務を担当している。
- 犬山乗務区 - 犬山線（本線直通列車は神宮前まで乗務）・各務原線・広見線・小牧線・地下鉄上飯田線
2001年の特急「北アルプス」廃止までは気動車の運転免許を持った運転士がこの乗務区に配置され、車掌とともにJR高山本線鵜沼 - 美濃太田間も乗務していた。
2001年の八百津線廃止まではレールバスの運転もこの乗務区に配置された気動車運転士が担当していた（2004年に廃止された三河線非電化区間のレールバスは知立乗務区担当）。
- 知立乗務区 - 三河線・豊田線・西尾線・蒲郡線（いずれの線区も本線直通列車は神宮前まで乗務）
- 瀬戸運輸区 - 瀬戸線

#### 過去にあった乗務員区所
- 名古屋運転区 - 現在の名古屋乗務区。
- 名古屋車掌区 - 現在の名古屋乗務区。1983年（昭和58年）6月10日から1999年（平成11年）まで存在した特急（北アルプスをのぞく）乗客係のパノラマメイツはここに所属していた。
- 岐阜運輸部 - 岐阜市内線・揖斐線・谷汲線・美濃町線・田神線・各務原線（新岐阜 - 田神間）の運転を担当。2005年3月31日限りで廃止。
- 鵜沼乗務区 - 現在の犬山乗務区。
- 刈谷乗務区 - 現在の知立乗務区。
- 喜多山乗務区 - 現在の瀬戸運輸区
- モンキーパークモノレール線は犬山幹事駅職員が運転を担当していた。

### 乗務員と運転業務
社員の制服は2014年6月以降はダークネイビーを基調としている。 冬季に上着を着用する場合、駅乗務員などの係員は「PRU（私鉄総連）」のバッジを着用している。夏季は開襟シャツを着用する。なお、役職によって上着の形状が異なり、管理職以上はダブルの上着を着用。制帽に関しては、役職によって巻かれている線の太さが違い、乗務区長・幹事駅長や駅長・副区長・副駅長、各主任などの管理職は赤帯に金線2本。主任補佐、駅長補佐、上席助役、助役は太い銀線1本（駅の当務助役は赤帯が追加される）。助役補佐、役職なしの係員は細い青線1本である。
車掌から運転士に対する出発合図は、電鈴を使用する場合は短2音である。運転士はワンマン列車以外は車掌からの出発合図を受けなければ発車してはならない。大半の車両は「チン、チン」と鳴る単打ベル式の電鈴を装備しているが、2002年登場の300系以降の新造車両はブザーを採用しているため、合図は「プッ、プッ」となっている。また、進行方向後ろの乗務員室からホームが外側にカーブしているなどで、列車全体の乗降確認ができない場合、運転士が見えない部分の乗降確認を行い、車掌に乗降完了を知らせるために鳴らすことがある。この場合も短2音である。それ以外の各種合図にも使うことがあり、短2音の他に「短1音は◯◯」「短3音は◯◯」など、鳴らす回数で合図の内容が異なるので、一種の「暗号」とも言える。
以前、車掌が駅発車時の側面監視をする際、相互直通運転をしている名古屋市交通局や京阪電気鉄道同様、車内電鈴スイッチに手をかけて行い、非常時には電鈴を乱打して（「直ちに停車せよ」を意味する）、運転士に非常ブレーキを要求する方式をとっていたが、2016年夏ごろに大半の鉄道会社同様、車掌弁もしくは非常ブレーキスイッチを掴んで側面監視を行い、非常時には車掌が直接非常ブレーキを扱う方式に変更されている（ただし6000系初期車や100系のように車掌弁が進行方向と逆についている車両や、乗り入れてくる名市交車のように乗務員扉の上に非常ブレーキスイッチがついている場合など、物理的に車掌弁を掴みにくい車両については、引き続き電鈴保持を行うこともある）。
駅到着番線（入線ホーム）の伝達も電鈴が使用される。これは到着番線が列車によって異なる名鉄岐阜駅で主に行われており（それ以外の駅でも行われる場合はあり）、運転士が信号・進路などを確認、電鈴を使用して車掌に合図（1回で進行方向右側、2回で進行方向左側）を送り、車内アナウンスで下車扉を正しく案内できるように補うものである。この場合は、車掌が電鈴を待ってから下車のアナウンスをするケースが多い。
普通列車などが優等列車を通過待ちするときは、停車中の列車乗務員は必ずホームに立ち通過監視を行う。そのとき、運転士はブレーキハンドルを非常ブレーキにセットし、リバースハンドル（主幹制御器に取りつける前進・後進の切り替えハンドル）を所持してホームに立つ。なお、固定式ワンハンドル列車の場合、リバースハンドルの代わりにマスコンキー（固定式ハンドルを動かすために使う鍵）を所持し監視にあたる。ただし、運転席が2階にあったパノラマカー（現在は運用を離脱）では、運転席からホームへの移動が大変なため行わない場合が多かった。車掌はリーズブックと呼ばれる釣り銭の入ったものを持ち、ホームに立つ。原則として、ホームの非常停止ボタン付近に立つことになっている。
運転士のスタフ（社内では「運転時刻カード」と呼ばれている）は進行方向から見て左に置かれている（2000系・1700系と名古屋市交通局3000形・3050形のみ構造上右側）。そのため指差確認はJRのように右手で行わず、左手で行っている（ブレーキハンドルから手を離さないためでもある）。なお、6000系などの2ハンドル車において、力行中マスコンから手を離すとデッドマン装置が動作してしまうため、加速中に指差確認を行う場合は、マスコンから手を離さず、左手人差し指を対象物に向ける動作で済ませている。
運転中の指差称呼はJRに比べて少なめで、基本的に指差確認称呼を行うのは、発車前に行う次停車駅の確認と出発信号機（警戒表示以上）の確認、駅の停止・通過確認で、分岐点（平井信号場と枇杷島分岐点）や待避線がある駅の通過側信号確認時に行い、それ以外（閉塞信号機表示確認・制限速度確認等）では口頭で済ませる。
増解結を行う際、作業を担当する駅員は必ずヘルメットを着用する。作業で使用する旗もしくは合図灯は、赤が「停止」、緑が「進行」である。
速度制限標識は、制限速度の下に曲線（半径m単位）、下り勾配、分岐（方向は矢印で表示）、構内、ATSなどの理由が記載されている。これが数字のみのものは制限速度で通過した場合の速度制限を受ける秒数を表す（JRなどのような距離ではない）。いずれの場合も口頭では制限速度のみを称呼する。
閉塞信号機の名称番号は、キロポストに基づいた起点からの距離 (m) ÷100の近似値が方向により偶数・奇数に分けて付番されている。口頭では現示と進行・停止以外における制限速度のみ（「注意65」「減速85」など）を喚呼するが、豊橋 - 平井信号場間のJR共用区間ではJRの規則に従って「第3閉塞・注意45」「第2閉塞・減速65」のように称呼する。なお、信号喚呼位置標識はJR共用区間を除いて信号警標の基本デザインたる縦長方形で黄色地に黒縞が斜めに2本入ったものである。
ほかに名鉄独特の標識としては、指示速度やパラレル止めなどのノッチ指定を記した力行標や惰行標（通称オフ板）があるが、名古屋本線では1990年代にスピードアップが進む過程で撤去されほとんど残っていない。したがって現在は、本線ではフルノッチに投入し区間最高速度まで上げる走行が原則となっている。なお、制動標（通称H板、本来はHSCブレーキ車用制動標。自動ブレーキ車用はA板であった）については各線とも引き続き掲出され、分岐方（副本線）用の表示にはブレーキ初速度を併記している。
単線区間での列車交換（行き違い）のことを、名古屋鉄道では離合と呼んでいる。

### 運賃
名古屋鉄道の運賃は営業キロではなく、あらかじめ一定の割合を乗じた「運賃計算キロ程」によって運賃を計算する。計算方法は以下の通り（子供は半額、5円の端数は切り上げ）。運賃額は2024年3月16日改定時点。
| キロ程    | 運賃  | キロ程  | 運賃    | キロ程    | 運賃    |
| --------- | ----- | ------- | ------- | --------- | ------- |
| 初乗り3km | 180円 | 33 - 36 | 690円   | 73 - 76   | 1,380円 |
| 4         | 210円 | 37 - 40 | 750円   | 77 - 80   | 1,430円 |
| 5 - 7     | 250円 | 41 - 44 | 830円   | 81 - 85   | 1,500円 |
| 8         | 270円 | 45 - 48 | 900円   | 86 - 90   | 1,550円 |
| 9 - 12    | 330円 | 49 - 52 | 980円   | 91 - 95   | 1,610円 |
| 13 - 16   | 400円 | 53 - 56 | 1,050円 | 96 - 100  | 1,670円 |
| 17 - 20   | 460円 | 57 - 60 | 1,120円 | 101 - 110 | 1,760円 |
| 21 - 24   | 510円 | 61 - 64 | 1,190円 | 111 - 120 | 1,860円 |
| 25 - 28   | 570円 | 65 - 68 | 1,270円 | 121 - 130 | 1,950円 |
| 29 - 32   | 630円 | 69 - 72 | 1,320円 | 131 - 143 | 2,050円 |

1. 乗車する区間の各乗車線区ごとに、営業キロを算出する。
  - 列車乗り換えの都合上、枇杷島分岐点 - 東枇杷島駅・栄生駅・名鉄名古屋駅間を折り返し乗車する場合には、この区間の営業キロは含まない[注釈 34]。
  - 以下にあげる区間を経由する場合は、最短経路で計算する。
    - 名古屋本線（枇杷島分岐点 - 名鉄岐阜駅間）
    - 津島線（須ヶ口駅 - 津島駅間）
    - 尾西線（津島駅 - 名鉄一宮駅間）
    - 犬山線（枇杷島分岐点 - 新鵜沼駅間）
    - 各務原線（名鉄岐阜駅 - 新鵜沼駅間）

（例）名鉄岐阜駅 -（名古屋本線）- 神宮前駅 -（常滑線）- 太田川駅 -（河和線）- 富貴駅 -（知多新線）- 内海駅の運賃の場合、
  - 名古屋本線（A） 名鉄岐阜駅 - 神宮前駅37.6キロ
  - 常滑線（B） 神宮前駅 - 太田川駅12.3キロ
  - 河和線（B） 太田川駅 - 富貴駅22.3キロ
  - 知多新線（C） 富貴駅 - 内海駅13.9キロ

と各線区に分け、営業キロを計算する。
2. 各々の線区の運賃計算上の区分（路線節の表を参照）が同じ線区同士の営業キロを足し合わせ、以下の倍率をかけ、小数点第2位以下を切り上げる。このキロ程が「運賃計算キロ程」である（倍率と区分は1975年制定[58]）。
A：1.00倍 B：1.15倍 C：1.25倍
（例）A：名古屋本線 《37.6キロ×1.00＝37.6キロ》
B：常滑線・河和線 《（12.3キロ+22.3キロ）×1.15＝39.790→39.8キロ》
C：知多新線 《13.9キロ×1.25＝17.375→17.4キロ》
3. 運賃計算キロ程を足し合わせ、小数点以下を切り上げ、上の運賃表に照らし合わせる。
（例）37.6キロ+39.8キロ+17.4キロ＝94.8キロ→95キロ から、1,610円
4. 加算額を設定している線区（路線節の表にあるB+、C+表記の路線）が含まれる場合は、加算額を加算する。加算額は以下の各項目を参照。
豊田線、空港線、知多新線、羽島線
（例）知多新線は加算額設定線区であるので、上記の運賃1,610円に富貴駅 - 内海駅間の加算額70円を加算し、この区間の運賃は1,680円である。

- 以下のような乗り継ぎの場合には乗継割引運賃が適用され、大人20円・子供10円引きとなる（ただし普通乗車券か交通系ICカードで利用の場合）。
  - 赤池駅を経由し、豊田線米野木駅・日進駅と地下鉄鶴舞線平針駅 - 植田駅間各駅の間
  - 上小田井駅を経由し、犬山線下小田井駅・中小田井駅・西春駅・徳重・名古屋芸大駅と地下鉄鶴舞線庄内緑地公園駅・庄内通駅の間
  - 上飯田駅を経由し、小牧線味美駅・味鋺駅と地下鉄上飯田線を経由して地下鉄名城線黒川駅 - ナゴヤドーム前矢田駅間各駅の間
- 次の区間の運賃は競合上の理由から特定額に設定されている。また、この区間内で下記の運賃を上回る区間の運賃は下記の額を採用する。
  - 金山駅 - 名鉄一宮駅間：460円
  - 名鉄名古屋駅 - 名鉄一宮駅間：400円
  - 名鉄一宮駅 - 名鉄岐阜駅間：330円
  - 新木曽川駅 - 名鉄岐阜駅間：250円

三大都市圏の中で人口密度が低くマイカー保有率も高い名古屋都市圏特有の「車社会」の事情を抱えながら、沿線の少子高齢化で利用者が減少する中でも、消費税率引き上げに伴う運賃改定を除き1995年以来運賃を据え置いてきたが、コロナ禍の影響による更なる利用者の減少、連続立体交差や老朽化した一般車両の更新を肇めとした設備投資の強化等を理由に、2024年3月16日に運賃を改定した。運賃改定申請に対し、2023年9月1日に「令和11年3月31日までの期限を設け、運賃改定後の令和6年度から3年間（令和8年度まで）の総収入と総括原価の実績を確認する」旨の条件を付して、運賃改定が国土交通大臣に認可された。

### 乗車券類の特徴
乗車券類には淡黄色で「Meitetsu」と地紋が印刷されている。また、磁気定期券には偽造防止用に薄くピンク色で「M」と書かれている。
新名古屋駅（現・名鉄名古屋駅）発行の乗車券は、今までに淡青色・淡緑色など他駅とは違った地紋色を使用していた期間がある（1950年代には発駅地帯ごとに地紋色を変えていた時期があった）。
かつての「座席指定券」（現・ミューチケット）は淡黄色の地紋が基本で、ほかに淡緑色・淡紅色などもあった。オンライン発券開始（1983年）以降は淡緑色の地紋を使用していたが、普通乗車券なども発売できる「複合端末」導入後は他の乗車券類と共通の地紋に変更されている。

### 旅客案内

#### 駅の案内表示
かつては設備面などにおいて他の大手私鉄会社と比較すると近代化が立ち後れている面が否めなかった。しかし中部国際空港の開港や名鉄グループ内での大幅なリストラ、トランパス導入にともなう駅集中管理システム導入の推進などもあって、近年はユニバーサルデザインのピクトグラムを導入するなど首都圏の大手私鉄会社にひけをとらない水準にまで向上している。しかし一部の主要駅では一世代前（CI展開初期）のものが使われている駅もある。
JRの敷地内にある豊橋駅と弥富駅を除く名鉄駅のホームの表示はJRのように駅舎がある側から1番線、2番線…ではなく、その駅の所属する路線の下り方向を向いて左側から1番線、2番線…と表示している（西尾線・蒲郡線・三河線山線の一部・尾西線の一部を除く）。
各主要駅のホームや改札口などに設置されている発車標は名鉄名古屋駅で液晶式のものが使用されているのを除くと、行灯式や反転フラップ式のものが広く使われていたが、近年のバリアフリー化などにともない、それらは順次LED式のものに交換され、いずれもその数を減らしつつある。なお、LED式のものについては、従来は3色式であったが、交換もしくは新設されたものは種別部分のみフルカラー表示（ただし、喜多山駅の発車標はすべてフルカラー表示）となっている。
主要駅の乗車位置は1 - 16と2扉車用に表示されている。しかし、現在は3扉車の割合が高くなっていることから、奇数と偶数の間に「3扉車の中間扉」の表示をつけた駅や、1 - 24と3扉車を前提に表示されている駅もある。地下鉄に直通している小牧線と豊田線は4扉で統一しているため、小牧線（4両）は1 - 16、豊田線（6両）は1 - 24になっている。

#### 車内放送等
車内放送はミュースカイ、特急列車（全車一般車は除く）、犬山線の鶴舞線直通列車、豊田線、瀬戸線やワンマン列車では自動放送で案内される。また特急列車や三河線のワンマン列車では英語での案内放送を行なっており、かつては特急列車と急行列車の一部で中日新聞ニュースも文字放送で流していた。
LEDの車内案内装置を搭載している車両では走行中、列車の走行を模した速度表示が行われることがある。左側に速度を表示し、速度に合わせて右端から車両が姿を見せ、最高速度 (120km/h) で速度表示の隣に達する。また、下段は線路をイメージしており、速度に応じて動きが変化する。なお、出てくる車両の形は系列によって異なっている。

#### 種別・行先案内
列車の案内放送は、基本的に「種別・行先」の順（例：快速特急・新鵜沼行き）であるが、駅ホームの自動放送では「行先・種別」の順（例：犬山行き普通）である。しかしながら、最近になって自動放送装置が更新された駅では「種別・行先」の順で放送される。なお、近年投入された車輌には、乗降促進メロディの吹奏装置が設置されている。ただし、鶴舞線直通用の車輌と3100系3次車は「プルル、プルル、プルル」という音の交通局で使われているものと同一（ただし若干音が甲高い）の発車の際に鳴らすブザーが設置されている。
列車の行き先の中には、須ヶ口、佐屋、柏森、伊奈など地元住民・利用客以外は所在地・行政名をすぐに連想できない駅名がいくつかある。そのため特に名鉄名古屋駅では「名古屋本線・伊奈行き急行」、その他の駅では「名古屋方面・急行須ヶ口行き」や「津島方面の電車がまいります」などのような案内放送が聞かれる。過去、支線直通が盛んな時代には特急森上行き、今渡行きなどの列車もあり、系統板の使用が一般的であった時代には、行先横に『名古屋方面』と肩書き（朱書き）されたり、『名古屋』を中央に大書し下部に『方面』、横に小さく本来の行先（『今渡』など）を配した系統板が多用された。
準急以上の列車が各駅停車の区間を走る場合、種別表示幕の表示は時刻表上の種別表示に従う。岩倉以北の準急、豊川線、知多新線などでは、普通に種別変更しない限りは優等種別を表示したまま運行する。ただし車内放送での停車駅の読み上げは省略することが多く、新鵜沼行きの準急であれば西春までの停車駅を読み上げたあと「岩倉から各駅に止まります」と放送する。
種別板を使用する列車の場合は、1964年ごろから各編成の前頭部に全種別をセットした種別板を装備（常備） し、普通列車は無表示（車体色と同色）の板を使用する。7700系までの各系列・車両（ただし、種別も一体で表示する「逆さ富士」板が装備された7000系・7500系などをのぞく）では系統板とともに日常的に使用されていたが、7700系の廃車（2010年3月）以降は種別幕の故障（破損）などで臨時に使用される場合に限られる。種別板は1964年（昭和39年）5月6日に表示改正され、特急が白地に赤字、急行が黄地に黒字、準急が緑地（青地）に黒字と制定された。その後の変遷は以下のとおりである。
- 準急の種別板は1980年から橙色地に白抜き文字（ごく短期間のみ使用）、1981年以降は上半白地・下半黄色地に黒字という変遷をたどっている[62]。
- 急行の種別板は一貫して黄色地に黒字である。また、2005年まで存在した600V区間用の各車両（種別幕装備車を除く）は円形の種別板を装備し、白地に黒字であった（裏面は車体色と同色）。
- 特急の種別板は、1982年までが白地に赤字、1982年以降は銀色地に赤字（グレーの縁取り）となった[62]。また、特急（座席指定）の系統板も白帯車登場（1982年）前までが黄色地に黒字、それ以降は緑地に黒字[注釈 36] へと変更した。
- 1977年から1990年まで存在した「高速」の種別板は、白地に青字であった。
- 回送、団体の種別板は、緑地に黒字である。

## 合理化

### 閑散線区の合理化・廃止

廃止路線の分布（クリックで拡大）

数多くの鉄道会社の合併や運営路線の譲り受けによって成立した名古屋鉄道は、多くの閑散線区を抱えることになり、そうした線区の合理化・廃止が進められてきた。特に、トヨタ自動車を核とした自動車産業が盛んな愛知県では車社会の進展が早く、1950年代から路線の廃止が相次いでいる（ただし1980年代以降に廃止された路線の多くは岐阜県内の路線である）。1984年には広見線・八百津線にレールバス導入・ワンマン運転化がなされ、1985年に三河線・猿投 - 西中金間、1990年に三河線・碧南 - 吉良吉田間にもレールバスが導入された。鉄道事業法が2000年に改正され、それまでは許可制で所轄官庁の許可が必要だった鉄道廃止が届出制に変わると、閑散線区の廃止を相次いで表明している。
名古屋鉄道成立後の廃止路線
経路変更や駅移設による延長・短縮を除く。
運賃計算区分が設定されていた路線は路線名の後のカッコ内にその区分を示す。
- 勝川線 - 1936年4月8日に休止、1937年2月1日に廃止。
- 大浜口支線 - 1946年8月1日に廃止。
- 清洲線 - 1944年6月10日に休止、1948年8月3日に廃止。
  - 戦時中の線路供出（東西連絡線の建設など）のため「不要不急線」に指定されたことによる廃止。

- 起線 - 1953年6月1日に休止、1954年6月1日に廃止。
  - 起線についてはいわゆる「閑散線区」ではなく、単線で行き違い設備の乏しい路線（少ない線路容量）に比べて乗客が多すぎるため、増発が自由に行えるバス化が妥当との結論に達して廃止が行われた。

- 渥美線（三河田原 - 黒川原間）- 1944年6月5日に休止、1954年11月20日に廃止。
  - 残存区間（新豊橋 - 三河田原間）は豊橋鉄道に譲渡され現在も営業中。

- 小坂井支線 - 1954年12月25日に廃止。
  - 豊川市内線（現豊川線）延伸による、飯田線乗り入れ中止に伴う廃止。

- 新川口支線 - 1955年2月1日に廃止。
- （旧）西尾線 - 1959年11月25日に福岡町 - 西尾間廃止。
  - 1943年に岡崎新 - 福岡町 - 西尾間休止、1951年に岡崎駅前 - 福岡町間が福岡線として営業再開。戦時中の線路供出（東西連絡線の建設など）のため「不要不急線」に指定され、戦後も復活されずに休止中だった路線を正式に廃止とした（尾西線の玉ノ井 - 木曽川港間も同様）。

- 尾西線 - 1959年11月25日に玉ノ井 - 木曽川港間廃止。
  - 1944年に奥町 - 玉ノ井 - 木曽川港間休止、1951年に奥町 - 玉ノ井間が営業再開。

- 平坂支線 - 1960年3月27日に廃止。
  - いわゆる「閑散路線」として初の廃止路線。

- 高富線 - 1960年4月22日に廃止。
  - 閑散路線ではなかった。理由は起線とほぼ同じ。

- 安城支線 - 1961年7月30日に廃止。
- 岡崎市内線・福岡線 - 1962年6月17日に廃止。
- 岩倉支線 - 1964年4月26日に廃止。
- 鏡島線 - 1964年10月4日に廃止。
- 一宮線 - 1965年4月25日に廃止。
- 挙母線 - 1962年6月17日に岡崎井田 - 大樹寺間廃止、1973年3月4日に大樹寺 - 上挙母間廃止。
  - 岡崎井田 - 大樹寺間は岡崎市内線と一体で運行されていたため、岡崎市内線と同日に廃止された。

- 瀬戸線 - 1976年2月15日に堀川 - 東大手間廃止。
  - 同日に東大手 - 土居下間を休止とし、1978年の栄町 - 東大手間の地下新線開業と同時に営業再開（土居下駅は廃止）。

- 知立連絡線 - 1984年4月1日に廃止。
- 岐阜市内線 - 1988年6月1日に徹明町 - 長良北町間廃止、2003年12月1日に岐阜駅前 - 新岐阜駅前間休止、2005年4月1日に岐阜駅前 - 忠節間廃止。
- 美濃町線（C） - 1999年4月1日に関 - 美濃（実態は新関 - 美濃）間廃止、2005年4月1日に徹明町 - 関間廃止。
- 八百津線（C） - 2001年10月1日に廃止。
- 竹鼻線（C） - 2001年10月1日に江吉良 - 大須間廃止。
- 谷汲線（C） - 2001年10月1日に廃止。
- 揖斐線（C） - 2001年10月1日に黒野 - 本揖斐間廃止、2005年4月1日に忠節 - 黒野間廃止。
- 三河線（C） - 2004年4月1日に西中金 - 猿投間、碧南 - 吉良吉田間廃止。
- 田神線 - 2005年4月1日に廃止。
- モンキーパークモノレール線 - 2008年12月28日に廃止。

### 閑散駅の廃統合
名鉄は合併によって閑散線区を抱えたのと同様に、前身事業者の施策の違いによって駅間距離が短すぎる線区も多く抱えることになった。そのため、名鉄はスピードアップや駅勢圏の調整といった合理化策の下で駅の廃止、統合を個別に実施したほか、過去二回、全線にわたる駅の整理を行っている。
一度目の整理は1944年に実施された。輸送力や資材を確保するために閑散路線が「不要不急線」として休止されたように、乗降客の少ない小駅が相次いで休止されている。戦後に復活した駅も少なくないが、復活しなかった駅の大半は1969年4月5日に廃止手続きがとられた。
1944年に休止された駅
凡例：
（無印） - 1969年4月5日に廃止された駅
× - 1969年4月5日以前に廃止された駅
● - 1969年4月5日以前に復活した駅
○ - 1969年4月5日以前に復活したが後年廃止された駅（廃線による廃駅を除く）
※ - 1969年4月5日以降も休止扱いだったが後年廃止された駅
◆ - 1969年4月5日以降も休止扱いだったが後年復活した駅
■ - 1969年4月5日に一度廃止されたが後年同名で再開業した駅
- 名古屋本線 - 東笠寺駅×、井戸田駅、西枇杷島駅●、増田口駅、石刀駅●、八剣駅、安良田町駅●
- 西尾線 - 碧海古井駅●、鎌谷駅○、東富田駅
- 平坂支線 - 羽塚駅●
- 蒲郡線 - 宮崎口駅※、洲崎駅●、竹谷駅×、江畑駅×
- 三河線 - 北寺津駅
- 挙母線 - 八ツ木駅、百々駅
- 常滑線 - 道徳駅●、加家駅●、西ノ口駅●、多屋駅●
- 河和線 - 加木屋駅、半田口駅●、成岩駅●、浦島駅、時志駅
- 瀬戸線 - 東大手駅◆、社宮祠駅×、駅前駅×、守山口駅、瓢箪山駅●、笠寺道駅、小幡原駅、霞ヶ丘駅、印場駅■、平池駅、根ノ鼻駅
- 津島線 - 新居屋駅、津島口駅
- 尾西線 - 弥富口駅○、南津島駅、兼平駅●、二子駅●、観音寺駅●、西宮後駅
- 起線 - 馬引駅●、篭屋駅●、西三条駅●、新三条駅●、工業学校前駅●
- 犬山線 - 九ノ坪駅、徳重駅●、稲荷前駅、小折口駅、宮後駅、木津用水駅●、犬山橋駅●
- 一宮線 - 羽根駅●、印田駅●
- 各務原線 - 安良田駅×、高田橋駅●、高農駅●、羽場駅●
- 広見線 - 前波駅
- 八百津線 - 東伏見駅、城門駅、伊岐津志駅
- 小牧線 - 春日井口駅、間内駅●、小牧口駅●、上新町駅、小牧原駅●、久保一色駅●、楽田原駅、五郎丸駅
- 岩倉支線 - 中市場駅×
- 竹鼻線 - 東須賀駅、東柳津駅、門間駅、曲利駅、本覚寺前駅、江吉良駅◆、長間駅●、沖駅、美濃石田駅、正専寺前駅、桑原駅
- 岐阜市内線 - 金宝町駅●、高野町駅●、鵜飼屋駅●
- 高富線 - 粟野駅
- 揖斐線 - 萱場駅、尻毛橋駅、川部橋駅、八ツ又駅、麻生駅、八丈岩駅
- 谷汲線 - 黒野西口駅、豊木駅●、八王子坂駅、長瀬茶所駅×
- 美濃町線 - 野一色駅●
- 渥美線 - 花田駅×、高師口駅●、町畑駅※、空池駅※、芦原駅●、谷熊駅◆、天白駅※、神戸駅■

二度目の整理は駅集中管理システム導入にともなう閑散駅の削減である。2001年度より導入が始まった同システムは、自動改札機・自動券売機・自動精算機・列車接近警報装置を該当駅に設置し、近隣の管理駅から遠隔操作するものである。これらを全駅に導入するにあたり、費用対効果が低い小駅の廃止が検討された。
2005年1月29日廃止（乗降客数200人以下）
- 名古屋本線 - 東笠松駅
- 広見線 - 学校前駅

2006年12月16日廃止（乗降客数300人以下）
- 西尾線 - 鎌谷駅、三河荻原駅
- 河和線 - 椋岡駅、布土駅
- 尾西線 - 弥富口駅

駅集中管理システムは2007年度までに全線全駅で導入される見込みであったが、弥富駅、広見線明智駅以東、蒲郡線（吉良吉田駅を除く）には導入されなかった。

### 駅の無人化
駅集中管理システム導入前は有人駅であったが導入後は無人駅となった駅も多く、ミューチケットや企画きっぷなどを購入できないケースも出てきている（のちに一部の無人駅でもタッチパネル式の新型自動券売機を利用すればミューチケットを購入できるようになった）。
2020年代に入ると無人化される駅が急増し、中には知多武豊駅、新舞子駅など1日の乗降客が4,000人を超える特急停車駅でも無人化される駅が増えた。

### 自動車事業の分社化・委託
かつてはバス事業も行い、名古屋駅からの高速バス、名古屋空港へのバス、路線バス、観光バスなどを展開していた。2004年10月1日から、愛知県内は名鉄バスとして分社され、岐阜県内はグループ企業の岐阜乗合自動車（岐阜バス）に移管された。また、名鉄バスとして残った路線も、一部路線について運営を子会社などに委託するケースが現れている（例：犬山地区路線の「岐阜バスコミュニティ」への委託等）。

### 文化レジャー事業の分社化
名古屋鉄道は、博物館明治村やリトルワールド等の施設を経営していたことでも知られ、これは「文化レジャー事業」としていた。しかし名鉄の1999年3月期決算で名鉄総合企業・バス・レジャー事業といった関連事業を起因とする連結決算での赤字計上により、陸運事業のリストラのほか、知多新線沿線の開発にともない開業したレジャー施設の閉鎖が検討された。このうち阿久比スポーツ村の運営撤退（現・阿久比町立阿久比スポーツ村）を除いて撤回されたものの、2003年3月期の中間・期末の両方で無配となったことにともない、2003年1月にグループ合理化策を発表した。
特に不採算が強かった以下の事業については名鉄直下で廃止された。
- 日本ライン観光
- 内海フォレストパーク
- 沖縄県内のリゾート・不動産事業は名鉄直轄で他社へ売却し撤退。

その他の文化レジャー施設を経営・運営する子会社として「名鉄インプレス」が設立され、2003年10月から次のような体制に変化した。
- 明治村・リトルワールド・杉本美術館は、名鉄が経営主体となり、名鉄インプレスに運営を委託。
- 日本モンキーパーク、カルチャーセンター、スイミングスクール、テニススクール、南知多ビーチランドについては名鉄インプレスに譲渡させ、同社の経営とする。

### 企画乗車券の大幅廃止
閑散駅の合理化で駅員非配置の駅が増えたことや、トランパス導入に際してカードにプレミアムをつけたこと、合理化のためもあって、昨今では大幅に「パノラマパック」などの企画割引乗車券を廃止する傾向が出ている。普通回数乗車券は他の大手私鉄に先駆けて2012年2月末で販売終了した。近畿日本鉄道・南海電気鉄道と共同で出していた「3・3・SUNフリーきっぷ」も、2006年夏限りで廃止した。

## 未成線
名古屋鉄道、およびその前身となった鉄道にも数多くの幻となった路線が存在する。一部は以下のとおりである。
- 名古屋電気鉄道の未成線については名古屋電気鉄道#未成線を参照。
- 美濃電気軌道の未成線については美濃電気軌道#未成線を参照。
- 愛知電気鉄道の未成線については愛知電気鉄道#未成線を参照。

| 名称   | 区間                          | 距離    | 出願       | 免許           | 失効             | 備考 |
| ------ | ----------------------------- | ------- | ---------- | -------------- | ---------------- | ---- |
|        | 一宮 - 犬山 - 可児郡 - 多治見 | 40.0 km | 1897年2月  | 却下           |                  |      |
|        | 奥町 - 起                     | 2.8 km  | 1911年10月 | 1912年3月取得  | 1917年9月        |      |
|        | 清洲 - 起                     | 15.4 km | 1912年8月  | 1913年10月却下 |                  |      |
|        | 名古屋 - 大治 - 津島          | 15.5 km | 1912年8月  | 1913年10月却下 |                  |      |
|        | 津島 - 多度                   | 7.9 km  | 1912年8月  | 1913年10月取得 | 1915年5月        |      |
| 中村線 | 新一宮駅 - 甚目寺 - 中村      | 16.2 km | 1919年10月 | 1920年11月取得 | （旧）名鉄へ継承 |      |
|        | 稲葉地 - 則武                 | 3.4 km  | 1923年10月 | 1925年4月却下  |                  |      |

| 名称         | 区間                                  | 距離    | 出願       | 免許            | 失効      | 備考                                           |
| ------------ | ------------------------------------- | ------- | ---------- | --------------- | --------- | ---------------------------------------------- |
| 小牧線       | 大曽根駅 - 小牧                       | 11.8 km | 1907年10月 | 1914年7月不許可 |           |                                                |
| 車道線       | 大曽根駅 - 東矢場町 - 精進川          |         | 1909年2月  | 不許可          |           |                                                |
| 久屋線       | 久屋町通 - 栄町                       |         | 1909年2月  | 不許可          |           | 名鉄合併後の1978年8月20日東大手 - 栄町間開業。 |
| 品野線       | 瀬戸駅 - 品野                         | 4.5 km  | 1912年3月  | 1914年12月取得  | 1916年8月 |                                                |
| 龍泉寺線     | 小幡駅 - 志段味（竜泉寺）             | 2.8 km  | 1912年2月  | 1914年12月取得  | 1916年8月 |                                                |
| 瀬戸町内線   | 瀬戸一ノ坪 - 刎田                     | 1.2 km  | 1912年2月  | 1914年12月取得  | 1916年8月 |                                                |
| 東山線       | 矢田駅 - 東山村（覚王山）             | 4.0 km  | 1912年2月  | 1914年12月取得  | 1916年8月 |                                                |
| 有松線       | 東山村（覚王山） - 鳴海               | 13.2 km | 1912年9月  | 1914年5月却下   |           |                                                |
| 有松線支線   | 御器所村北山前 - 小針                 | 1.2 km  | 1912年9月  | 1914年5月却下   |           |                                                |
| 有松線支線   | 御器所村滝子 - 熱田東町沢下           | 1.1 km  | 1912年9月  | 1914年5月却下   |           |                                                |
| 有松線支線   | 呼続町瑞穂田光 - 熱田東町             | 1.0 km  | 1912年9月  | 1914年5月却下   |           |                                                |
| 有松線支線   | 呼続町瑞穂市場 - 熱田東町内浜         | 1.1 km  | 1912年9月  | 1914年5月却下   |           |                                                |
| 愛岐鉄道     | 追分駅 - 品野 - 笠原 - 下石 - 瑞浪駅  |         | 1918年6月  | 下案に変更      |           |                                                |
| 愛岐鉄道     | 追分駅 - 品野 - 笠原 - 下石           |         | 1919年10月 | 1920年5月取得   | 失効      |                                                |
| 品野電気鉄道 | 追分駅（瀬戸口駅） - 下品野（品野駅） |         | 1928年1月  | 1929年6月却下   |           |                                                |

| 名称 | 区間                  | 距離    | 出願       | 免許           | 失効       | 備考 |
| ---- | --------------------- | ------- | ---------- | -------------- | ---------- | ---- |
|      | 岡崎新駅 - 岩津村     | 9.0 km  | 1915年11月 | 1915年12月却下 |            |      |
|      | 吉田村 - 幡豆村西幡豆 | 16.4 km | 1921年12月 | 1922年12月返付 |            |      |
|      | 岡崎新駅 - 豊富村     | 16.5 km | 1923年1月  | 1923年12月取得 | 愛電へ継承 |      |

| 名称 | 区間                   | 距離    | 出願      | 免許          | 失効       | 備考 |
| ---- | ---------------------- | ------- | --------- | ------------- | ---------- | ---- |
|      | 井田町 - 門立 - 松平村 | 10.5 km | 1921年9月 | 1922年4月取得 | 三鉄へ継承 |      |
|      | 羽根 - 岩津            | 7.1 km  | 不明      | 1924年5月取得 | 三鉄へ継承 |      |

| 名称         | 区間                             | 距離     | 出願                 | 免許                 | 失効       | 備考                       |
| ------------ | -------------------------------- | -------- | -------------------- | -------------------- | ---------- | -------------------------- |
|              | 平針 - 東郷 - 高岡 - 矢作        | 23.5 km  | 1912年9月            | 1913年3月却下        |            |                            |
|              | 知立 - 若林 - 矢作               | 8.5 km   | 1913年9月            | 1913年11月却下       |            |                            |
|              | 越戸駅 - 保見 - 瀬戸             | 25.2 km  | 1913年9月            | 1913年11月却下       |            |                            |
|              | 若林駅 - 矢作                    | 8.6 km   | 1914年6月            | 1914年9月却下        |            |                            |
|              | 有松裏 - 富士松 - 安城 - 矢作    | 21.0 km  | 1915年11月           | 1916年1月却下        |            |                            |
|              | 蒲郡 - 御津 - 牟呂 - 豊橋        | 18.9 km  | 1916年11月           | 1917年7月却下        |            |                            |
| 足助方面線   | 西中金駅 - 足助                  | 7.3 km   | 1919年11月           | 1921年11月取得       | 名鉄へ継承 |                            |
|              | 足助 - 武節 - 豊根 - 富草 - 飯田 | 101.9 km | 1920年3月            | 1921年11月却下       |            |                            |
|              | 猿投 - 保見 - 長久手 - 水野      | 19.8 km  | 1920年11月           | 1921年11月却下       |            |                            |
|              | 蒲郡駅 - 御津 - 国府 - 豊川      | 20.2 km  | 1921年8月            | 1922年2月却下        |            |                            |
|              | 岡崎村戸崎 - 針崎                | 1.3 km   | 1923年5月            | 1924年8月下戻        |            | 貨物線                     |
|              | 猿投 - 日進 - 天白 - 東大曽根    | 26.2 km  | 1924年4月            | 1925年9月取下        |            |                            |
| 明治村線     | 三河高浜駅 - 明治村              | 9.3 km   | 不明                 | 1925年12月取得       | 1930年8月  | 尾三鉄道より継承           |
|              | 門立駅 - 九久平                  | 4.6 km   | 岡崎電気軌道より継承 | 岡崎電気軌道より継承 | 1931年8月  | 岡崎線（門立支線）の残区間 |
|              | 羽根 - 岩津                      | 7.1 km   | 岡崎電気軌道より継承 | 岡崎電気軌道より継承 | 1932年10月 | 貨物線                     |
|              | 上郷 - 挙母                      | 2.6 km   | 1930年6月            | 1931年7月取得        | 1935年5月  | 貨物線                     |
| 中部日本鉄道 | 石野 - 稲橋村夏焼                | 40.4 km  | 1924年10月           | 1929年10月却下       |            |                            |
| 名南鉄道     | 刈谷 - 鳴海 - 千種               | 16.4 km  | 1927年9月            | 1930年3月却下        |            |                            |
| 豊浜電鉄     | 柳生橋駅 - 浜松駅                | 35.4 km  | 1929年3月            | 1931年12月却下       |            |                            |

| 名称     | 区間                 | 距離    | 出願      | 免許           | 失効      | 備考                         |
| -------- | -------------------- | ------- | --------- | -------------- | --------- | ---------------------------- |
| 大曽根線 | 大曽根 - 八事 - 挙母 | 36.5 km | 1926年3月 | 1926年10月取得 | 1935年8月 | 鶴舞線（一部）・豊田線の原型 |
| 八事線   | 広路 - 八事          | 36.5 km | 1926年3月 | 1926年10月取得 | 1935年8月 |                              |

| 名称 | 区間                                                    | 距離              | 出願                          | 免許                                   | 失効       | 備考                                                           |
| ---- | ------------------------------------------------------- | ----------------- | ----------------------------- | -------------------------------------- | ---------- | -------------------------------------------------------------- |
|      | 熱田 - 有松 - 知立 - 岡崎 - 本宿 - 国府 - 下地 - 豊橋   | 65.6 km           | 1910年5月                     | 1911年5月却下                          |            | 名古屋本線東部の原型                                           |
|      | 御津 - 国府 - 豊川                                      | 7.4 km            | 1910年10月                    | 1911年5月却下                          |            |                                                                |
|      | 千種 - 矢作                                             | 33.4 km           | 1911年10月                    | 1913年2月却下                          |            |                                                                |
|      | 千種 - 御器所 - 知立 - 岡崎 - 本宿 - 国府 - 下地 - 豊橋 | 75.2 km ↓ 33.6 km | 1913年4月 ↓（変更） 1914年4月 | 岡崎 - 下地間 33.6kmのみ 1914年6月取得 |            | 取得区間は愛電へ継承され、愛電豊橋線（名古屋本線）の一部となる |
|      | 御津 - 国府 - 豊川                                      | 75.2 km ↓ 33.6 km | 1913年4月 ↓（変更） 1914年4月 | 岡崎 - 下地間 33.6kmのみ 1914年6月取得 |            | 取得区間は愛電へ継承され、愛電豊橋線（名古屋本線）の一部となる |
|      | 知立 - 岡崎                                             | 12.0 km           | 1914年6月                     | 1914年9月却下                          |            |                                                                |
|      | 有松裏 - 知立 - 岡崎                                    | 21.6 km           | 1916年1月                     | 1916年3月却下                          |            |                                                                |
|      | 東八事駅 - 岡崎                                         | 28.0 km           | 1918年2月                     | 1918年7月取得                          | 愛電へ継承 |                                                                |
|      | 千種 - 鵜沼                                             |                   | 1919年1月                     | 取下                                   |            |                                                                |
|      | 知立 - 宇頭                                             | 7.8 km            | 1919年9月                     | 1920年8月却下                          |            |                                                                |
|      | 国府 - 豊川 - 宇利峠 - 浜松                             | 54.9 km           | 1919年8月                     | 1922年9月返付                          |            | 遠三電気鉄道として事業を分離                                   |
|      | 古沢 - 平針                                             | 11.2 km           | 1920年1月                     | 1920年6月取得                          | 愛電へ継承 |                                                                |
|      | 古沢 - 愛知 - 中村 - 稲沢 - 起 - 竹ヶ鼻 - 大垣 - 赤坂   | 43.2 km           | 1920年4月                     | 不明                                   |            |                                                                |

| 名称 | 区間                          | 距離    | 出願       | 免許           | 失効       | 備考 |
| ---- | ----------------------------- | ------- | ---------- | -------------- | ---------- | ---- |
|      | 豊橋駅 - 東田 - 多米峠 - 気賀 | 29.3 km | 1920年3月  | 下案に変更     |            |      |
|      | 東田 - 豊川                   | 8.6 km  | 1920年3月  | 下案に変更     |            |      |
|      | 豊橋駅 - 東田 - 多米峠 - 気賀 | 32.5 km | 1921年11月 | 1922年9月取得  | 下案に変更 |      |
|      | 東田 - 下地                   | 32.5 km | 1921年11月 | 1922年9月取得  | 下案に変更 |      |
|      | 豊橋駅 - 石巻 - 本坂峠 - 気賀 | 35.2 km | 1924年10月 | 1926年12月認可 | 愛電へ継承 |      |
|      | 石巻 - 豊川・牛久保           | 35.2 km | 1924年10月 | 却下           |            |      |
|      | 石巻 - 豊川町                 | 5.9 km  | 1927年10月 | 1928年5月取得  | 愛電へ継承 |      |

| 名称   | 区間              | 距離    | 出願      | 免許          | 失効       | 備考                                                   |
| ------ | ----------------- | ------- | --------- | ------------- | ---------- | ------------------------------------------------------ |
| 渥美線 | 三河田原駅 - 福江 | 15.9 km | 1920年1月 | 1921年4月取得 | 1937年10月 | 1938年以降に国鉄線として工事が再開されるが未成に終わる |

| 名称 | 区間              | 距離   | 出願      | 免許           | 失効 | 備考 |
| ---- | ----------------- | ------ | --------- | -------------- | ---- | ---- |
|      | 広神戸駅 - 黒野駅 | 7.1 km | 1922年6月 | 1923年12月返付 |      |      |

| 名称     | 区間            | 距離   | 出願      | 免許          | 失効       | 備考 |
| -------- | --------------- | ------ | --------- | ------------- | ---------- | ---- |
| 八百津線 | 八百津駅 - 錦織 | 2.6 km | 1923年1月 | 1926年7月取得 | 名鉄へ継承 |      |

| 名称 | 区間                                 | 距離    | 出願       | 免許                     | 失効                     | 備考                                              |
| ---- | ------------------------------------ | ------- | ---------- | ------------------------ | ------------------------ | ------------------------------------------------- |
|      | 押切町 - 上飯田 - 勝川 - 坂下 - 豊岡 | 14.3 km | 1924年2月  | 下案に分割されて一部取得 | 下案に分割されて一部取得 | 上飯田 - 味鋺 - 小牧間、味鋺 - 勝川間は取得後開業 |
|      | 勝川 - 小牧                          | 7.7 km  | 1924年2月  | 下案に分割されて一部取得 | 下案に分割されて一部取得 | 上飯田 - 味鋺 - 小牧間、味鋺 - 勝川間は取得後開業 |
|      | 押切町 - 上飯田                      | 5.2 km  | 上案を分割 | 1926年8月取得            | 名岐へ継承               |                                                   |
|      | 勝川 - 坂下                          | 7.5 km  | 上案を分割 | 1926年8月取得            | 名岐へ継承               |                                                   |
|      | 坂下 - 豊岡                          |         | 上案を分割 | 1926年8月却下            |                          |                                                   |
|      | 小牧 - 西小牧                        | 1.1 km  | 上案を分割 | 1926年8月取得            | 名岐へ継承               |                                                   |
|      | 上飯田 - 下飯田                      | 1.4 km  | 1928年3月  | （旧）名鉄へ継承         | （旧）名鉄へ継承         |                                                   |
|      | 下飯田 - 東大曽根                    | 0.33 km | 1928年12月 | （旧）名鉄へ継承         | （旧）名鉄へ継承         |                                                   |

| 名称 | 区間                | 距離   | 出願      | 免許          | 失効       | 備考 |
| ---- | ------------------- | ------ | --------- | ------------- | ---------- | ---- |
|      | 知多武豊駅 - 武豊駅 | 1.4 km | 1932年3月 | 1932年9月取得 | 名鉄へ継承 |      |

| 名称       | 区間                                                                | 距離    | 出願                      | 免許                      | 失効       | 備考                         |
| ---------- | ------------------------------------------------------------------- | ------- | ------------------------- | ------------------------- | ---------- | ---------------------------- |
| 八百津線   | 土田村 - 錦津村                                                     | 11.8 km | 1921年7月                 | 1922年9月返付             |            |                              |
|            | 西枇杷島駅 - 枇杷島駅                                               | 0.7 km  | 1921年1月                 | 1922年10月返付            |            |                              |
| 循環線     | 枇杷島 - 四女子 - 西築地 - 東築地 - 呼続 - 御器所 - 大曽根 - 枇杷島 | 37.3 km | 1919年4月                 | 1924年7月取下             |            |                              |
| 横断線     | 四女子 - 御器所                                                     | 37.3 km | 1919年4月                 | 1924年7月取下             |            |                              |
| 太田線     | 今渡駅 - 太田                                                       | 1.0 km  | 名古屋電気鉄道より継承    | 名古屋電気鉄道より継承    | 1925年6月  |                              |
| 尾北循環線 | 清洲駅 - 奥田駅 - 萩原町 - 起駅 - 奥町駅                            | 9.6 km  | 1921年4月                 | 1923年5月取得             | 1929年9月  |                              |
| 尾北循環線 | 奥町駅 - 木曽川 - 浅井 - 古知野駅                                   | 16.1 km | 1921年4月                 | 1923年5月取得             | 1927年6月  |                              |
| 関線       | 新鵜沼駅 - 関                                                       | 12.1 km | 名古屋電気鉄道より継承    | 名古屋電気鉄道より継承    | 1927年8月  | 関線（犬山線）の残区間       |
|            | 中村町 - 稲永新田                                                   | 13.1 km | 不明                      | 不明                      | 1930年3月  |                              |
| 城北線     | 押切町 - 上飯田                                                     | 5.2 km  | 城北電気鉄道より継承      | 城北電気鉄道より継承      | 1931年2月  | 城北線（小牧線）の残区間     |
| 城北線     | 新勝川駅 - 坂下                                                     | 7.5 km  | 城北電気鉄道より継承      | 城北電気鉄道より継承      | 1931年2月  | 城北線（勝川線）の残区間     |
| 城北線     | 新小牧駅 - 西小牧                                                   | 1.1 km  | 城北電気鉄道より継承      | 城北電気鉄道より継承      | 名鉄へ継承 |                              |
| 城北線     | 上飯田駅 - 下飯田                                                   | 1.4 km  | 城北電鉄が 出願           | 1931年2月取得             | 名鉄へ継承 |                              |
| 城北線     | 下飯田 - 東大曽根                                                   | 0.33 km | 城北電鉄が 出願           | 1931年2月取得             | 名鉄へ継承 |                              |
| 中村線     | 中村町 - 甚目寺 - 新清洲駅                                          | 8.3 km  | 尾西鉄道より継承          | 尾西鉄道より継承          | 1932年5月  | 中村線（国府宮支線）の残区間 |
| 祖父江線   | 国府宮駅 - 森上 - 祖父江                                            | 10.8 km | 1927年2月                 | 1927年6月取得             | 下案に変更 |                              |
| 祖父江線   | 奥田駅 - 森上 - 祖父江                                              | 11.7 km | 1929年1月（上案から変更） | 1929年1月（上案から変更） | 1932年6月  |                              |
| 芥見線     | 長住町駅 - 芥見村                                                   | 12.3 km | 美濃電気軌道より継承      | 美濃電気軌道より継承      | 1932年11月 | 名鉄各務原線の原型のひとつ   |

| 名称 | 区間                     | 距離 | 出願      | 免許          | 失効 | 備考                 |
| ---- | ------------------------ | ---- | --------- | ------------- | ---- | -------------------- |
|      | 熱田 - 栄町 - 名古屋駅前 |      | 1929年1月 | 1931年6月却下 |      | 名岐・愛電が共同出資 |

| 名称         | 区間                                       | 距離    | 出願                 | 免許                 | 失効       | 備考                                                        |
| ------------ | ------------------------------------------ | ------- | -------------------- | -------------------- | ---------- | ----------------------------------------------------------- |
|              | 新小牧駅 - 西小牧                          | 1.1 km  | 名岐鉄道より継承     | 名岐鉄道より継承     | 1937年11月 | 城北線（小牧線）の残区間                                    |
| 大曽根線     | 上飯田 - 下飯田                            | 1.4 km  | 名岐鉄道より継承     | 名岐鉄道より継承     | 1939年2月  |                                                             |
| 大曽根線     | 下飯田 - 東大曽根                          | 0.33 km | 名岐鉄道より継承     | 名岐鉄道より継承     | 1939年2月  |                                                             |
| 八百津線     | 八百津駅 - 錦織                            | 2.6 km  | 東美鉄道より継承     | 東美鉄道より継承     | 1943年8月  | 八百津線の残区間。1952年3月同区間で丸山水力専用鉄道が開業。 |
|              | 植田駅 - 船渡町                            | 2.5 km  | 1943年1月            | 1944年4月返付        |            |                                                             |
|              | 河和駅 - 内海                              | 7.6 km  | 1944年7月            | 1945年10月返付       |            |                                                             |
| 工廠線       | 豊橋市花田 - 八幡村                        | 7.6 km  | 1940年               | 1947年12月返付       |            |                                                             |
| 飛行場線     | 豊橋市花田 - 豊橋市大崎                    | 8.1 km  | 1940年               | 1947年12月返付       |            |                                                             |
| 三河線       | 西中金駅 - 足助                            | 7.3 km  | 三河鉄道より継承     | 三河鉄道より継承     | 1958年6月  | 三鉄足助方面線の残区間                                      |
| 市内乗入線   | 天白信号所 - 熱田                          | 6.0 km  | 愛知電気鉄道より継承 | 愛知電気鉄道より継承 | 1958年6月  | 愛電市内乗入線の残区間                                      |
|              | 知多武豊駅 - 武豊駅                        | 1.4 km  | 知多鉄道より継承     | 知多鉄道より継承     | 1958年6月  |                                                             |
| 鳥居松線     | 新小牧駅 - 鷹来 - 新勝川駅 - 味鋺駅        | 12.7 km | 1941年9月            | 却下                 |            |                                                             |
| 鷹来線       | 新小牧駅 - 鷹来                            | 4.4 km  | 1941年9月            | 1943年10月取得       | 1961年7月  |                                                             |
| 岐垣鉄道     | 茶所駅 - 西大垣駅                          |         | -                    |                      |            | 名鉄・近鉄・岐阜市・大垣市出資 1953年7月に名鉄が計画発表    |
| 養老長良線   | 長良橋駅 - 新岐阜駅 - 宇佐 - 大垣 - 養老滝 | 32.1 km | 1961年3月            | 不明                 |            | モノレール構想                                              |
| 養老長良線   | 宇佐 - 羽島                                | 11.1 km | 1961年3月            | 不明                 |            | モノレール構想                                              |
| 藤岡新線     | 尾張瀬戸駅 - 藤岡                          |         | -                    |                      |            | 昭和47年都市交通審議会答申                                  |
| 名古屋空港線 | 味美駅 - 名古屋空港                        |         | -                    |                      |            | 平成4年運輸政策審議会答申                                   |

## 開発事業
バス・文化レジャー事業の分社化のあと、本社の鉄軌道事業以外の事業は、全日本空輸の航空代理業、ビル、駐車場などの賃貸、土地の分譲などとなり、これを「開発事業」と呼称している。

### 全日本空輸総代理店
名鉄は、ANAホールディングス（全日空、旧全日本空輸）の筆頭株主であり、名古屋地区総代理店として愛知・岐阜・三重・静岡・長野の5県の全日本空輸の業務を行ってきた。総代理店とは、全日本空輸の黎明期から、各就航地において、地元の有力企業に全日本空輸の市内（営業）・空港業務を委託した制度である。名鉄では、名古屋・静岡・長野（市内業務）と名古屋空港（空港業務）の4航空営業所を展開して、名古屋空港（現・県営名古屋空港）の空港ハンドリングも含め全日本空輸総代理店業務を推進してきた。中部国際空港の開港で名古屋空港航空営業所は廃止され、中部空港航空営業所が設置された。また、ANAセールス株式会社の展開で総代理店の市内業務の中身も変化した。最後まで残った総代理店業務も、名古屋予約センター・栄カウンター業務は2006年12月末で、中部国際空港国内線旅客・貨物業務は2007年6月末で契約終了、業務は終了した。現在、名古屋カウンター業務はANAセールス株式会社が、中部国際空港ハンドリング業務は、名鉄も出資しているANA中部空港株式会社（元の国際エアラインサービス）で行っている。
また、全日本空輸の名古屋 - 南紀白浜線が就航していた当時は、白浜航空営業所を設置して南紀白浜地区総代理店業務を受託していた。

## 他私鉄との競合
現在の競合はJR東海との間で繰り広げられているが、過去には近畿日本鉄道（近鉄、現・近鉄グループホールディングス株式会社）や東京急行電鉄（東急、現・東急株式会社）と路線やグループ企業の拡大をめぐって競合していた時期がある。

### 近鉄との競合
昭和初期の三重県には伊勢電気鉄道（伊勢電）が、岐阜県の西部には養老鉄道（養老鉄道養老線の前身だが2007年10月より同線を運営している養老鉄道とは別企業）が営業を開始していた。当時の名岐鉄道は三重県への拡大を目指しており、昭和恐慌の影響で経営難に陥っていた伊勢電に触手を伸ばし、名古屋 - 桑名間の路線免許を申請していた。同時期、近鉄の前身の一社である参宮急行電鉄（参急、のちの関西急行鉄道）も名古屋進出の足がかりとして伊勢電を欲しており、両社が吸収合併を目的とした支援合戦を繰り広げていた。結局、この争いは参急側に軍配が上がり、現在の近鉄名古屋線の大部分を占める重要路線を手にした。
なお、1960年ごろ（近鉄名古屋線の狭軌時代）まで、新名古屋駅（当時、現在の名鉄名古屋駅）と隣接する近鉄名古屋駅の間には連絡線が敷設されており、名鉄線 - 近鉄線相互間で団体列車に限り直通運転を行っていた。また、戦前から戦後の一時期に新名古屋駅で近鉄線の発券および改札を行っていた時期があった（2001年までは、名鉄線各駅 - 近鉄線各駅相互間の連絡切符も通常発売していた）。
その後、近鉄は1959年の名古屋線の標準軌改軌（名阪直通特急の運転開始）を境にして、名鉄の牙城である東海地方への進出を積極的に行うようになり、1961年には、旧養老鉄道岐阜線免許を使用して大垣 - 羽島間の新線の建設を発表、さらに岐阜への延長を画策した。名鉄では対抗策として岐阜から羽島を経由して養老を結ぶモノレール線の建設（この計画は、のちに羽島線建設に変更・縮小された）を発表するなど、高度経済成長期の事業拡張にともない、両社の関係は再び険悪化して行った。
他にも、名神高速道路が一宮まで開通した折には高速バスの路線免許をめぐって争いが発生し、名鉄主導の日本急行バスで一本化が決まっていた私鉄系のバス会社（路線） に対し、土壇場で近鉄主導による日本高速バス（現・三重交通グループホールディングス・名阪近鉄バス）が参入を強行し、開業後も激しい競合のために両社が共倒れ寸前に陥りかけた。また、近鉄がテリトリーとしていた石川県において、名鉄が中部運輸局（運輸省・当時）の要請に呼応して北陸鉄道の支援を行った際には、対抗措置として北陸日本交通なるバス会社の設立を目論む（のちに北日本観光自動車へ合併させるが、路線拡大は却下された）など、名鉄と近鉄の両社は1970年ごろまで激しく対立していた。
しかし1980年代以降、次第に両社は競合から協調関係に入り、名鉄各駅や電車内に近鉄グループの「志摩スペイン村」や近鉄特急アーバンライナー・ひのとりなどの広告を、近鉄各駅や電車内に名鉄グループの「明治村」や名鉄特急ミュースカイなどの広告を互いに出すようになり、南海電気鉄道とともに「3・3・SUNフリーきっぷ」（2006年に販売終了）を発行するなど、近鉄とは完全な提携関係を築いている。また、名鉄名古屋駅のタクシー乗り場は「名鉄・近鉄タクシーのりば」として、名鉄交通など名鉄グループに加え、名古屋近鉄タクシーも乗り入れている。
2012年には、名鉄名古屋駅と近鉄名古屋駅を一体化し、相互の乗り換えを便利にする構想が発表された。
2013年3月23日には名鉄で発行しているICカード乗車券「manaca」が近鉄線で、近鉄で発行しているICカード乗車券「PiTaPa」「ICOCA」が名鉄線でそれぞれ利用できるようになった。また、2014年9月21日には近鉄とのmanaca・ICOCAのIC連絡定期券も発行された。

### 東急との競合
名鉄はグループ展開を行う過程において、東京急行電鉄（東急グループ、現・東急株式会社）と激しく競合・対立していた時期がある。そのもっとも有名なものとして「全日本空輸」（全日空、現・ANAホールディングス）設立時の経営権をめぐる争いがあげられる。全日本空輸は「日本ヘリコプター輸送」（日ペリ）と「極東航空」が合併して誕生したが、当時の日ペリは名鉄が経営権を握り、極東航空は東急系列として誕生していたため、合併後の経営権をめぐって、株式や株主総会の議決権を委任する委任状の取得合戦を展開するなど、一時はお互い一歩も引かぬ総力戦の様相を呈した。やがて名鉄は争いに疲れて全日本空輸の経営権を諦めるが、近年になって東急側がグループ再編の一環として全日本空輸株の一部を名鉄側に譲り渡し、再び名鉄が筆頭株主となり中部国際空港の開港を契機として、名鉄と全日本空輸はいっそう結びつきを増している。
また、北海道東部を自社グループのテリトリーとしていた東急は、名鉄が「網走バス」の支援を決めるとさまざまな対抗策を打ち出して、名鉄の北海道進出を阻止する動きを見せた。その一つとして、名古屋の観光バス業界では老舗である「鯱バス」が経営難に陥った折、名鉄に先んじて有利な支援を次々に行った。名鉄も地元の名門を手に入れるチャンスであっただけに、熾烈な支援合戦を展開したが、結局東急は「鯱バス」をグループへ取り込むことに成功して名鉄に一矢報いている（なお鯱バスは2009年10月1日をもって東急グループから離脱しジェイ・コーチグループに入り、網走バスも2012年に名鉄グループを離脱した）。

## 広報・広告
2006年7月15日より放送が開始された同社の企業広告である「いってらっしゃい。おかえりなさい。名古屋鉄道」のCMソングに、シンガーソングライターの小田和正が楽曲を提供。デビューから37年が経つ小田が地方ローカルCMへ楽曲を提供することは初めてであり、小田のファンや鉄道ファンの話題を呼ぶ（楽曲名『大好きな君に』・アルバム『そうかな』収録）。2008年10月からは「ありふれた日々篇」の放送が開始され、使用楽曲は小田が1993年に発表した「風の坂道」に変更となる。CMタイトルの「ありふれた日々」というのは「風の坂道」の歌詞からの引用である。また小田和正関連では、後述する「EMOTION!」にもCM楽曲として「キラキラ」を提供している。
かつてはダイヤ改正の都度「名鉄時刻表」を発行し、主要駅や駅サービスセンター、駅構内売店、名鉄観光主要支店および名古屋鉄道ショッピングサイト「M‐M＠LL（エム‐モール） 」などで販売していた。2019年改正時など、近年の改正では名鉄時刻表が販売されなくなっていたが、2021年10月のダイヤ改正では公式ホームページ上に路線別時刻表というページを設け、名鉄時刻表と同形式の時刻表をPDF形式で公開した。
毎月、沿線の観光情報や名鉄の取り組みを紹介する『Wind』という冊子を発行している。Windは名鉄の有人駅や、近鉄の主要駅などで配布、およびWebサイト上でPDF形式で公開されている。
近年では犬山（日本モンキーパーク・博物館明治村など）の観光PRを強化しており、近畿圏や首都圏の大手私鉄の広報誌でのコラボ企画や吊り広告の展開を行っているほか、「EMOTION!（エモーション）」と銘打った沿線を軸にした企業広告活動も展開している。
沿線の施設などでイベントがある際は、宣伝も兼ねてラッピング車両が走ることがよくある。代表的なものでは、春から夏の時期に子供たちに人気のあるポケットモンスターのラッピングを2000系などに施すことや、受験シーズンのキットカットのラッピングなどがあげられる。
2012年からメ〜テレで放送されている『名古屋行き最終列車』シリーズの制作には、終電後や臨時列車を走らせての撮影も実施するなど、全面協力している。

### 提供番組
テレビでは提供クレジットは英字で「Meitetsu」と表示されるが、読み上げられる場合は日本語で「名古屋鉄道」となる。なおグループの名鉄百貨店は異なるロゴの「MEITETSU」をクレジットに使用している。
現在（2024年現在）
- Finder TRIP（東海テレビ、名鉄グループ各社の一社提供）
- サンデードラゴンズ（CBCテレビ。かつては名鉄グループの一社提供。現在は名鉄グループ各社を含めた複数社提供）
- 岐阜名景（ぎふチャン。岐阜県のみ）

過去
東海テレビ
- ふるさと紀行 - かつては全国放送だったが、名古屋ローカルになったあとはスポンサーからも撤退し、2007年9月で終了。
- 夢のちから - 一部地域にも番組販売されていたが、それらの局ではスポンサーが異なっていた。
- 主役はキミだ!わんだほキッズ（名鉄グループの一社提供）
- 祭人魂（名鉄グループ各社の一社提供）
- 阪急ドラマシリーズ - 東海テレビでのスポンサー。制作局の関西テレビでは阪急東宝グループが提供。

中京テレビ
- 旅はパノラマ
- ゴリ夢中（名鉄グループ各社の一社提供）

東海ラジオ
- 季節の中で - 『宮地佑紀生の聞いてみや〜ち』内。水曜日・金曜日にコーナーが放送。内容が名鉄バスや名鉄観光のパック旅行などを使った旅の提案だったことからか、CMは放送されていなかった。
- 東海オンエアラジオ

その他
- 四季の小窓（メ〜テレ。東海3県のみ）
- NEWSぎふチャン（ぎふチャン。岐阜県のみ）
- MEITETSU THE NO.1 HITS（ZIP-FM、MORNING JACK内）
- MEITETSU トゥディズ・ホロスコープ（エフエム愛知、LOVE ONLINE内）

ほか。

## 競馬
2002年、中京競馬場でスタートしたレース「名鉄杯」に賞を出している。中央4場では観客輸送に関わる大手私鉄が賞を出しているが、それに続く形となった。発走時のファンファーレは通常の中京・小倉共通特別競走（非重賞）用のものではなく、パノラマカーのミュージックホーンをアレンジしたものが名鉄ブラスバンドにより生演奏されており、中京のファンに親しまれている。
また中京競馬場の施設運営を行う名古屋競馬株式会社の出資者でもあり、同競馬場内にはかつて現役で運用されていたパノラマカー7000系の車両を利用した「ビュッフェ・パノラマステーション」がある。
なお競馬開催時の臨時列車は現在設定されていないが、最寄の中京競馬場前駅には急行が臨時停車する（高松宮記念とチャンピオンズカップの当日は夕方の特急・快速特急も停車）。

## 競艇
名鉄はボートレース常滑にも名鉄杯争奪納涼お盆レースとして毎年賞を出しており、地元選手が一堂に会するボートレース常滑のお盆の風物詩となっている。なお、過去にはボートレース常滑の開催日に臨時列車を運転していたがこちらは廃止されている。なお、ムーンライトレースのボートレース蒲郡には名鉄ではなく名鉄バスが賞を出しており、名鉄バス杯争奪戦が行われている。

## 代表的な名鉄グループ企業

### 愛知県に拠点を置く運輸業
- 豊橋鉄道
  - 豊鉄バス
  - 豊鉄タクシー
- 名鉄バス
  - 名鉄バス東部（名鉄バスへ再統合）
  - 名鉄バス中部（名鉄バスへ再統合）
- 知多乗合（知多バス）
- 名鉄観光バス
- 太平洋フェリー
- 名鉄海上観光船
- 名鉄運輸
- 名鉄交通（名鉄タクシー）
- 愛電交通
- 名鉄名古屋タクシー
- 名鉄西部交通
- 名鉄東部交通
- 名鉄岡崎タクシー
- 名鉄知多タクシー
- 名鉄蒲郡タクシー
- 中日本航空

### 愛知県以外に拠点を置く運輸業
- 北陸鉄道
  - 北鉄金沢バス
  - 北鉄白山バス
  - 北鉄加賀バス（加賀温泉バスと小松バスが合併し発足）
  - 北鉄能登バス
  - 北鉄奥能登バス
- 石川交通（タクシー）
- 岐阜乗合自動車（岐阜バス）
  - 岐阜バスコミュニティ
  - 岐阜バスコミュニティ八幡
  - 岐阜バス観光
  - 西濃華陽観光バス
- 東濃鉄道（東鉄バス）
- 濃飛乗合自動車（濃飛バス）
  - 濃飛観光
  - 濃飛交通
- 北恵那交通
- 宮城交通
  - ミヤコーバス
- レインボー観光自動車

### その他グループ企業
- 名鉄百貨店
- メルサ
- 名鉄トヨタホテル
- 名鉄レストラン
- 名鉄観光サービス
- 矢作建設工業
- メイエレック
- 岐阜グランドホテル
- 名鉄都市開発 - 2022年4月1日、名鉄不動産から社名変更[121]
- 県営名古屋空港ビルディング
- 学校法人名鉄学園
  - 名鉄自動車学校
  - 名鉄自動車専門学校
  - 杜若高等学校
- はなの木幼稚園
- 桂幼稚園
- 名鉄協商
- 名鉄グランドホテル
- 名鉄ニューグランドホテル
- 名鉄犬山ホテル（名鉄小牧ホテルも含む）
- セントレアホテル
- ホテル穂高
- 旅館御岳
- 乗鞍観光ホテル
- びわ湖アルプス山荘
- 名鉄イン名古屋金山
- ホテルグランコート名古屋
- 名鉄自動車整備
- 電通名鉄コミュニケーションズ
- 名鉄生活創研
- 名鉄クリーニング
- 知多自動車学校
- 名鉄エリアパートナーズ
- クラビクラ
- 名鉄交通商事
- 名鉄薬品
- 名鉄AUTO（名鉄協商）
- 東鉄商事
- 名鉄インプレス
- 長島スポーツランド
- 伊良湖旅客ターミナル
- 奥飛観光開発（新穂高ロープウェイ）
- 中央アルプス観光（駒ヶ岳ロープウェイ）
- 岐阜観光索道（金華山ロープウェー）
- 奥飛騨白山観光
- めいほう高原観光（めいほうスキー場）
- 茶臼山高原スキー場
- 犬山カンツリー倶楽部
- 伊良湖シーサイドゴルフ倶楽部
- メイテツコム
- 名鉄情報システム
- 名鉄OA
- 名鉄保険代行
- ニッポンレンタカー名鉄
- サニクリーン名古屋
- 名鉄美装
- 名鉄セコム
- JALスカイ名古屋
- 国際エアラインサービス
- 名古屋エアケータリング
- 名鉄スカイパーキング
- めいかん企画

### 過去のグループ企業
- 東京モノレール - 日立等との共同経営でスタート。数年で経営難に陥り、日立グループが全株式を引き取る。現在は東日本旅客鉄道（JR東日本）が株式の約8割を保有。
- 根室交通 - 北都交通に譲渡。
- おんたけ交通 - 地元自治体への株式譲渡によりグループ離脱。
- 東名急行バス - 解散。
- 札幌観光バス - 売却によりグループ離脱。
- ニュー東京観光自動車[注釈 40] - 売却によりグループ離脱。現在は国際自動車系列のkmモビリティサービス東京事業部足立営業所。
- 名古屋遊覧バス - ナゴヤユーランバス。名古屋市と共同経営。2006年3月で運行終了の上、会社解散。
- 大阪名鉄観光バス - クリスタルに売却、グッドウィル・グループになった後に大阪バスへ譲渡。現・大阪バス近畿・本社営業所。
- 名鉄神戸観光バス - 大阪名鉄観光バスと同時にクリスタルに売却、グッドウィル・グループ加入後、大阪バスへ譲渡。現・大阪バス神戸営業所。
- 大阪名鉄タクシー - クリスタルに売却、現・クリスタルタクシー大阪（クリスタルタクシー和歌山の傘下で、現在でも残っているクリスタル観光バスの系列ではない）。
- 名鉄パレ（現・パレマルシェ） - 売却によりグループ離脱。
- 磐梯グランドホテル・磐光パラダイス
- 名古屋観光日急・名鉄西部観光バス・名鉄東部観光バス - 合併して名鉄観光バスとなった。
- 福井鉄道 - 地元商工会議所・支援団体・第三セクターへの株式譲渡によりグループ離脱。
- ひるがの高原スキー場 - ジェイ・マウンテンズ・グループの中部スノーアライアンスに移管。
- 伊良湖ガーデンホテル（現・伊良湖シーパーク&スパ）・浜松名鉄ホテル（現・ホテルクラウンパレス浜松） - ホテルマネージメントインターナショナルに売却。
- グリーンシティケーブルテレビ - 中部電力系企業のシーテックに50%、東海デジタルネットワークセンターおよびひまわりネットワークに25%ずつ、それぞれ持ち株を売却。
- 新岐阜百貨店 - 2005年12月28日閉店。
- 名鉄インテリア - 解散。
- 浜松名鉄交通 - 2010年6月30日に遠州鉄道が全株式を取得し、遠鉄グループとなり、遠鉄交通に社名変更。さらに2014年4月1日に遠鉄タクシーに合併。
- 伊勢湾フェリー - 2010年9月末をもって資本撤退。
- 網走バス・網走ハイヤー・道東観光開発 - 2012年4月2日付でタカハシに持ち株を売却。
- 名鉄レジャック - 2015年4月1日付で、ビル資産管理事業を本体に承継したうえでメルサが吸収合併。
- ケイビーエスオート - 2015年7月1日、名鉄AUTOが吸収合併。
- 大井川鐵道 - 2015年8月31日付で全株式をエクリプス日高に譲渡。
- 夫婦岩パラダイス - 2015年9月16日に全株式を日本産業推進機構に売却[122]。
- びわ湖バレイ - 2006年に日本ケーブルの子会社NCリゾーツに譲渡。
- 名鉄トヤマホテル - 2012年にブリーズベイホテルに譲渡。
- 千羽平ゴルフクラブ - 2016年にアイランドゴルフグループに売却。
- 豊鉄ターミナルホテル - 2020年に閉鎖・清算。
- 金沢名鉄丸越百貨店・金沢スカイホテル - 2021年にヒーローに譲渡。

### その他関係の深い企業
2013年現在、ANAホールディングス（全日空、旧全日本空輸）の筆頭株主であり、単体で発行済株式の2.07%をもち、前述したようにかつては全日本空輸総代理店業務を行っていた。
1952年（昭和27年）に全日本空輸の前身となる「日本ヘリコプター輸送（日ペリ航空）」が設立された際に名鉄は出資を引き受けて関係を持つようになったが、日ペリ航空の経営は苦しい状態が続き、1954年（昭和29年）に名鉄に対し資金援助を要請。名鉄は当時の金額で3,500万円を融資し、窮地から救った。全日本空輸創業以来の役員で1987年（昭和62年）当時副社長であった福本柳一は手記の中で次のように述べている。

「名鉄が全日空生い立ちのために（中略）神野社長以下3代にわたり何くれとなく尽くしてくれた並々ならぬ恩義に対しては、いやしくも全日空の食をはむ者の断じて忘れてはならないことである」

その後も、名鉄傘下の中日本航空が運航していた定期路線便は1965年（昭和40年）に全日本空輸に譲渡、名鉄、中日本航空、全日本空輸3社の出資でコミューター会社の「エアーセントラル」（現・ANAウイングス、旧・中日本エアラインサービス）の設立など両社は現在にいたるまで常に深い関係にある。また、金山駅南口にある「金山南ビル」の「ANAクラウンプラザホテルグランコート名古屋」も名鉄と全日本空輸の協力関係の中で設立されている。
そのほか、御園座などにも出資しており、かつては丸栄や名古屋観光ホテルにも出資していた。
1951年からは中日ドラゴンズに出資（これにともない、球団名を「名古屋ドラゴンズ」に変更）、中日新聞社と隔年で球団経営を行ったが、3年で撤退。その後、球団数拡大を目指すパシフィック・リーグから新球団設立の話を持ちかけられたが、中日との観客の奪い合いによって共倒れになることを恐れたため断っている。2リーグ分裂の話が持ち上がった1949年にも、プロ野球への参入を考えていた朝日新聞が、名鉄と地方紙「新東海」を提携させて鳴海球場を本拠とする新球団を発足させる構想（「朝日レッドソックス」という名称が報じられたこともあった）があった。